# 2024
2024 (MMXXIV) fue un año bisiesto que comenzó en lunes en el calendario gregoriano; se lo cuenta como el dosmilésimo vigésimo cuarto anno Domini, es decir desde la época de la era cristiana. En este sistema fue, por tanto cuarto año de la tercera década del siglo XXI, el quinto del decenio de los 2020 y el vigésimo cuarto del siglo XXI y del tercer milenio.

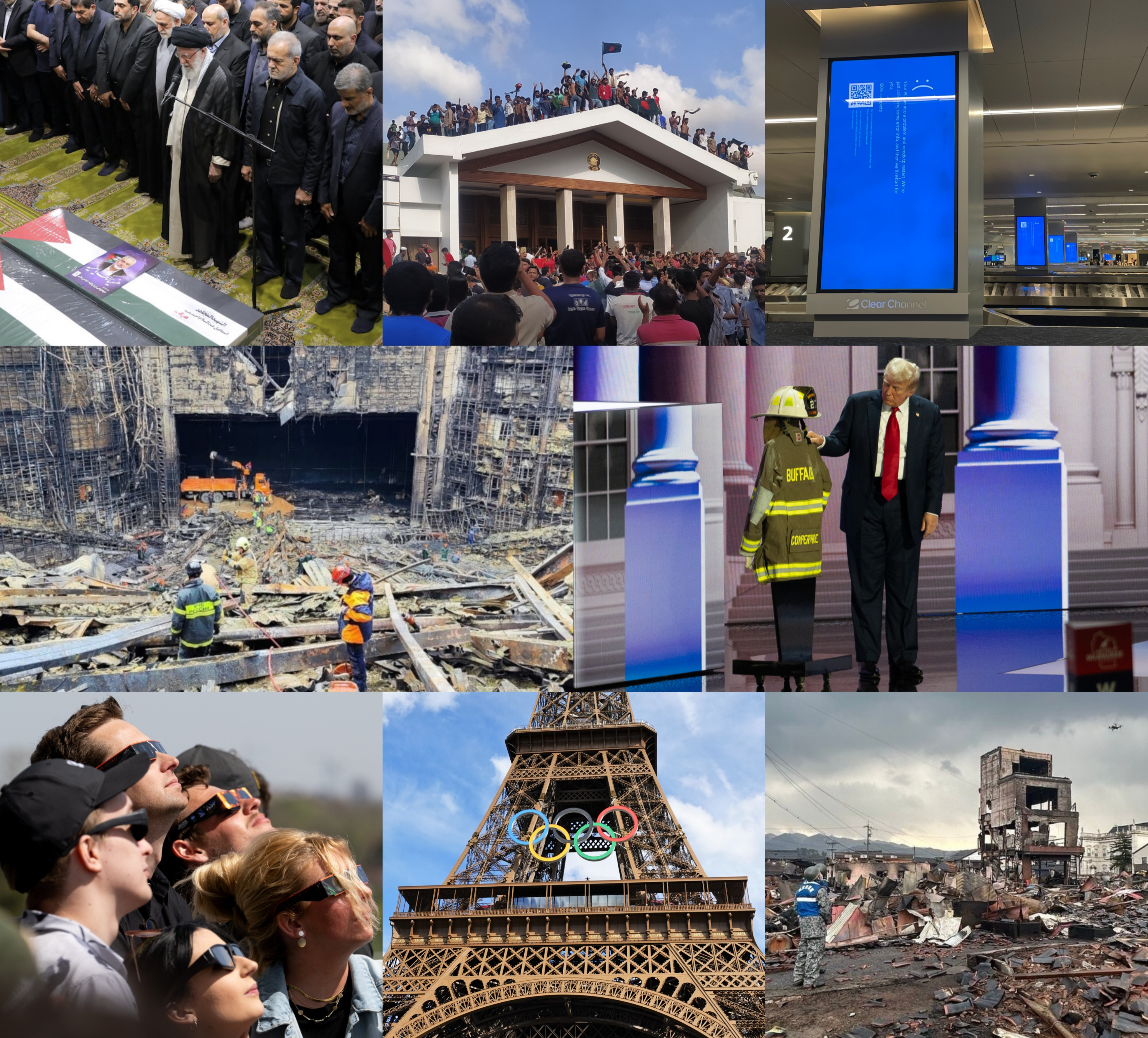
Desde arriba a la izquierda, en el sentido de las agujas del reloj:
• En Teherán (Irán), el líder supremo Ali Jamenei dirige la oración fúnebre por Ismail Haniya, el líder político de Hamás, que fue asesinado en un ataque israelí.
• Manifestaciones vitoreando frente a la oficina del primer ministro de Bangladés tras la dimisión de Sheikh Hasina durante el movimiento de no cooperación, parte del levantamiento estudiantil y popular;
• Pantallas azules de la muerte en las cintas transportadoras de equipaje del aeropuerto LaGuardia (Nueva York) causado por una actualización de software CrowdStrike defectuosa a nivel mundial;
• Donald Trump, ganador de las elecciones presidenciales, de pie junto al uniforme del bombero Corey Comperatore (50), quien fue asesinado durante el intento de asesinato de Trump;
• Un poderoso terremoto de 7,6, golpea la península de Noto (Japón) causando 504 muertos y 1380 heridos;
• los Juegos Olímpicos de Verano de 2024 se celebran en París (Francia);
• En el Indianapolis Motor Speedway (estado de Indiana), varias personas observan a través de gafas protectoras el eclipse solar del 8 de abril de 2024;
• el recinto musical Crocus City Hall, en las afueras de Moscú, después del ataque de la banda terrorista Estado Islámico del Gran Jorasán.

Durante este año continuaron importantes conflictos armados, como la invasión rusa de Ucrania, la guerra civil birmana, la guerra civil sudanesa y la insurgencia islamista en el Sahel. En noviembre, se reanudaron los intensos combates en la guerra civil siria, que llevaron al derrocamiento de la Siria baazista, y la posterior huida del país del presidente Bashar al-Ásad en diciembre. En este año también se mantuvo la guerra entre Israel y Hamás la cual involucró, en octubre de 2024, al Líbano, invadido por Israel; esto determinó una intensificación del conflicto en curso entre Israel y Hezbolá. El mes anterior, Israel había llevado a cabo una ofensiva contra el grupo, que incluyó un ataque con dispositivos de comunicación cargados de explosivos y un bombardeo de su cuartel general que resultó en la muerte del Secretario General, Hasán Nasralá. Ismail Haniya, líder político de Hamás, fue asesinado en la capital iraní, Teherán, en julio. El año también fue testigo de un aumento de la actividad de los hutíes, que contribuyó a una crisis en el mar Rojo que afectó al transporte marítimo mundial. El conflicto entre Israel y Hamás ha provocado protestas generalizadas contra la guerra.
Aproximadamente 80 países, que representan alrededor de 4000 millones de personas, llevaron a cabo elecciones nacionales a lo largo del año, incluidos ocho de los diez países más poblados del mundo (Bangladés, Brasil, Pakistán, Rusia, India, México, Indonesia, Estados Unidos) el Reino Unido, Japón y Francia. El Parlamento Europeo también celebró elecciones.
En países como Japón, Botsuana y Sudáfrica, los partidos gobernantes que habían dominado la política interna durante décadas perdieron sus mayorías y han renunciado al poder o se mantienen a través de coaliciones improvisadas con partidos menores. En Senegal Bassirou Diomaye Faye ganó las elecciones presidenciales senegalesas de 2024, convirtiéndose en el primer candidato de la oposición en ganar en la primera ronda desde la independencia en 1960. En Sri Lanka, los votantes dieron una victoria aplastante al Poder Popular Nacional, que anteriormente era un partido menor. En noviembre, el republicano Donald Trump ganó las elecciones presidenciales de 2024, convirtiéndose en el primer presidente de Estados Unidos en ser elegido para un segundo mandato no consecutivo en 132 años, cuando Grover Cleveland ganó las elecciones de 1892. En diciembre de 2024, el intento del presidente surcoreano Yoon Suk Yeol de declarar e imponer la ley marcial fue frustrado por los miembros del parlamento, lo que provocó una crisis política que llevó a su destitución y a la destitución del presidente en funciones Han Duck-soo.
El año 2024 fue:
- El Año Internacional de los Camélidos, según la ONU.[11]
- El Año de la Acción Anticipatoria en Centroamérica, según la FAO.[12]
- El Año de la Defensa de la Vida, la Libertad y la Propiedad, según el Gobierno de Argentina.[13]
- El Año de Felipe Carrillo Puerto, según el Gobierno de México.[14]
- El Año de Miguel Ángel Asturias, según el Gobierno de Guatemala.[15]
- El Año del Dragón, según el horóscopo chino.

## Acontecimientos

### Enero
- 1 de enero:

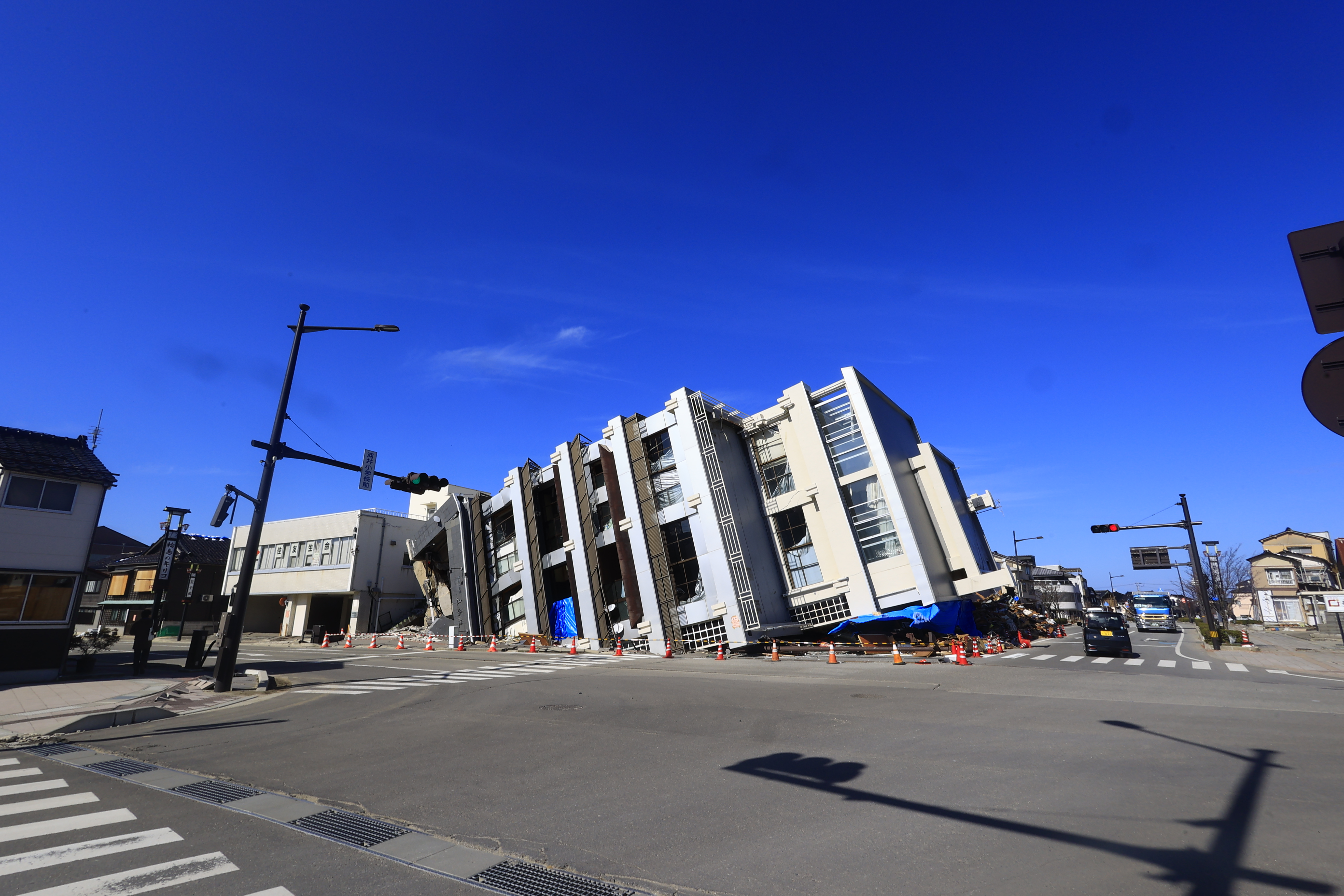
Un edificio derrumbado por el terremoto en Wajima (Japón).

- Un terremoto de 7,6 sacude la península de Noto (Japón), desencadenando un tsunami con olas de hasta más de 7 metros que causan grandes daños y la muerte de más de 500 personas, así como más de 1300 personas heridas.[16][17][18]

- El cortometraje Steamboat Willie y las primeras versiones de Mickey Mouse y Minnie Mouse que aparecen en él y que fueron estrenadas en 1928 pasan formalmente al dominio público, tras cumplirse el plazo de expiro del copyright, después de haberse cumplido 95 años de su publicación.[19]
- La República de Artsaj es disuelta formalmente cuando Nagorno-Karabaj se unifica con Azerbaiyán y pasa a estar bajo control de este último.[20]
- Arabia Saudita, Egipto, Etiopía, Emiratos Árabes Unidos e Irán se unen como miembros del BRICS (formado por Brasil, Rusia, India, China y Sudáfrica).[21]
- en Colombia toman posesión las autoridades regionales elegidas el pasado 29 de octubre.[22]
- El presidente de transición de Chad, Mahamat Déby Itno, nombra como primer ministro al exlíder de la oposición Succès Masra, que recientemente había regresado del exilio. Varios partidos de la oposición se distanciaron de Masra, al tiempo que se pronunciaron contra la amnistía general que el régimen concedió a «todos los chadianos, civiles y militares» implicados en los acontecimientos de las protestas del 20 de octubre de 2022, conocida como el Jueves Negro.[23]
- 2 de enero:
  - Ocurre un accidente aéreo entre un Airbus A350-941 de Japan Airlines y un DHC-8-315 Dash 8 de la Guardia Costera de Japón en el Aeropuerto Internacional de Haneda de Tokio (Japón).
  - En la Ciudad de México, se registra una fuerte balacera en un mercado navideño, en la Agrícola Oriental, que deja un saldo de 2 personas muertas, 7 personas heridas por arma de fuego y la detención en el lugar de 10 presuntos delincuentes.[24]
  - El streamer Willis Gibson de 13 años de edad, se convierte en la primera persona del mundo en vencer el videojuego de Tetris (la versión original para consola NES), al llegar al nivel 157 antes de que el juego se congelara por errores de programación de origen, lo cual lo convierte en el posible final del videojuego que una persona puede alcanzar.[25]
  - Francia cierra su embajada en Níger «hasta nuevo aviso», debido a restricciones impuestas por la junta militar golpista, gobernante desde julio de 2023, que impedían su operatividad, según un comunicado de la propia embajada. Sin embargo, aseguró que seguirá manteniendo vínculos con ciudadanos franceses en Níger y con las ONG que trabajan en el sector humanitario.[26]
- 3 de enero: En Kermán (Irán), un doble atentado con bomba de la banda terrorista Estado Islámico mata a 84 personas durante un acto conmemorativo del asesinato del general iraní, Qasem Soleimani.[27][28]
- 4 de enero:
  - La Organización Marítima Internacional informa que unas 18 compañías navieras han decidido desviar sus barcos de la acostumbrada ruta del mar Rojo a alrededor de África para evitar que sufran ataques de los rebeldes hutíes de Yemen, quienes iniciaron acciones hostiles en esa área contra presuntas embarcaciones israelíes debido a la guerra de Gaza, de la que Israel hace parte.[29]
  - En Nueva York, se registra un choque de trenes cerca de la Línea 1 del Metro de la ciudad el cual deja un saldo de 24 personas lesionadas.[30]
- 5 de enero:
  - Corea del Norte ataca a la isla surcoreana de Yeonpyeong con aproximadamente 60 proyectiles.[31]
  - Las milicias populares proiraníes en Irak atacan con drones una base militar con presencia estadounidense en Erbil, la capital de la región semiautónoma del Kurdistán iraquí. Esto, por el suministro de armamento de Estados Unidos a Israel para la guerra que se libra en la Franja de Gaza, así como por el respaldo diplomático para ello. No habría habido víctimas por este ataque.[32]
  - Uruguay y Estados Unidos formalizan un memorando de cooperación, que se centra en el intercambio de información y hace «énfasis en datos biométricos». A partir del intercambio de estos datos, se podrá verificar la identidad de los viajeros, determinar su «estatus migratorio» e identificar «posibles amenazas vinculadas al terrorismo o la delincuencia».[33]
  - Un avión Boeing 737 MAX-9 de Alaska Airlines experimentó una descomprension explosiva en pleno vuelo al salir volando una de las puertas de embarque.
- 7 de enero:
  - La Corporación Nacional del Petróleo de Libia, la empresa petrolera estatal de ese país, anuncia la detención de la producción de sus operaciones en el campo de Sharara, uno de los más importantes de Libia, por una serie de protestas ciudadanas, que exigen mejores servicios y suministro suficiente de combustible en la región de Fezán. La empresa informó que estaba negociando con los manifestantes para reanudar la producción «lo antes posible». Esto ocurre dentro del contexto más amplio de interminable estado de guerra en que vive el país desde el derrocamiento del dictador Muamar al-Gadafi en 2011.[34]
  - En Bangladés se realizaron las elecciones generales, la primera ministra Sheikh Hasina es reelegida para un cuarto mandato.
- 8 de enero:
  - Un ataque con drones israelíes da de baja a un comandante de élite de la organización islamista libanesa Hezbolá, llamado Wissam al-Tawil. Esta muerte ocurrió en la aldea de Kherbet Selem, en el Líbano y se da en el contexto de la guerra en Gaza, de la cual Israel hace parte. Al-Tawil en 2006 había participado del secuestro de 2 soldados israelíes y el asesinato de otros 2, dentro de Israel, lo cual desató la Segunda Guerra del Líbano, librada en Siria, entre muchas otras acciones hostiles contra Israel.[35][36]
  - El gobierno de Australia abandona sus planes de un referéndum sobre la situación del rey de Reino Unido, Carlos III, como jefe de Estado y convertir al país en una república.[37]
  - El Observatorio Venezolano de Prisiones denunció el presunto traslado de 173 reclusas, que estaban en un anexo de una cárcel para varones del estado Lara, sin previa notificación a sus familias la noche del 6 de enero y la madruagda del 7 de enero. Esta acción, prosigue la ONG «viola las garantías judiciales y los derechos humanos» de las presas y «atenta» contra el «bienestar físico y mental de la población reclusa».[38]
  - El presidente de Ecuador, Daniel Noboa, declara el Estado de Excepción en el país por la fuga del delincuente Adolfo Macías alias ‘Fito’, líder de la organización criminal 'Los Choneros', la más grande de Ecuador y quien además tiene vínculos con el cártel mexicano de Sinaloa.[39]
  - El expresidente de Estados Unidos, Donald Trump, anuncia de forma oficial su candidatura para las elecciones presidenciales de 2024 en un mitin en el estado de Iowa, estando hasta el momento inhabilitado para participar en las elecciones primarias del Partido Republicano, con el que busca postular, en los estados de Colorado y Maine por demandas que alegan su participación en el asalto de 2021 al Capitolio.[40]
  - Las Fuerzas Armadas de Malí denuncian un supuesto ataque terrorista contra una base militar en la localidad de Diangassagou, en el Círculo de Bandiagara. Al día siguiente, el Grupo de Apoyo al Islam y los Musulmanes, vinculado a Al Qaeda, se atribuyó el ataque, asegurando haber matado a 2 soldados y robado armas, municiones y 3 vehículos militares.[41][42][43]
- 9 de enero: El Ejército Ecuatoriano durante el estado de conflicto armado interno.

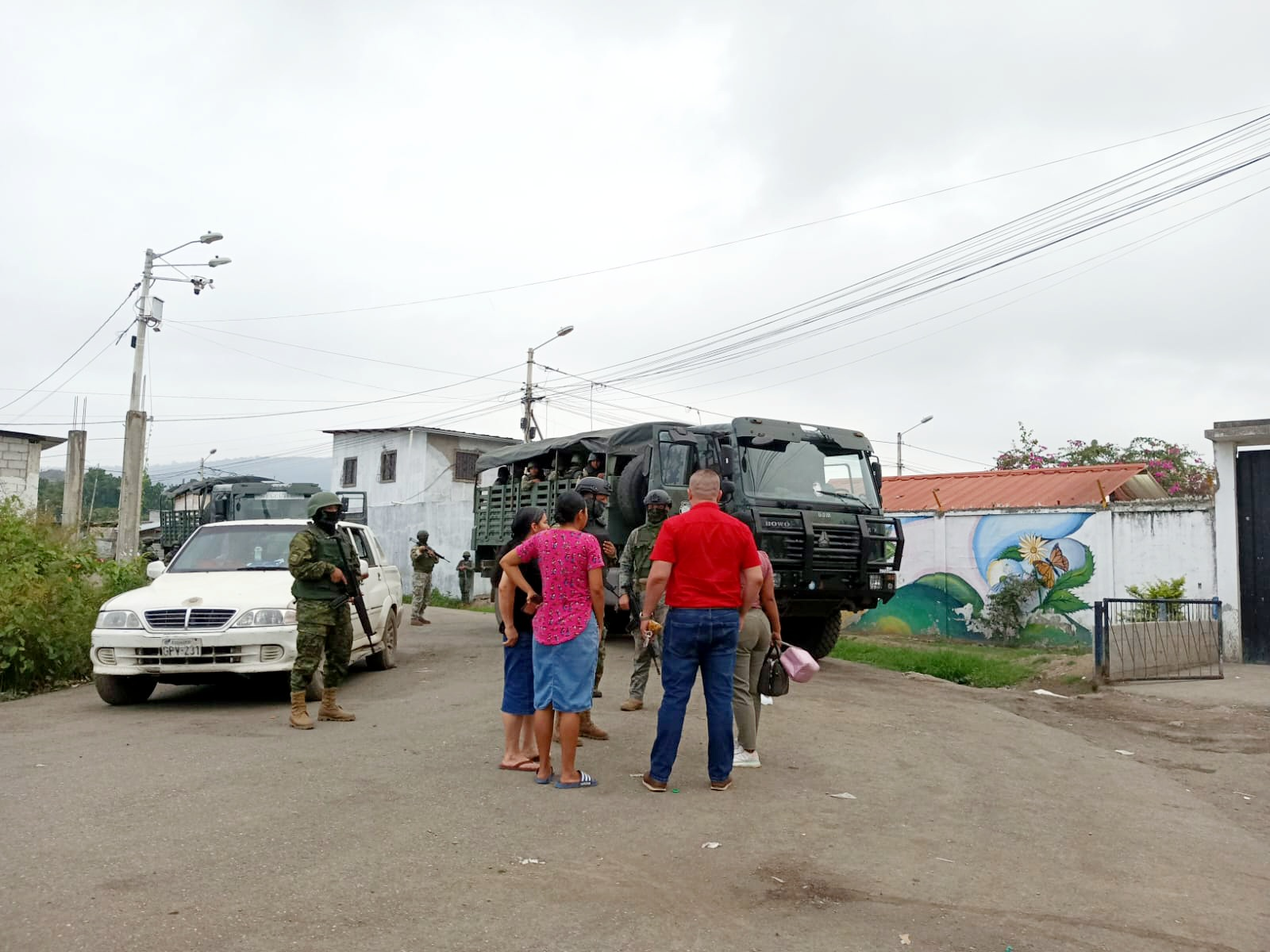
El Ejército Ecuatoriano durante el estado de conflicto armado interno.

  - En el marco de la crisis de seguridad de Ecuador, una banda de hombres fuertemente armados del grupo criminal 'Los Tiguerones' ingresa a las instalaciones del canal de televisión ecuatoriano TC Televisión, de Guayaquil, y toma como rehenes a varios empleados, incluyendo al presentador del programa que se estaba transmitiendo. Uno de los secuestradores se dirige a los televidentes y dice «Para que sepa que no se deben jugar con las mafias». Luego de 2 horas, gracias a la intervención de la policía, todos los secuestrados logran ser liberados y en las 24 horas siguientes la policía detiene a 13 implicados en este delito.[44][45][46][47][48]
  - Al menos 30 actos violentos tienen lugar en 9 provincias de Ecuador, como quema, y por consiguiente, explosión de vehículos, así como secuestros de policías.[49][50]
  - En Ecuador, el líder de la organización criminal Los Lobos, Fabricio Colón Pico, se fuga de la cárcel de Riobamba, ubicada en la ciudad homónima. Junto a él escaparon otros 39 presos, aunque las autoridades informaron que poco después 12 de ellos pudieron ser recapturados. Colón Pico, había sido señalado por la fiscal general del país, Diana Salazar Méndez, de querer asesinarla. Este delincuente había sido capturado muy recientemente cuatro días antes.[51]
- 10 de enero:
  - En Sudán, una fuerza combinada de las Fuerzas Armadas regulares y del partido político y organización militante Movimiento de Liberación del Pueblo de Sudán-Norte (más concretamente la facción de este movimiento liderada por el vicepresidente del gobierno militar del país, Malik Agar) frustra una ofensiva lanzada por las Fuerzas de Apoyo Rápido, una organización paramilitar considerada como un grupo rebelde por el régimen militar de Sudán, contra la ciudad de Dalang, en el Estado de Kordofán del Sur.[52]
  - La empresa Unilever llegará al mercado peruano los detergentes Omo y Surf, mientras que Skip vuelve después de 4 años.

Ataques lanzados por Estados Unidos y Reino Unido hacia zonas controladas por los hutíes.

- 11 de enero: Una coalición liderada por Estados Unidos lanza ataques aéreos contra lugares de militantes hutíes en Yemen, lo que marca una represalia por los ataques de los hutíes contra barcos en el Mar Rojo.[53]
- 13 de enero: Un terremoto de 4,5 sacude la ciudad de Lushnjë, en Albania, dejando 1 persona fallecida.
- 14 de enero:
  - Bernardo Arévalo asume como presidente de Guatemala, en medio de una crisis política tras las elecciones generales de 2023.Toma de posesión de Bernardo Arévalo y Karin Herrera.

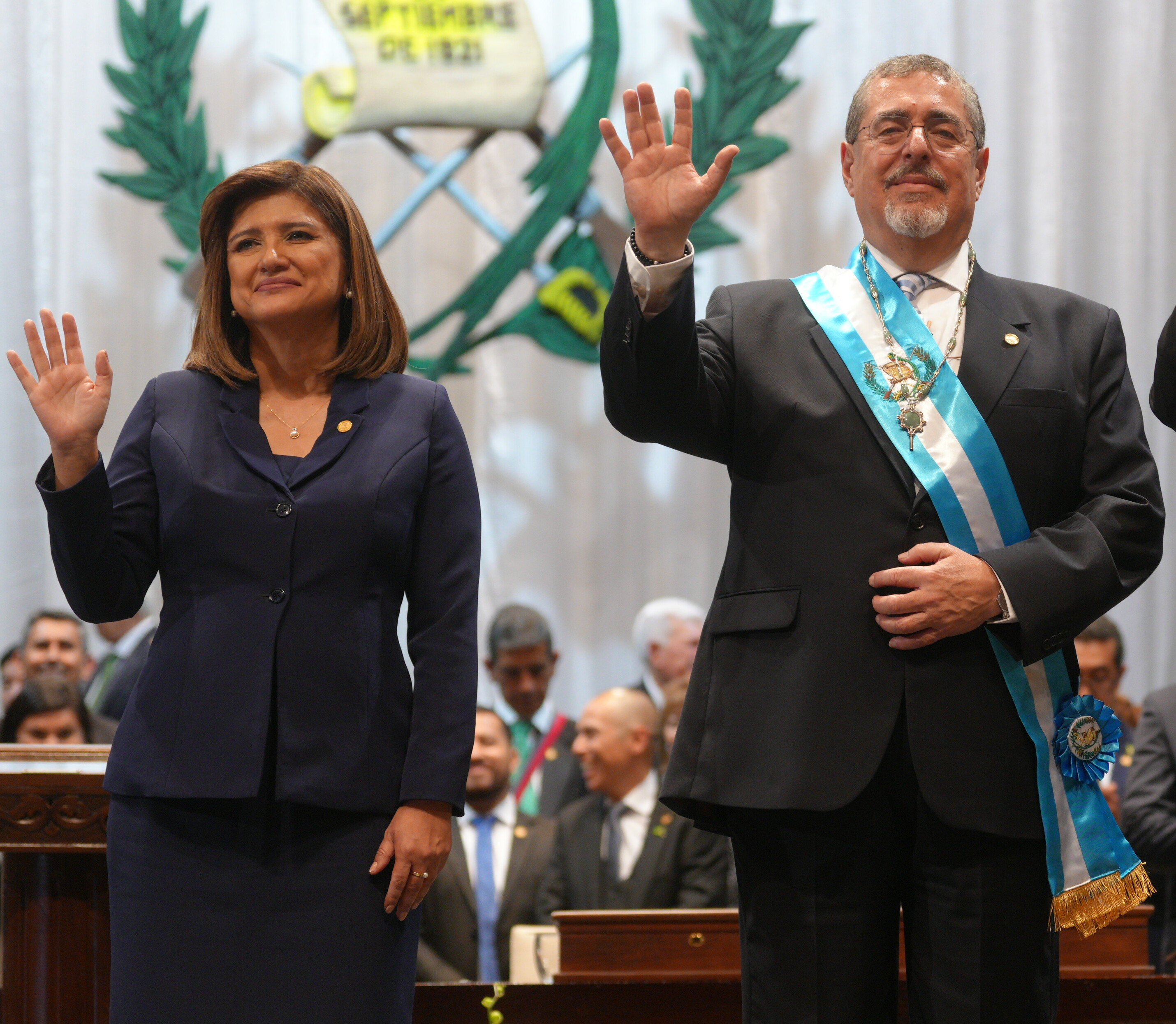
Toma de posesión de Bernardo Arévalo y Karin Herrera.

  - Coronación de Federico X de Dinamarca como rey de Dinamarca, sucesor de Margarita II, tras que anunciara su abdicación.
- 15 de enero:
  - Nauru retira su reconocimiento a Taiwán tras las elecciones generales del 14 de enero y establece relaciones diplomáticas con la República Popular China.[54]
  - El líder supremo de Corea del Norte, Kim Jong Un, dice que la reunificación coreana «ya no es posible» y pide a la Asamblea Popular Suprema que enmiende la constitución para reconocer formalmente a Corea del Sur como un país separado.[55]
  - Irán bombardea «centros de espionaje antiiraní» en la ciudad de Erbil, ubicada al norte de Irak, cerca del consulado de los Estados Unidos y del aeropuerto local, además de varias residencias civiles.[56]
- 16 de enero: en México, surgen señales de alarma climática debido al nacimiento de las primeras flores de Jacaranda en la Ciudad de México, debido al calentamiento del sueño y como consecuencia del calentamiento global.
- 19 de enero: Un terremoto de 5,6 sacude el norte del Departamento de Valle del Cauca en el municipio de Ansermanuevo, Colombia, dejando 1 muerto y daños significativos en algunos edificios.
- 21 de enero: En Coahuila (México), tras un partido de la Liga MX, se registra un atropellamiento de aficionados del Club de Fútbol Monterrey a las afueras del Estadio Corona, dejando un saldo de 1 muerto, varios heridos y 7 personas detenidas, que estarían involucradas en el hecho.[57][58]
- 22 de enero: Joseph Boakai asume como Presidente de Liberia, sucediendo a George Weah.
- 23 de enero: Un terremoto de 7,1 sacude la región china de Xinjiang, junto a la frontera con Kirguistán, dejando 3 muertos y 74 heridos.
- 26 de enero:
  - La Agencia de Naciones Unidas para los Refugiados de Palestina abre una investigación sobre varios de sus empleados sospechosos de participar en los atentados perpetrados por la organización terrorista palestina Hamás el 7 de octubre de 2023 en Israel, al tiempo que despidió a dichos empleados. Aunque no reveló el número de empleados presuntamente implicados en los ataques, ni la naturaleza de su presunta participación.[59][60]
  - En una clínica de Londres, el rey Carlos III del Reino Unido se somete a una intervención quirúrgica «programada» de una hipertrofia «benigna» de la próstata. En el mismo centro de salud se encontraba su nuera Catalina de Gales, quien se recupera de una cirugía abdominal, informaron medios británicos, que añadieron que el monarca «está bien», citando fuentes anónimas.[61]
  - Un terremoto de 6,1 sacude Guatemala dejando daños materiales.[62][63]
- 27 de enero: Irán lanza un satélite a su órbita más alta hasta el momento, a 275 km de altura. Esto acrecentó los temores de sus países enemigos sobre el aumento en su capacidad para realizar ataques con misiles balísticos con precisión. Estados Unidos por ejemplo, consideró que el plan de emisión de satélites iraní implicaba una intervención del Consejo de Seguridad de las Naciones Unidas, cuyas sanciones contra Irán expiraron en octubre.[64]
- 28 de enero: Níger, junto con Malí y Burkina Faso, anunciaron su retirada de la CEDEAO, acusándola de abandonar «los ideales de sus padres fundadores y el panafricanismo» bajo influencia extranjera e imponiendo sanciones «inhumanas» para derrocar sus regímenes militares.[65]

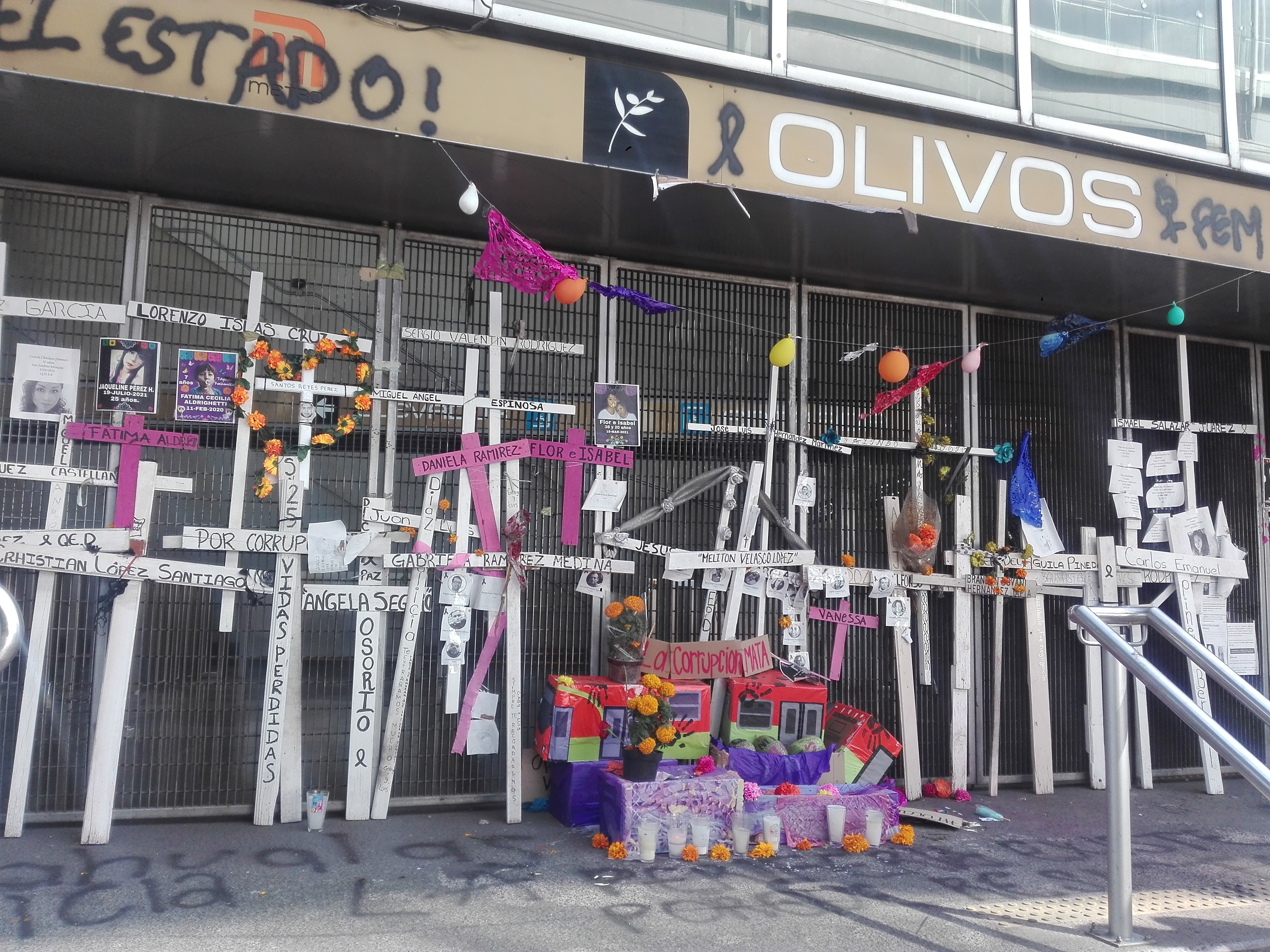
Una de las entradas de la estación Olivos (una de las que se reabre), donde se realizó una ofrenda para recordar a las víctimas de aquel accidente y exigir justicia, ya que a 3 años de la tragedia, el caso sigue completamente impune, sin que haya detenidos por este hecho.

- 30 de enero: Tras casi 3 años de cierre, es reabierta en su totalidad la Línea 12 del Metro de la Ciudad de México, reabriendo el tramo faltante (Tezonco-Tláhuac) y concluyendo con su proceso de reparación y rehabilitación, tras el colapso en un trabe que sostenía el cajón de la vías entre las estaciones Olivos y Tezonco, la noche del 3 de mayo de 2021 y que provocara la muerte de 26 personas.[66]

### Febrero
- 2 de febrero:
  - Estados Unidos lanza ataques aéreos contra 85 objetivos en Irak y Siria en respuesta a un ataque mortal con aviones no tripulados contra una base militar estadounidense.[67]
  - En Chile, en las comunas de Viña del Mar, Valparaiso y otras se produce un voraz incendio forestal que consume grandes áreas de bosques, urbanizadas e industriales, el jardín botánico nacional de la ciudad de Viña es consumido en un 99 % y se registraron 132 fallecidos y 40 000 damnificados. Se cataloga como la peor tragedia en el país desde el Terremoto de 2010.
- 4 de febrero:
  - En El Salvador El presidente Nayib Bukele logra la reelección con el 84,65 % de los votos, convirtiéndose en el primer presidente en ser reelegido en El Salvador desde 1944.
  - Israel anuncia la destrucción de un cuartel general de Hamás en la ciudad de Jan Yunis, en la Franja de Gaza. Allí aparentemente se encontraba la oficina del hermano del líder de Hamás, el comandante Mohamed Sinwar. Este hecho tiene lugar en el contexto de la guerra de Gaza, iniciada en 2023.[68]
  - En un hospital de Windhoek (Namibia) fallece el presidente Hage Geingoba los 82 años.[69] Lo sucede su vicepresidente Nangolo Mbumba.Los expresidentes Eduardo Frei Ruiz y Michelle Bachelet, junto con Gabriel Boric y Juan Antonio Coloma escoltando el ataúd del expresidente Sebastián Piñera.

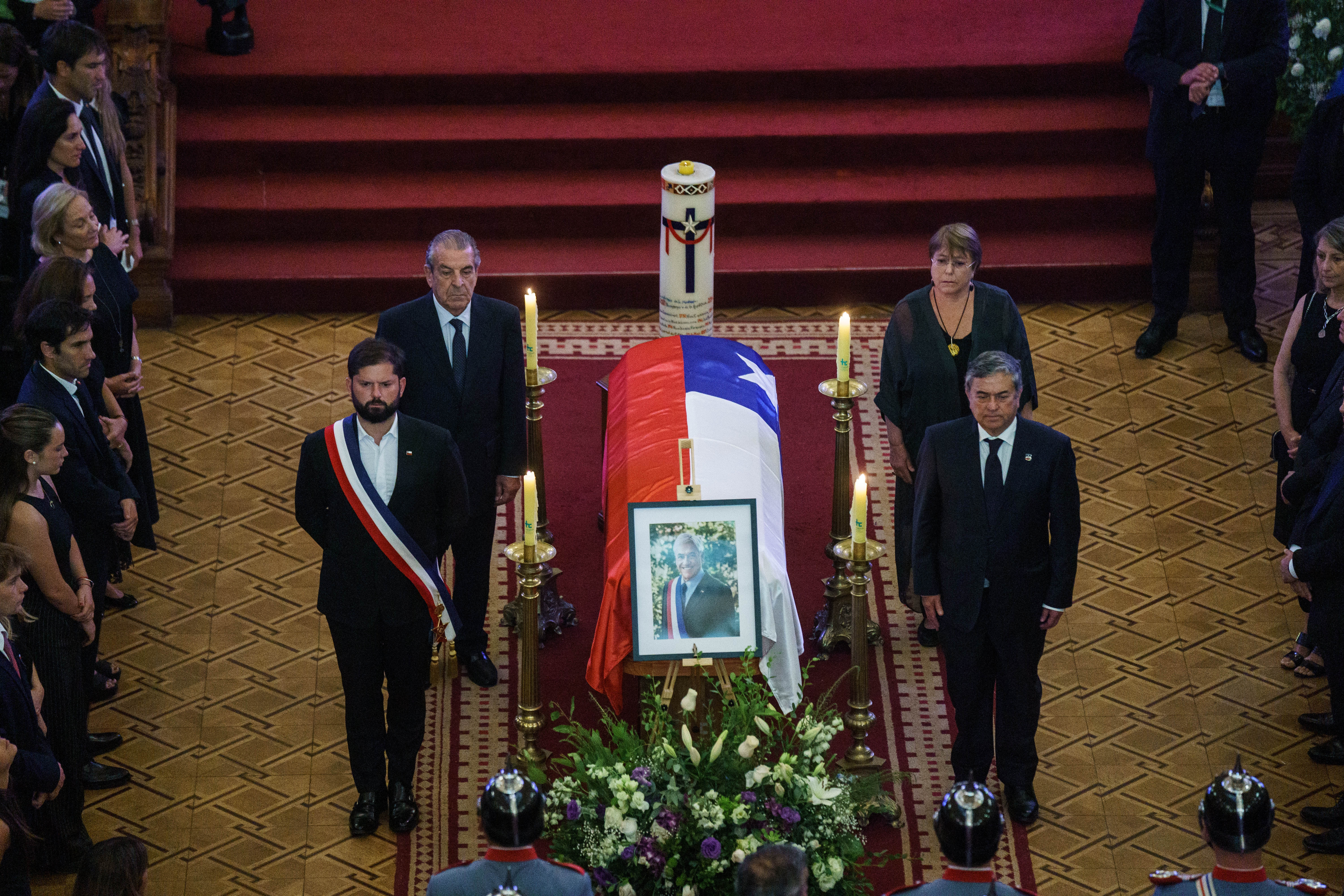
Los expresidentes Eduardo Frei Ruiz y Michelle Bachelet, junto con Gabriel Boric y Juan Antonio Coloma escoltando el ataúd del expresidente Sebastián Piñera.

- 6 de febrero: en la localidad de Lago Ranco, en el sur de Chile) muere en un accidente de helicóptero el expresidente Sebastián Piñera a los 74 años. El presidente Gabriel Boric le concede un funeral de estado y declara tres días de duelo nacional.[70]
- 8 de febrero:
  - En Pakistán se realizan las elecciones al parlamento en el que Los políticos independientes, la mayoría de los cuales son miembros del partido político prohibido Pakistán Tehreek-e-Insaf, ganan una pluralidad de escaños en la Asamblea Nacional.[71]
  - El presidente ucraniano, Volodímir Zelenski, destituye a Valerii Zaluzhnyi del cargo de comandante en jefe de las Fuerzas Armadas de Ucrania, tras meses de rumores sobre un desacuerdo entre Zelenski y Zaluzhnyi. El comandante de las Fuerzas Terrestres, Oleksandr Syrskyi, es nombrado comandante en jefe en sustitución de Zaluzhnyi.[72]
- 10 de febrero: La presidenta de Hungría Katalin Novák renuncia a su cargo en medio de escándalo por abuso sexual, la sucede el presidente interino László Kövér.[73]
- 11 de febrero: Se realiza la segunda vuelta de las Elecciones presidenciales de Finlandia, dónde resulta electo Alexander Stubb del Partido Coalición Nacional (KOK) con un 51.62 % de votos.[74]
- 12 de febrero: Está programada una audiencia judicial en Malí, que había sido aplazada el 8 de enero, en que dictaminará si el partido político comunista Solidaridad Africana por la Democracia y la Independencia puede seguir existiendo o debe disolverse. Esto sucede a raíz de una demanda interpuesta por el Estado maliense debido a unos comentarios críticos del líder del partido Oumar Mariko, quien vive en el exilio, con la junta militar golpista del país, gobernante desde 2021.[75][76]
- 14 de febrero:
  - En Estados Unidos, se registra un tiroteo en la ciudad de Kansas City (Misuri), en medio de los festejos por la victoria de Kansas City Chieffs en el Super Bowl LVIII, que deja un saldo de 21 heridos y 1 personas fallecida.[77]
  - Se realizaron las elecciones presidenciales en Indonesia, dónde resulta electo Prabowo Subianto del Partido Movimiento Gran Indonesia (Gerindra) con 57.06 % de los votos.
- 16 de febrero:
  - Alekséi Navalni, un destacado líder de la oposición rusa y crítico del presidente Vladímir Putin, muere mientras cumplía una condena de 19 años en prisión.[78]
  - Se realizó la 3.ª edición de los Premios Esland en el Polideportivo de Andorra, ubicado en Andorra la Vieja, donde fue ganador el streamer español, IlloJuan.
- 18 de febrero:
  - La ciudad ucraniana de Avdíivka, que hasta ahora había logrado ser retenida por Ucrania, cae a manos de la Fuerzas Armadas rusas luego de meses de intentos combates.[79]
  - En República Dominicana se celebraron elecciones municipales.
- 20 de febrero: Familiares de 6 soldados ucranianos encontrados muertos tras la captura de la ciudad ucraniana de Avdíivka por parte de Rusia aseguran que fueron ejecutados por tropas rusas después de rendirse cuando Rusia capturó esa ciudad. Las autoridades ucranianas se encuentran investigando estos presuntos crímenes de guerra, mientras que por su parte Rusia no hizo comentarios al respecto. También se cuestionó el hecho de que los superiores de los soldados hayan ordenado la retirada de la ciudad de forma tardía, dejándolos a merced de las Fuerzas Armadas rusas.[80]
- 21 de febrero: Al menos 60 soldados rusos mueren después de que dos misiles ucranianos alcanzaran una zona de entrenamiento en la región de Donetsk, en Ucrania. Un funcionario ruso confirmó que se produjo un ataque, pero describió los informes como «extremadamente exagerados>.[81]
- 22 de febrero: Se desata un incendio en un edificio residencial de Valencia (España) con un trágico saldo de 9 fallecidos y 15 heridos.
- 24 de febrero: En una cumbre celebrada en Abuya, Nigeria, la CEDEAO levanta las sanciones a Níger, pero sigue exigiendo la liberación del presidente depuesto Mohamed Bazoum y su familia.[82]
- 25 de febrero: Se celebraron Elecciones parlamentarias de Bielorrusia.
- 28 de febrero: El gobierno haitiano declara el estado de emergencia después de que pandillas irrumpieran en dos prisiones y exigieran la renuncia del primer ministro Ariel Henry.[83]
- 29 de febrero:
  - En la ciudad de Gaza (Palestina), soldados invasores israelíes abren fuego contra una multitud de civiles que hacían cola para recibir harina (Masacre de la Harina), matando a más de un centenar de hombres, mujeres y niños. Desde que comenzó la masacre palestina, los civiles asesinados superan las 30 000.[84]
  - En Latinoamérica finalizan las emisiones de los canales Glitz, I.Sat y Much, por decisión de la empresa Warner Bros. Discovery Latin America.[85]

### Marzo
- 1 de marzo:
  - En Finlandia, Alexander Stubb asumió el cargo como presidente de Finlandia para el período 2024‑2030.[86]
- 5 de marzo: En Hungría Tamás Sulyok asume como presidente del país, después de la renuncia de Katalin Novák.
- 7 de marzo: Suecia se une oficialmente a la OTAN, convirtiéndose en el 32.º miembro.
- 8 de marzo:
  - El expresidente de Honduras Juan Orlando Hernández es declarado culpable de cargos de narcotráfico en una corte federal de Nueva York, Estados Unidos.[87]
  - Se cumplen 10 años de la desaparición del Vuelo 370 de Malaysia Airlines.
- 9 de marzo: El estado estadounidense de Utah cambia oficialmente su bandera[88]
- 10 de marzo: Se celebran Elecciones parlamentarias de Portugal de 2024 en la que el partido gobernante, el Partido Socialista pierde la mayoría en el parlamento frente a la Alianza Democrática.

Situación en Haití en marzo de 2024.

- Situación en Haití en marzo de 2024. 11 de marzo: El presidente y primer ministro de Haití Ariel Henry, anuncia su renuncia en medio de una crisis en el país marcada por una guerra contra las pandillas.[89]
- 13 de marzo: La Unión Europea aprueba la Ley de Inteligencia Artificial, el primer marco legal y regulatorio integral del mundo para las inteligencias artificiales.[90]
- 14 de marzo: 3 soldados mueren y 27 personas resultan heridas en un ataque de la organización terrorista Al Shabaab contra el Hotel Syl de Mogadiscio, la capital de Somalia, habitualmente frecuentado por funcionarios gubernamentales y legisladores. Los 5 terroristas que perpetraron el ataque fueron abatidos por agentes de seguridad.[91]
- 15-17 de marzo: En Rusia se realizaron las elecciones presidenciales. El actual presidente, Vladímir Putin, consiguió una nueva reelección para un quinto mandato consecutivo con el 87.34 % de votos.
- 20 de marzo: En la Ciudad de México, es inaugurado el parque de atracciones Aztlán Parque Urbano, en los terrenos donde se ubicaba La Feria de Chapultepec (la cual cerró en 2019, tras un accidente mortal), sobre la II Sección del Bosque de Chapultepec.[92][93]
- 22 de marzo:

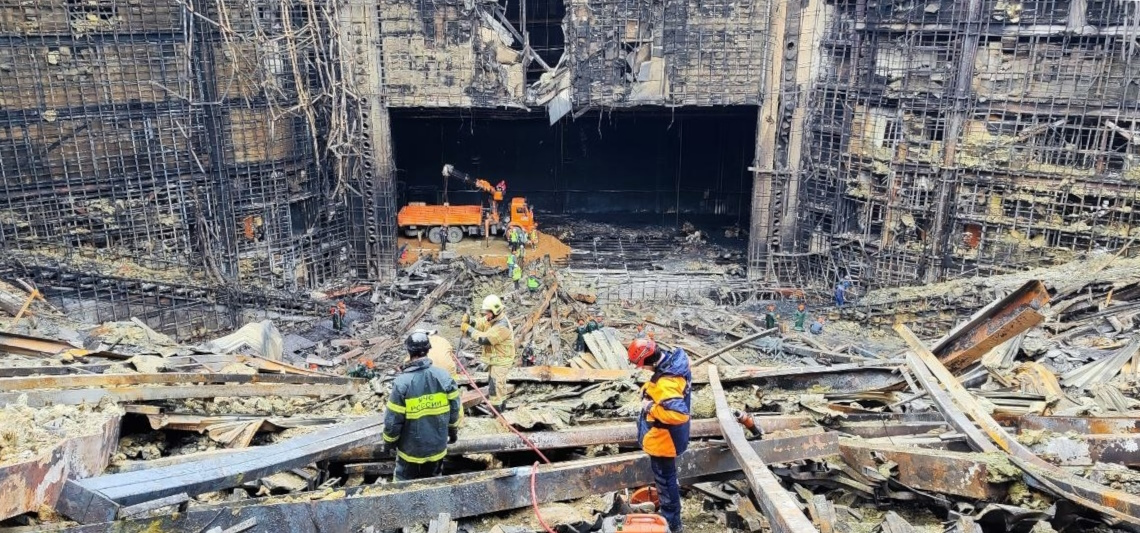
Bomberos sobre las ruinas del teatro Crocus City Hall el 25 de marzo después del ataque terrorista.

  - Bomberos sobre las ruinas del teatro Crocus City Hall el 25 de marzo después del ataque terrorista. En la sala de conciertos Crocus City Hall, a las afueras de Moscú, la banda terrorista musulmana Estado Islámico del Gran Jorasán perpetra un atentado terrorista contra civiles, dejando 144 fallecidos y más de 551 heridos.[94]
  - La princesa Catalina de Gales anuncia su padecimiento de cáncer detectado tras una cirugía abdominal.[95]
  - Un terremoto de 6,4 sacude Java Oriental en Indonesia, dejando 4 heridos.
- 23 de marzo: en la ciudad rusa de Sebastopol (Crimea), se registran explosiones. Se reportan al menos 1 muerto y 4 heridos.[96][97]
- 24 de marzo:
  - En la provincia de Sepik Oriental (Papúa Nueva Guinea) un terremoto de 6,9 deja 5 muertos y 2 heridos.[98]
  - En Senegal se realizan las elecciones presidenciales, en las que Bassirou Diomaye Faye resultará electo con el 54 % de los votos.
- 25 de marzo:
  - El Consejo de Seguridad de la ONU aprueba una resolución que pide un «alto el fuego inmediato» en Gaza y exige la liberación inmediata e incondicional de todos los rehenes.[99]
  - 4 personas mueren en una explosión acaecida en un hotel, en la ciudad de Mandera, en Kenia, ubicado cerca de una comisaría. Se trataba de 2 policías y 2 civiles; además, el ataque dejó a otras 11 personas heridas. Los investigadores del hecho culparon a la organización terrorista somalí Al Shabaab, vinculada a Al Qaeda, de ser la responsable de este atentado.[100]
- 26 de marzo: El puente Francis Scott Key colapsa en Baltimore, Estados Unidos, debido a una colisión con el buque portacontenedores MV Dali.[101]
- 28 de marzo: En México, una marcha que se registraba en Taxco, Guerrero, para exigir justicia por el feminicidio de Camila, una niña de 8 años originaria de allí, termina en un intento de linchamiento en contra de los presuntos responsables, dejando un saldo 1 presunta responsable fallecida.[102][103]
- 29 de marzo: En la localidad de Dhobley, en Somalia, próxima a la frontera con Kenia, son asesinados 6 ciudadanos kenianos en un presunto ataque de la organización terrorista Al Shabaab. Las víctimas se encontraban haciendo negocios en la zona y no está claro como lograron ir a Somalia, a pesar de que el acceso para cruzar la frontera entre ambos países está restrigido.[104]
- 31 de marzo: Bulgaria y Rumania se convierten en miembros del espacio Schengen a través de rutas marítimas y aéreas.[105]

### Abril
- 1 de abril:
  - Es asesinada Gisela Gaytan; candidata del Movimiento de Regeneración Nacional (morena) en la ciudad de Celaya, Guanajuato.[106]
  - Al menos 7 personas murieron en un ataque atribuido a Israel contra el edificio del consulado de Irán en Damasco, Siria.[107]
- 2 de abril: Bassirou Diomaye Faye asume el cargo como presidente de Senegal para el periodo 2024‑2029.

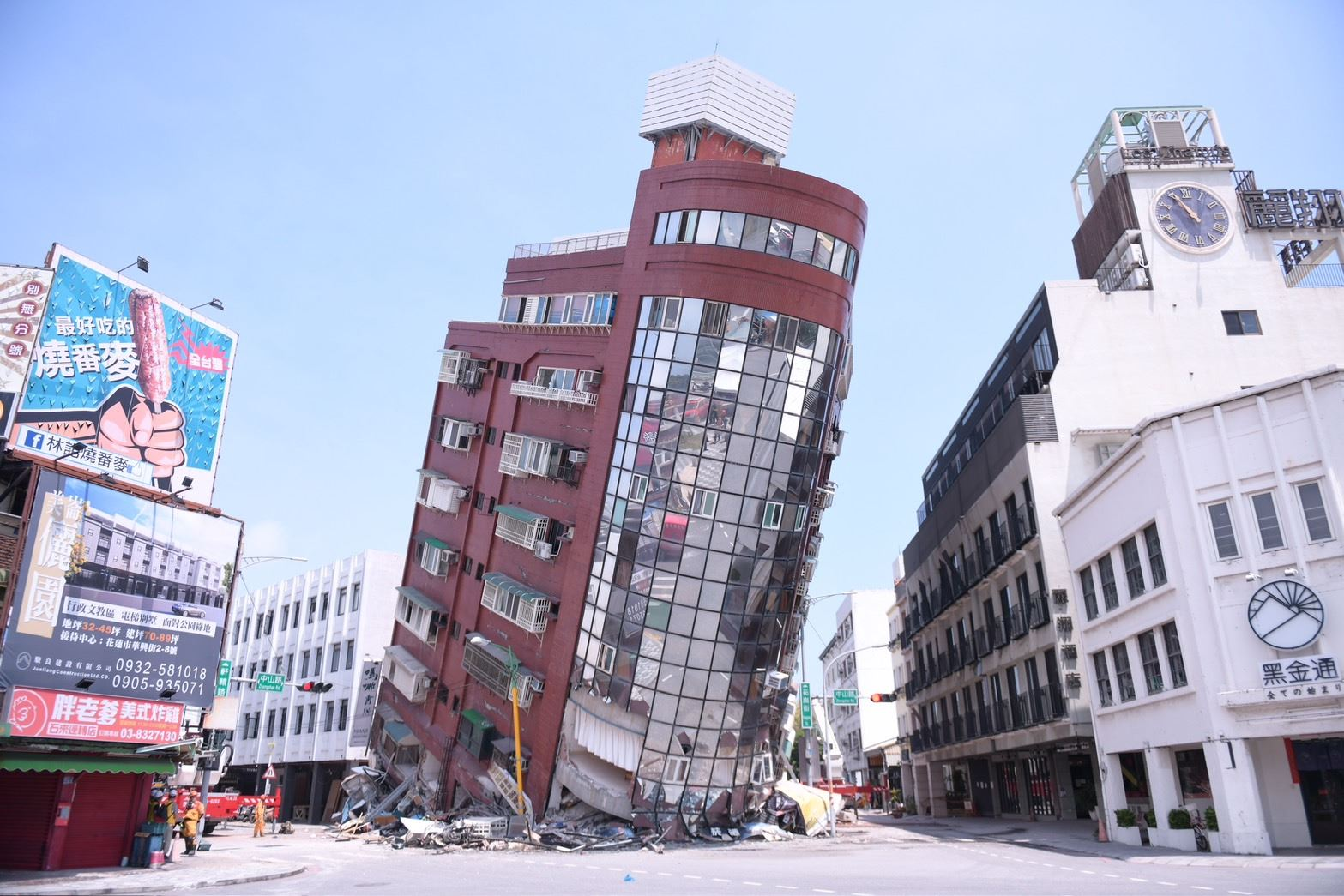
El edificio Urano semi derrumbado en Hualien, Taiwán por el terremoto.

- 3 de abril: El edificio Urano semi derrumbado en Hualien, Taiwán por el terremoto. Un violento terremoto de 7,4, sacude la ciudad de Hualien en Taiwán dejando un saldo de 20 muertos y más de 1.100 heridos siendo este el más fuerte desde el terremoto de 1999.[108]
- 4 de abril:
  - Somalia expulsa al embajador de Etiopía en medio de la disputa por el acuerdo portuario de Etiopía con Somalilandia, territorio que de iure pertenece a Somalia, aunque de facto es independiente. Asimismo Somalia llamó a su embajador en Etiopía para «consultas exhaustivas».[109]
  - Un trabajador humanitario turco y otro somalí mueren en un ataque de la organización terrorista Al Shabaab, cuando las camionetas en que se transportaban fueron siniestradas por una explosión a las afuera de Mogadiscio, en Somalia.[110]
- 5 de abril: Miembros de la Policía Nacional de Ecuador entran a la fuerza en la Embajada de México en Quito.

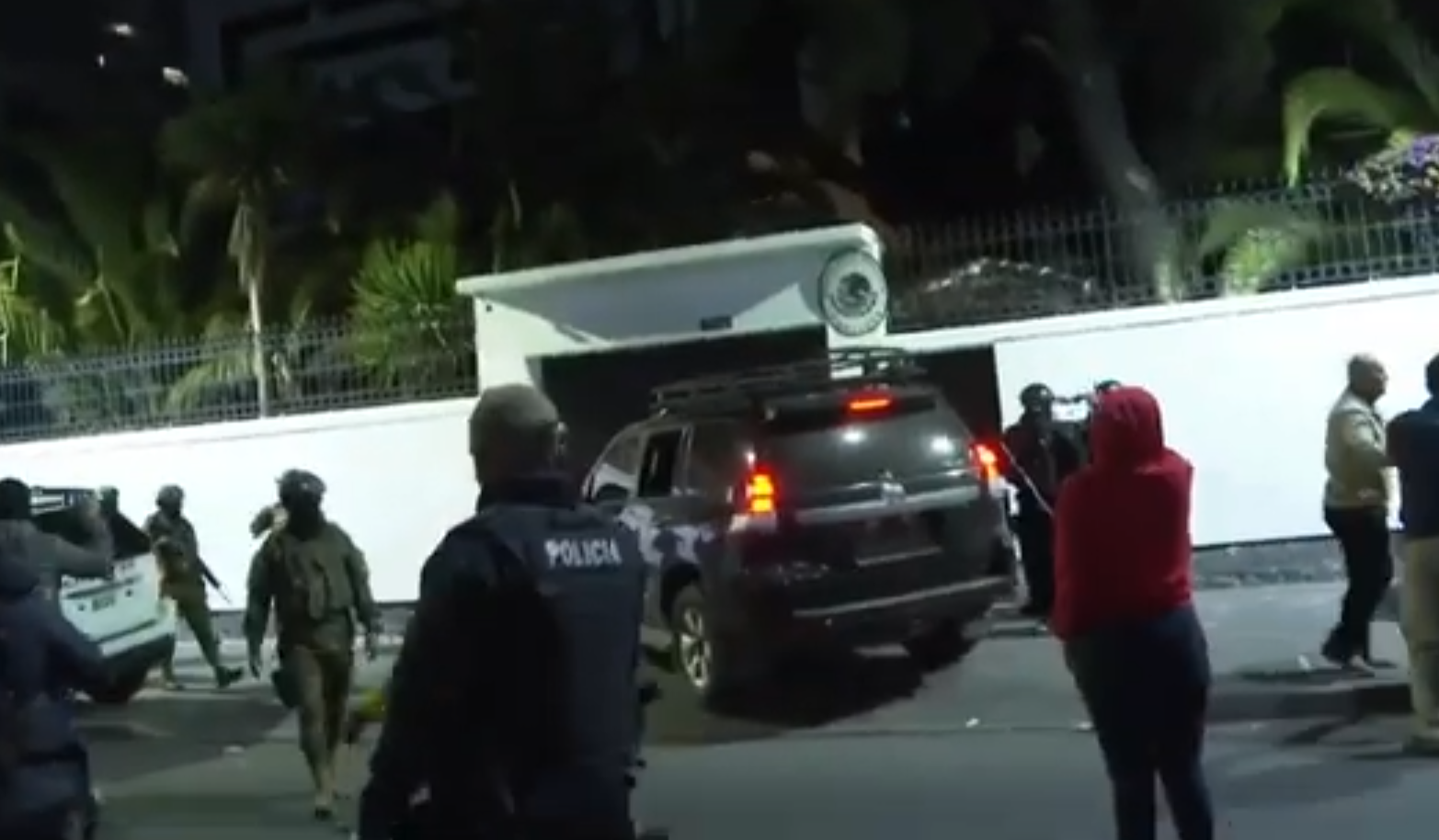
Miembros de la Policía Nacional de Ecuador entran a la fuerza en la Embajada de México en Quito.

  - En Nueva Jersey, Estados Unidos, se registra un terremoto de 4,8, sin que se registren daños significativos ni víctimas mortales. Este terremoto es el más fuerte registrado en esa zona desde 1783.[111]
  - En Quito, se produce el asalto a la embajada de México en Ecuador para arrestar al exvicepresidente Jorge Glas, ocasionando la ruptura de las relaciones diplomáticas entre dichos países, tras 194 años de historia.[112]
- 6 de abril:
  - Somalia prohíbe la pesca de arrastre en sus aguas territoriales, que sería parte de un nuevo esfuerzo para detener la sobreexplotación de peces en el océano Índico. El arrastrero es un instrumento de pesca indiscriminado en aguas profundas que, según algunos críticos, captura incluso las especies no deseadas y, por lo tanto, agota la vida silvestre marítima. Los infractores de esta ley enfrentarían multas, prisión, confiscación de su pesca y de su material de pesca.[113]
  - Se realiza la segunda vuelta de las Elecciones presidenciales de Eslovaquia dónde resulta electo Peter Pellegrini con el 53.12 % de los votos.
- 8 de abril: Eclipse solar del 8 de abril de 2024, visible en México (total), en Estados Unidos y Canadá (parcial), siendo el único visible en Norteamérica en el siglo XXI.[114]
- 9 de abril: Después de que Leo Varadkar presentara su renuncia, el líder del Fine Gael, Simon Harris, se convierte en el Taoiseach más joven de Irlanda después de una votación del Dáil de 88-69 y ser nombrado por el presidente Michael D. Higgins.[115]

- 13 de abril:

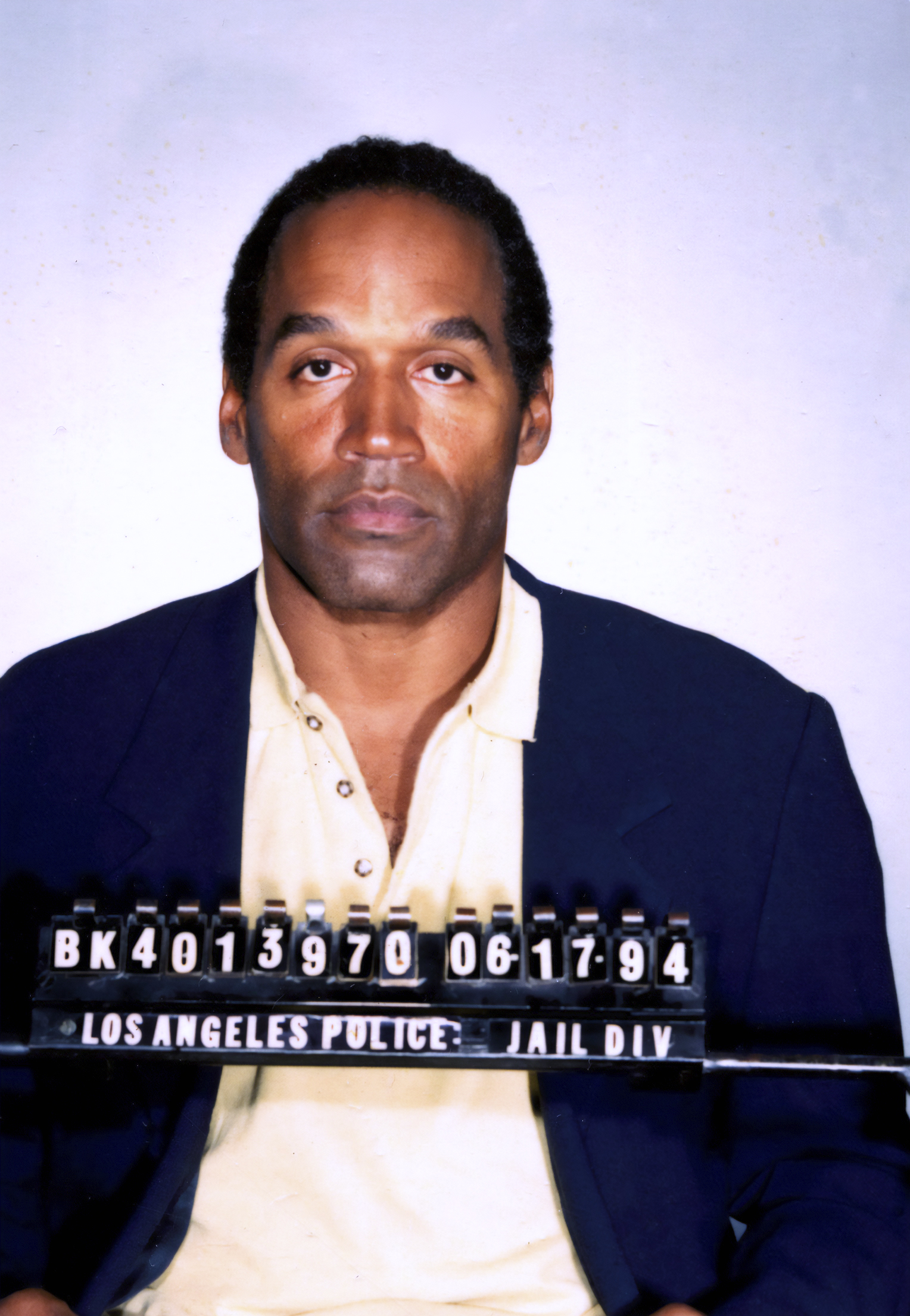
O.J. Simpson, acusado de numerosos delitos y de doble homicidio contra Nicole Brown y Ronald Goldman en 1994. Muere a los 76 años de edad en una prisión de Las Vegas en el estado de Nevada.

  - Irán ataca a Israel con más de 300 drones y misiles, según las Fuerzas de Defensa de Israel; en represalia por un reciente ataque de Israel a un consulado iraní en Damasco, Siria; obligando a muchos civiles a tener que refugiarse en búkeres. No obstante, la Cúpula de Hierro israelí logró interceptar y repeler prácticamente todos estos ataques, solo un niño resultó herido en el desierto del Neguév. Este ataque masivo, por cierto se presenció; además de en Israel, en Cisjordania.[116][117][118][119]
  - Piratas somalíes liberan un barco con bandera de Bangladés y a su tripulación de 23 miembros después de que, según informes, se pagara un rescate de 5 millones de dólares; aunque no hubo confirmación independiente de esta última afirmación. La embarcación denominada MV Abdullah, había permanecido secuestrada por aproximadamente un mes.[120]
  - Camerún inaugura un museo dedicado al antiguo Reino bamum, fundado en 1384 y ubicado en lo que ahora es el oeste del país.[121]
- 16 de abril: Al menos 32 personas mueren cuando las fuertes lluvias azotan Oriente Medio y provocan inundaciones repentinas. Esto causó muchas interrupciones para la aerolínea Emirates en el Aeropuerto Internacional de Dubái.[122]
- 19 de abril: Israel lleva a cabo ataques aéreos contra Irán, en respuesta al ataque con misiles y aviones no tripulados de Irán contra Israel el 13 de abril.[123]
- 19 de abril-1 de junio: Se realizaran las Elecciones generales de la India de 2024, el actual primer ministro Narendra Modi buscara presentarse a un tercer mandato.

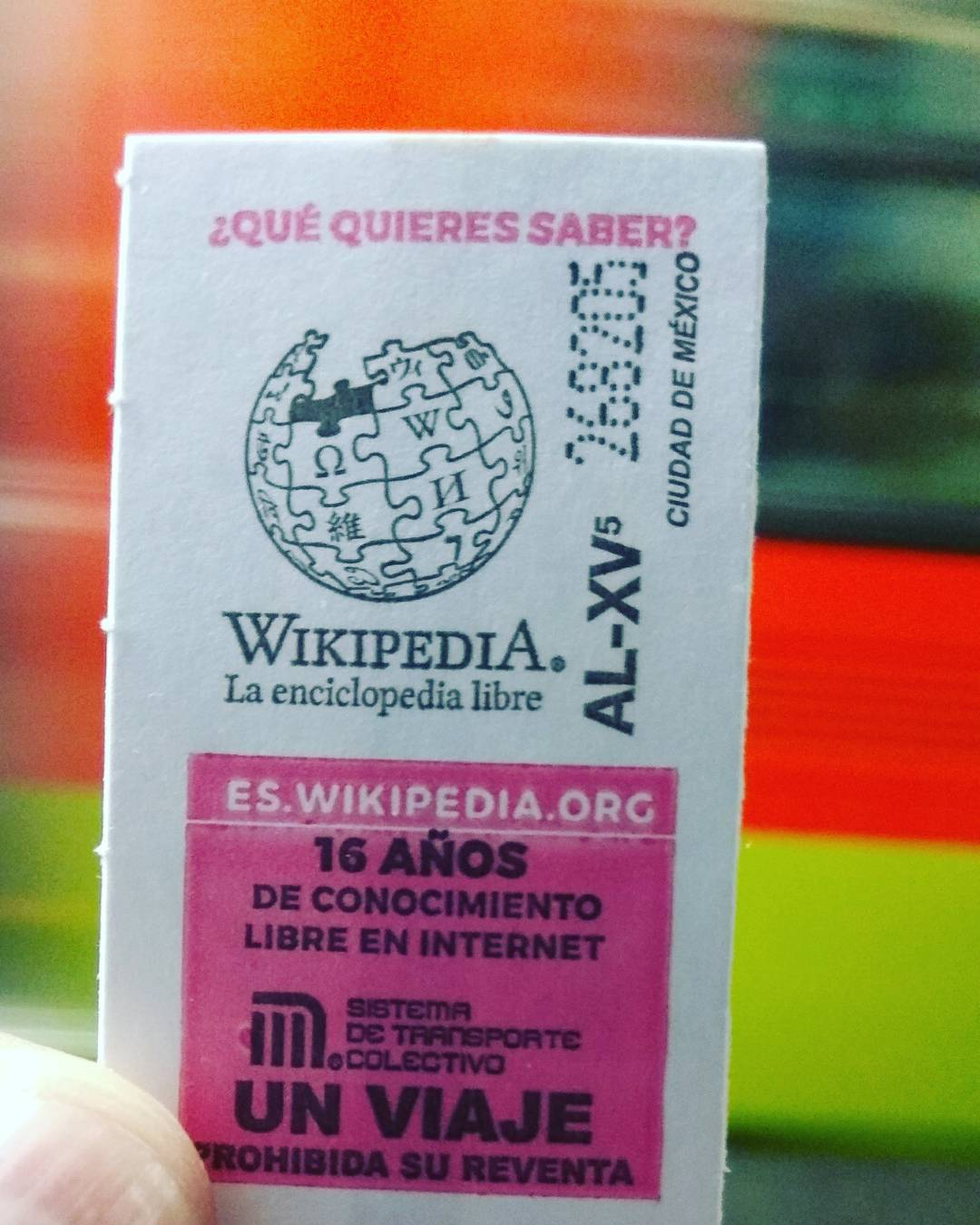
El boleto del Metro de México tuvo varias ediciones conmemorativas desde 1972; un ejemplo es el conmemorativo a los 16 años de Wikipedia en 2017. El costo del boleto o tarifa, es uno de los más baratos del mundo, pese a que a aumentado 11 veces, siendo la última en 2013.

- 20 de abril: El Metro de la Ciudad de México concluye el proceso de sustitución del boleto magnético a tarjeta de movilidad integrada, como acceso a las instalaciones de cada una de sus estaciones, tras casi 55 años de historia, de ediciones conmemorativas y de ofrecer viajes a distintos puntos del Distrito Federal (hoy Ciudad de México).[124]
- 21 de abril: En el Perú, una mujer llamada Ana Estrada y que sufría una enfermedad incurable y que le causaba un considerable dolor físico a diario, logra finalmente acceder a la eutanasia, siendo la primera persona en el país que puede acceder a esta procedimiento. Esto fue posible gracias a un fallo de la Corte Suprema y como consecuencia también de una larga batalla legal librada por Ana Estrada, aunque la eutanasia realmente sigue estando prohibida por las leyes peruanas.[125]
- 25 de abril: Tras la renuncia del presidente interino de Haití y el primer ministro Ariel Henry, un Consejo Presidencial de Transición toma el poder como el nuevo jefe de Estado de Haití.[126]
- 29 de abril:
  - Las inundaciones en el estado brasileño de Río Grande del Sur causan decenas de muertes y dejan a miles sin hogar.[127]
  - 50 personas mueren y 84 son reportadas como desaparecidas cuando un terraplén ferroviario falla cerca de Mai Mahiu, Kenia, lo que se suma a la devastación causada por las inundaciones más amplias en Kenia y Tanzania, que han causado la muerte de 488 personas y el desplazamiento de 503 000.[128]
- 30 de abril: Los países del G7 acuerdan eliminar gradualmente la energía del carbón para 2030‑2035.[129]

### Mayo
- 5 de mayo: En Panamá se celebraron las elecciones generales, donde resultó electo José Raúl Mulino, quien fue designado como candidato de su partido tras la inhabilitación política del expresidente Ricardo Martinelli.
- 7 de mayo: Se registran múltiples apagones en el centro y sur de México a consecuencia de una ola de calor.[130]
- 7-11 de mayo: En la ciudad de Malmö (Suecia) se celebra la 68.ª edición del Festival de la Canción de Eurovisión, consiguiendo Suiza su tercer victoria con la canción «The Code», de Nemo.[131]
- 8 de mayo: En Macedonia del Norte se realizaron las Elecciones presidenciales donde Gordana Silianovska-Davkova resultó electa con el 69.01% de los votos.
- 10 de mayo:
  - La Asamblea General de las Naciones Unidas aumenta los derechos de Palestina dentro de las Naciones Unidas, y aboga porque el Consejo de Seguridad de las Naciones Unidas convierta a Palestina en un estado miembro de la ONU.[132]
  - Satélites detectan una erupción solar de clase X3.9, la cual causa una tormenta geomagnética G5 (extrema), causando auroras polares en regiones inusuales. La NOAA emite alerta máxima por tormenta solar severa. Es la tormenta geomagnética más intensa desde 2003.[133][134]
- 11 de mayo: El estado estadounidense de Minnesota cambia oficialmente su bandera.[135]
- 12 de mayo: Gordana Silianovska-Davkova toma posesión como presidenta de Macedonia del Norte, sucesora de Stevo Pendarovski, convirtiéndose en la primera mujer presidenta en toda la historia de dicho país.
- 15 de mayo:
  - El primer ministro de Eslovaquia, Robert Fico, recibe un disparo y es hospitalizado mientras se reunía con sus partidarios en un evento en Handlová.
  - Lee Hsien Loong, primer ministro de Singapur desde 2004, es sucedido por el ex vice primer ministro Lawrence Wong como primer ministro, de cara a las próximas elecciones generales de 2025.[136]
  - Israel mata a más 10 terroristas de Hamás al bombardear una escuela de la ONU en el campo de refugiados en Nuseirat, en el enclave palestino de la Franja de Gaza, además de a unos cuántos civiles.[137]
- 19 de mayo:
  - En República Dominicana se celebraron las elecciones presidenciales y congresales. El presidente Luis Abinader es reelegido para un segundo mandato.

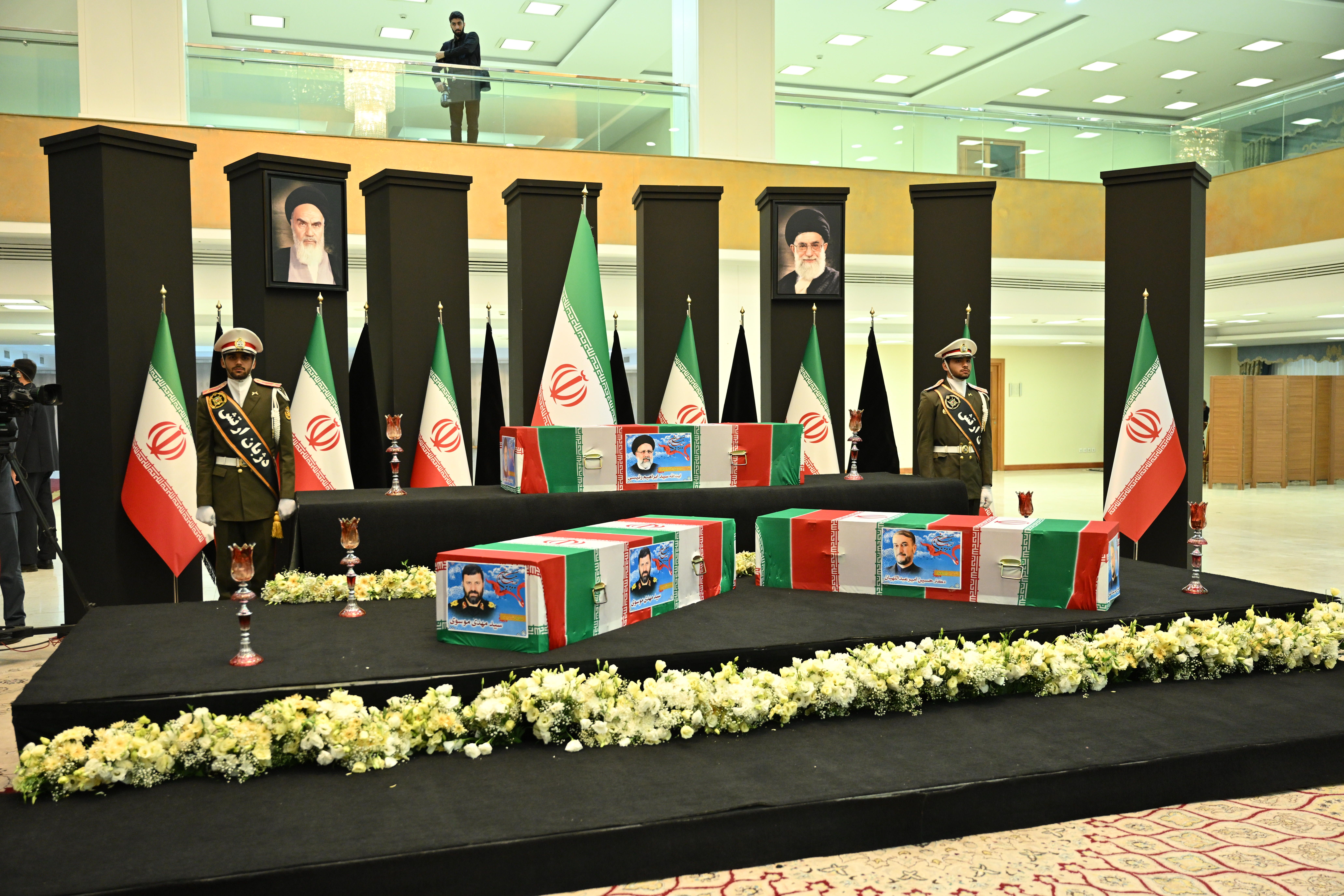
Funeral del presidente Ebrahim Raisi, tras su fallecimiento a causa de un accidente de helicóptero.

- - En la ciudad de Varzaqan, Irán, se accidenta un helicóptero que, entre otros pasajeros, se encontraban el presidente iraní Ebrahim Raisi y el ministro de Asuntos Exteriores Hossein Amir-Abdollahian, no hay sobrevivientes.
  - Un intento de golpe de Estado en la República Democrática del Congo, presuntamente dirigido por Christian Malanga, provoca disturbios en Kinsasa. Los soldados del gobierno intervienen rápidamente, arrestan a los líderes del golpe y, según se informa, restablecen la calma.[138]
- 20 de mayo:
  - Lai Ching‑te asume el cargo como presidente de Taiwán para el período 2024‑2028.
  - El jefe fiscal de la Corte Penal Internacional busca órdenes de arresto contra el primer ministro israelí Benjamín Netanyahu y el líder de Hamás en Gaza por presuntos crímenes de guerra.[139]
  - En el Distrito de Villa María del Triunfo (Perú), una gasolinera explota tras una fuga de gas dejando 2 muertos, múltiples damnificados y más de 50 de heridos.[140][141]
- 21 de mayo: El Vuelo 321 de Singapore Airlines sufre una turbulencia severa que causó 321 heridos y un fallecido.
- 22 de mayo: En el municipio mexicano de San Pedro Garza García (estado de Nuevo León), durante un evento político del partido Movimiento Ciudadano en el que se encontraba el candidato presidencial Jorge Álvarez Máynez, se colapsa el templete donde se realizaba dicho mitin, a causa de los fuertes vientos registrados, los cuales dejan un saldo de 9 muertos y más de 50 heridos.[142]
- 23 de mayo: El Ejército Popular de Liberación de China comienza dos días de ejercicios militares alrededor de Taiwán. En respuesta, Taiwán moviliza a sus fuerzas armadas.[143]
- 24 de mayo:
  - La Corte Internacional de Justicia dictamina que Israel debe detener su ofensiva militar en Rafah, en el sur de Gaza.[144]
  - En Papúa Nueva Guinea, un deslizamiento de tierra deja al menos 670 personas muertas y miles de desaparecidos más.
  - La Fiscalía de Colombia acusa al expresidente Álvaro Uribe de 3 delitos: fraude procesal, soborno en actuación penal y soborno; según expuso el fiscal a cargo en la audiencia de acusación convocada para analizar el caso. En unas declaraciones antes de la audencia, Uribe había dicho: «Afirmo que mis antagonistas políticos han logrado convertirse en mis acusadores judiciales».[145]
  - Suiza devuelve a Irak 3 importantes objetos mesopotámicos confiscados durante un procedimiento penal, que habrían llegado de contrabando a Suiza. Se trata de 2 grandes relieves asirios, así como del fragmento de un busto real con túnica plisada y manto real adornado con colgantes, originario de la antigua ciudad de Hatra.[146]
- 25 de mayo: Al menos 6 personas mueren y otras 58 resultan heridas en ataques rusos contra una ferretería y una zona residencial en Járkov, Ucrania.[147]
- 26 de mayo: El equipo de fútbol América se corona campeón del fútbol mexicano Clausura 2024, tras vencer 2-1 al Cruz Azul, convirtiéndose en el segundo equipo bicampeón en torneos largos y cortos y el segundo equipo en conseguir de manera automática el Campeón de Campeones en torneos cortos.[148]
- 27 de mayo: El expresidente de Colombia, Álvaro Uribe, solicita la recusación del fiscal Gilberto Villarreal ―asignado al caso en Uribe está acusado formalmente por los presuntos delitos de fraude procesal, soborno en actuación penal y soborno―, argumentando falta de imparcialidad en el proceso, según un documento judicial. En el escrito, Uribe solicita a Villarreal que remita el expediente a sus superiores jerárquicos para que designen un nuevo fiscal que —dice— garantice la objetividad e imparcialidad del proceso y, con ello, el debido proceso.[149]
- 28 de mayo:
  - En Nigeria, unos 300 militantes de la organización terrorista Boko Haram asesinan a 10 personas, algunos de ellos miembros de un grupo de vigilancia local que se enfrentó a Boko Haram pero fue reprimido, y secuestra a otras 160, incluidos niños, durante una redada que llevó a cabo en la aldea de Kuchi, distrito de Munya, en el Estado de Níger. Los hombres estuvieron preparando té y comida en el mismo lugar de los hechos durante horas con los secuestrados, antes de llevárselos.[150]
  - Manifestantes propalestinos en México incendian y arrojan piedras a la embajada de Israel en ese país, en reacción a un reciente bombardeo israelí que dejó una cantidad significativa de muertos en un campo de desplazados a las afueras de la ciudad palestina de Rafah, según las autoridades palestinas 45, durante la guerra de Gaza. La policía antidisturbios dispersó a los manifestantes con gases lacrimógenos. Al menos 6 personas resultaron heridas en el caos, entre ellos aparentemente varios periodistas.[151]
- 29 de mayo: En Colombia, un antiguo miembro de la guerrilla de las FARC, de extrema izquierda, llamado Lisardo Valderrama Rojas, que había encabezado un ataque terrorista en 2003 que presuntamente tenía como blanco al entonces presidente Álvaro Uribe, es amnistiado por la Jurisdicción Especial para la Paz (JEP), creada durante el gobierno de Juan Manuel Santos después la firma de acuerdo paz con las FARC en 2016.[152]
- 30 de mayo:
  - El expresidente de los Estados Unidos, Donald Trump, es declarado culpable de 34 cargos en su juicio por dinero para silenciar, la primera vez que un presidente estadounidense (en funciones o ex) ha sido declarado culpable de un delito. Se enfrenta a una pena de hasta cuatro años de prisión.[153]
  - 16 activistas prodemocracia en Hong Kong son declarados culpables de «conspiración para cometer subversión para organizar primarias preelectorales» en virtud de la Ley de Seguridad Nacional de Hong Kong de 2020, habiendo estado en prisión desde 2021. La entrada en vigencia de esta legislación en Hong Kong se consideró ampliamente como una subordinación de la ciudad a la autoridad del Partido Comunista chino, ya que hasta entonces vivía bajo un sistema multipartidista respaldado por el voto popular y gozaba de libertades civiles y políticas. Otras 31 personas también encarceladas aun esperan los veredictos de sus casos.[154]
  - Las ciudades de Kerch y Dzhankoi, en la península de Crimea, son sacudidas por devastadoras explosiones. La península de Crimea está ubicada en el mar Negro, y aunque pertenece de iure a Ucrania, está controlada de facto por Rusia. Estos hechos hicieron que las autoridades rusas cerraran el puente de Kerch, que conecta Crimea con Rusia; además, según informes, el Ejército ruso destruyó al menos 3 drones navales presumiblemente ucranianos, aunque no hubo una confirmación o declaración oficial por parte del gobierno ruso.[155]
  - Israel anuncia la toma de una estratégica carretera en la Franja de Gaza y que es adyacente a la ciudad de Rafah, la cual es la única urbe de Gaza que a Israel le queda por tomar y asegurar del todo en la guerra que libra contra la organización terrorista Hamás en ese territorio palestino.[156][157]
  - Corea del Norte lanza una flota de más de 200 globos llenos de basura y estiércol sobre Corea del Sur. El Ejército surcoreano aconsejó a la población permanecer en casa y desplegó un escuadrón antiexplosivos y equipos de respuesta a la guerra química y biológica para inspeccionar y recoger los globos y objetos caídos.[158]

### Junio
- 1 de junio:

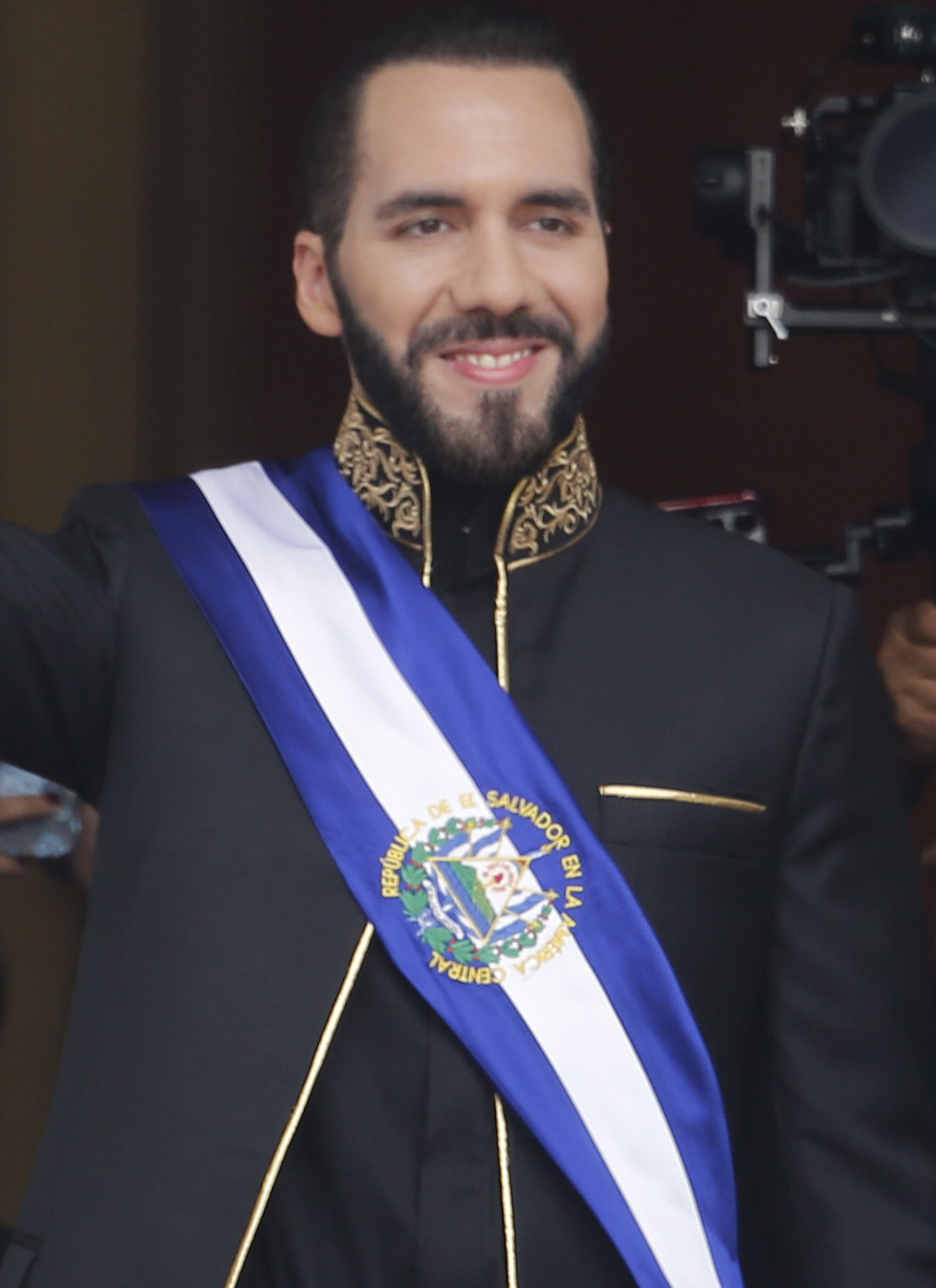
Por primera vez desde 1935, Nayib Bukele se convierte por segunda vez quien ocupa la presidencia de El Salvador.

  - En San Salvador, toma posesión Nayib Bukele como Presidente de El Salvador para el período 2024‑2029.
  - En el estadio de Wembley en Londres, tiene lugar la final de la Liga de Campeones de la UEFA, donde el club español Real Madrid derrota 2-0 al club alemán Borussia Dortmund, consiguiendo su título número 15 de la competición.
- 2 de junio: En México, se celebraron las elecciones federales, resultando electa la candidata izquierdista Claudia Sheinbaum Pardo con un máximo de 60.7 % de los votos. Convirtiéndose en la primera mujer en ser electa presidenta en la historia de México.[159]
- 4 de junio: En la India finalizaron las elecciones generales, el primer ministro Narendra Modi es reelegido para un tercer mandato. Estas elecciones fueron consideradas como las más grandes en la historia del mundo.[160]
- 6-9 de junio: Se realizaron las elecciones al Parlamento Europeo. El PPE, de la actual presidenta de la Comisión, Ursula von der Leyen, mantiene su estatus como el grupo más grande en el parlamento en medio de los avances de los grupos ECR e ID.[161]
- 7 de junio: El estudio de animación japonés Gainax se ha declarado oficialmente en bancarrota.[162]
- 10 de junio: En Malaui, un accidente aéreo cerca de Chikangawa, Malaui, mata a nueve personas, entre ellas el vicepresidente de Malaui, Saulos Chilima.[163]
- 12 de junio: La primera investigación de las Naciones Unidas sobre los ataques del 7 de octubre y el conflicto resultante concluye que tanto Israel como Hamás cometieron crímenes de guerra.[164]
- 13 de junio: En Argentina, desaparece Loan Danilo Peña, un niño de 5 años, en las cercanías de la localidad de Nueve de Julio, Corrientes. Se investiga un posible caso de secuestro y trata infantil.[165]
- 13-15 de junio: Se realiza la cumbre del G7 en Fasano, Italia.
- 14 de junio:
  - Inauguración de la 17.º edición de la Eurocopa por segunda vez en Alemania.
- 15 de junio:
  - Peter Pellegrini toma posesión como presidente de Eslovaquia para el período 2024‑2029.
  - El Club Atlético Bucaramanga, luego de 75 años de historia, se corona por primera vez campeón de la Categoría Primera A de Colombia al vencer por tanda de penales 6-5 a Independiente Santa Fe.
  - En un resort cerca de Bürgenstock en Suiza, se lleva a cabo la cumbre por la paz en Ucrania, organizada por el gobierno suizo. En la cumbre se discutieron asuntos relacionados con seguridad nuclear, seguridad alimentaria y cuestiones humanitarias. La cumbre contó con la asistencia de representantes de 92 países.[166]
- 19 de junio: Apagón nacional en Ecuador debido a una falla en la línea de transmisión que causó desconexiones en cascada.[167]
- 20 de junio: Inauguración de la 48.º edición de la Copa América por segunda vez en Estados Unidos.
- 23 de junio:
  - Se producen ataques terroristas casi simultáneos y aparentemente coordinados en dos ciudades de Daguestán, Rusia. Una sinagoga, una iglesia ortodoxa oriental y un puesto de policía fueron los objetivos, en total se contabilizaron más de 27 muertos.
  - En el cumpleaños oficial del gran duque, Enrique, Gran duque de Luxemburgo, anuncia que su hijo y heredero Guillermo asumirá los deberes reales a partir de octubre, en preparación para la eventual abdicación de Enrique.[168]
- 24 de junio: El fundador de WikiLeaks, Julian Assange, abandona el Reino Unido después de ser liberado de prisión en un acuerdo de culpabilidad con Estados Unidos. Regresará a Australia.[169]

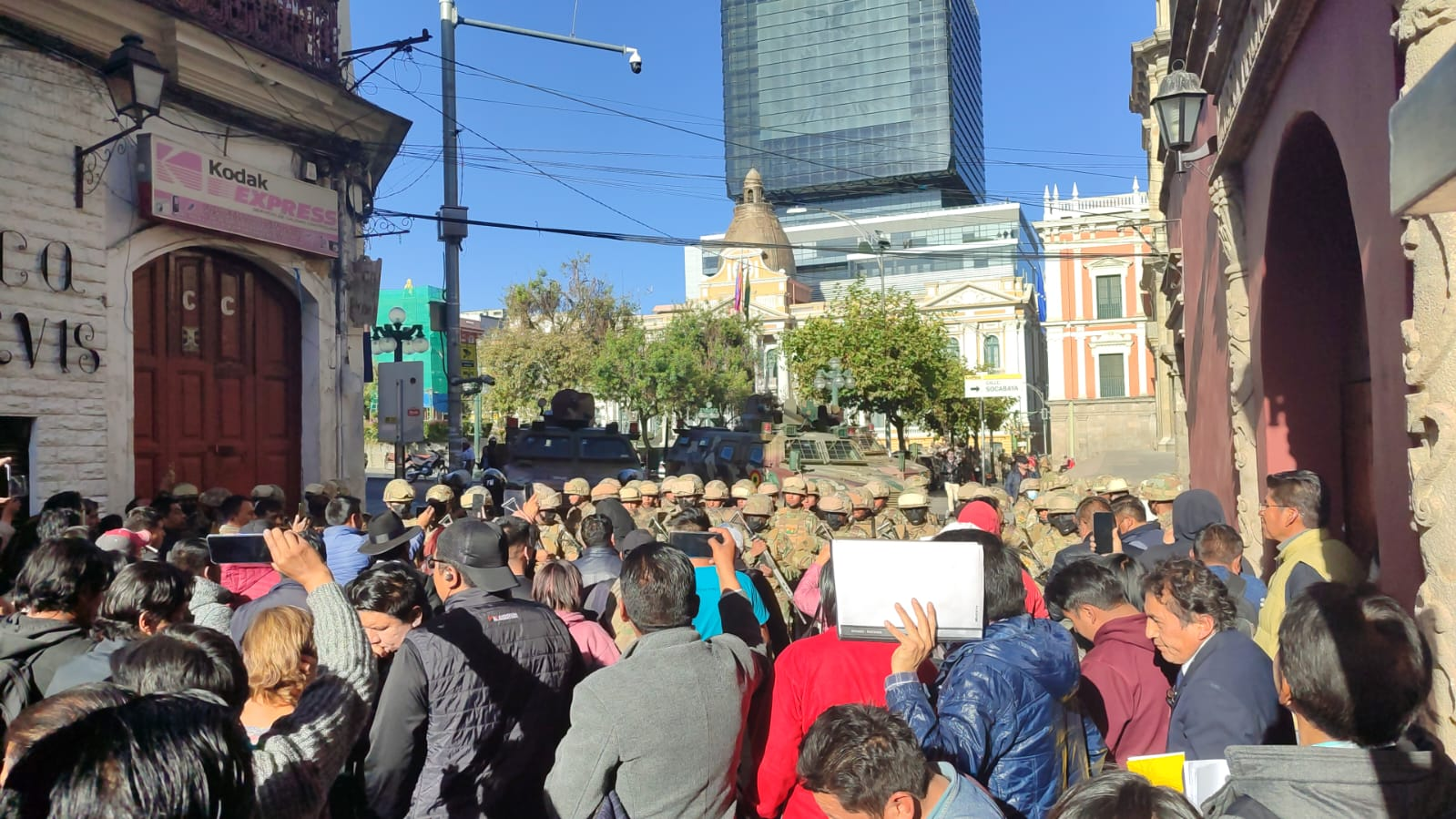
La plaza Murillo siendo rodeada por militares durante el Intento de golpe de Estado en Bolivia de 2024.

- La plaza Murillo siendo rodeada por militares durante el Intento de golpe de Estado en Bolivia de 2024. 26 de junio: El presidente de Bolivia Luis Arce denuncia un intento de golpe de Estado en su contra por parte del ejército boliviano dirigido por Juan José Zúñiga.[170]
  - The Walt Disney Company Latin America informa que Disney+ y Star+ se fusionaron el 26 de junio de 2024 y ahora se encuentran en una sola plataforma de streaming que conserva el nombre de Disney+. La plataforma Star+ dejará de existir a partir del 24 de julio de 2024.[171]
- 28 de junio:
  - En Irán, se realizan las elecciones presidenciales anticipadas tras la muerte del presidente Ebrahim Raisi.
  - Un terremoto de 7,2 sacude el departamento peruano de Arequipa, dejando un total de 42 heridos.

### Julio
- 1 de julio: Toma de posesión de José Raúl Mulino como presidente de Panamá, sucesor de Laurentino Cortizo.
- 2 de julio: En la India, específicamente en la ciudad de Hathras ocurre una estampida humana mientras se realizaba una fiesta religiosa local. Se reportaron 121 fallecidos y más de 150 heridos.[172]
- 4 de julio: En Reino Unido, se llevaron a cabo las elecciones parlamentarias. Keir Starmer lleva al Partido Laborista a una victoria aplastante, devolviendo al partido al gobierno por primera vez en 14 años. El actual primer ministro conservador, Rishi Sunak, dimite al día siguiente, y Starmer asume el cargo después.[173]
- 5 de julio:
  - En Irán se realiza la segunda vuelta de las elecciones presidenciales donde Masoud Pezeshkian resultó electo con el 54.76 % de los votos.
  - Toma de posesión de Keir Starmer como primer ministro del Reino Unido, sucesor de Rishi Sunak.
- 7 de julio: En Francia, se celebra la segunda vuelta de las elecciones legislativas. La coalición de izquierda, el Nuevo Frente Popular gana la mayoría de los escaños en la Asamblea Nacional, lo que anula la victoria en primera vuelta de la derechista Agrupación Nacional, pero no logra la mayoría.[174]

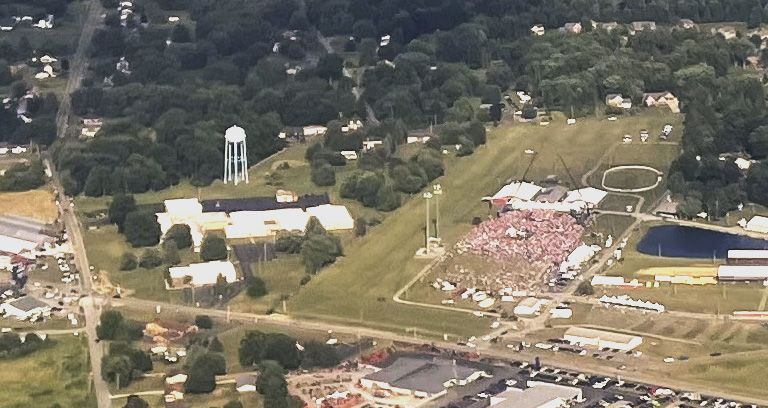
El mitin político de Trump, 10 minutos antes de su intento de asesinato.

- 13 de julio: Mientras hacía campaña para las elecciones presidenciales estadounidenses de 2024, el expresidente de los Estados Unidos Donald Trump resulta herido en un tiroteo en un mitin que celebró cerca de Butler, Pensilvania.
- 14 de julio:
  - Finaliza la 17.º edición de la Eurocopa en Berlín, donde España derrota a Inglaterra 2-1 en la final y obtiene su cuarto título.
  - Finaliza la 48.º edición de la Copa América en Miami, Florida, Estados Unidos, donde Argentina derrota a Colombia 1-0 y se convierte en bicampeona.
- 15 de julio: En Ruanda, se realizan las elecciones generales. El presidente Paul Kagame es reelegido para un cuarto mandato con el 99 % de los votos.
- 16 de julio: Aparece en Nueva Zelanda un ejemplar completo de ballena dientes de pala que los científicos podrán diseccionar en buen estado para su posterior estudio.[175]
- 18 de julio: En el norte de Chile, en la región de Antofagasta, se registra un terremoto de 7,4, dejando como saldo 1 persona fallecida en Calama y daños menores a edificios y estructuras en San Pedro de Atacama y Quillagua. Algunos edificios resultaron dañados en las ciudades de Cochabamba y Santa Cruz de la Sierra, Bolivia.

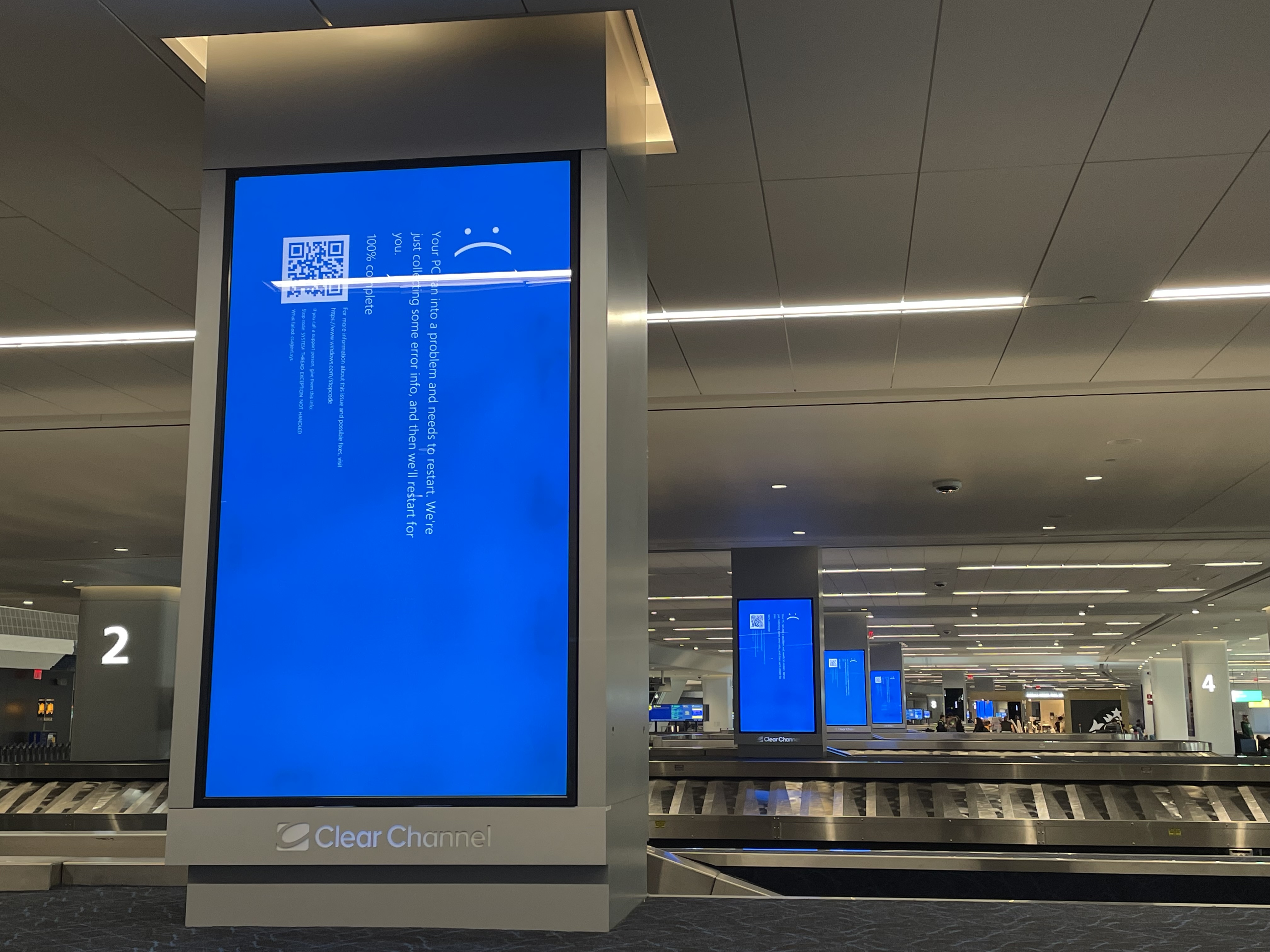
Múltiples pantalla azul de la muerte causadas por la actualización defectuosa de CrowdStrike en el Aeropuerto LaGuardia.

- Múltiples pantalla azul de la muerte causadas por la actualización defectuosa de CrowdStrike en el Aeropuerto LaGuardia. 19 de julio: Una actualización defectuosa del software de seguridad de terceros Falcon Sensor de CrowdStrike provoca una caída mundial de sistemas informáticos con el sistema operativo Microsoft Windows, provocando fallas y problemas en medios de comunicación, transporte público, hospitales, bancos y el retraso o cancelación de miles de vuelos a nivel mundial.[176][177]
- 21 de julio: El presidente de Estados Unidos Joe Biden anuncia su retiro de la candidatura en las elecciones presidenciales de Estados Unidos de 2024.
- 23 de julio:
  - China negocia un acuerdo de unidad entre las facciones palestinas rivales Fatah y Hamás para formar un solo gobierno.[178]
  - Una avioneta es secuestrada en la provincia de Alto Amazonas, Departamento de Loreto, en Perú. Los 5 secuestradores, quienes estaban armados y eran el total de pasejeros de las avioneta de la avioneta, aunque no habrían llegado muy lejos ya que la aeronave contaba con poco combustible. Ningún miembro de la tripulación resultó herido, ni fue secuestrado durante este incidente.[179][180]
- 24 de julio: Una aeronave Bombardier CRJ-200 de la aerolínea nepalí Saurya Airlines se estrelló después del despegue en el Aeropuerto Internacional de Katmandú en Nepal matando a 18 de sus 19 ocupantes.
- 25 de julio: El narcotraficante mexicano Ismael Zambada García alias «El Mayo», identificado como el máximo líder de la organización criminal Cártel de Sinaloa, se entrega a las autoridades estadounidenses en El Paso, Texas. Junto a él se entregó Joaquín Guzmán López alias «El Güero», este último identificado como hijo del famoso narcotraficante Joaquín «El Chapo» Guzmán. Con más de 50 años prófugo de la justicia, El Mayo Zambada ha sido el único capo de la droga en México que nunca había sido capturado.[181]

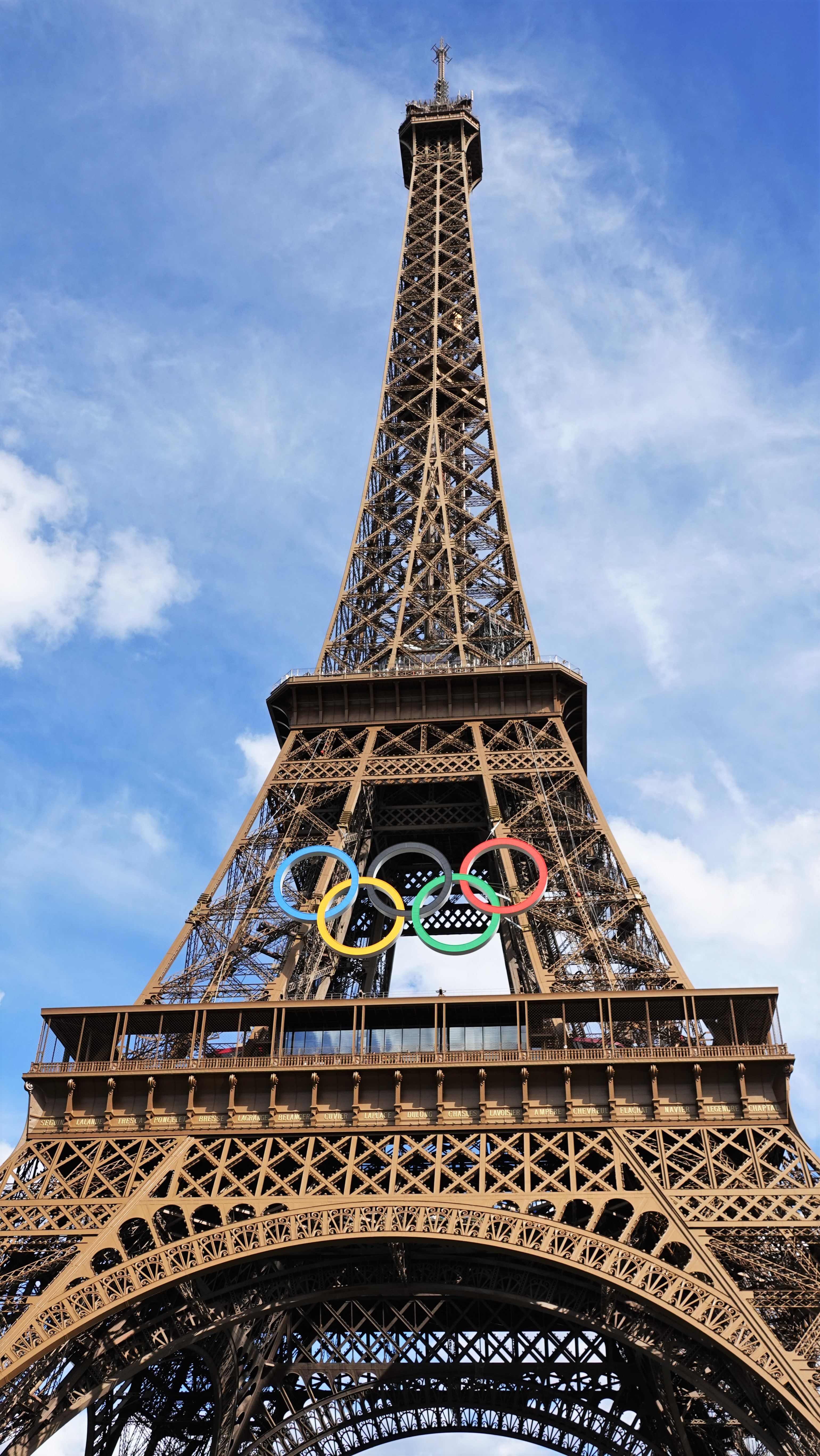
Anillos Olímpicos en la Torre Eiffel.

- Anillos Olímpicos en la Torre Eiffel. 26 de julio: Se Inaugura la XXXIII edición de los Juegos Olímpicos en París, Francia.

- 28 de julio:

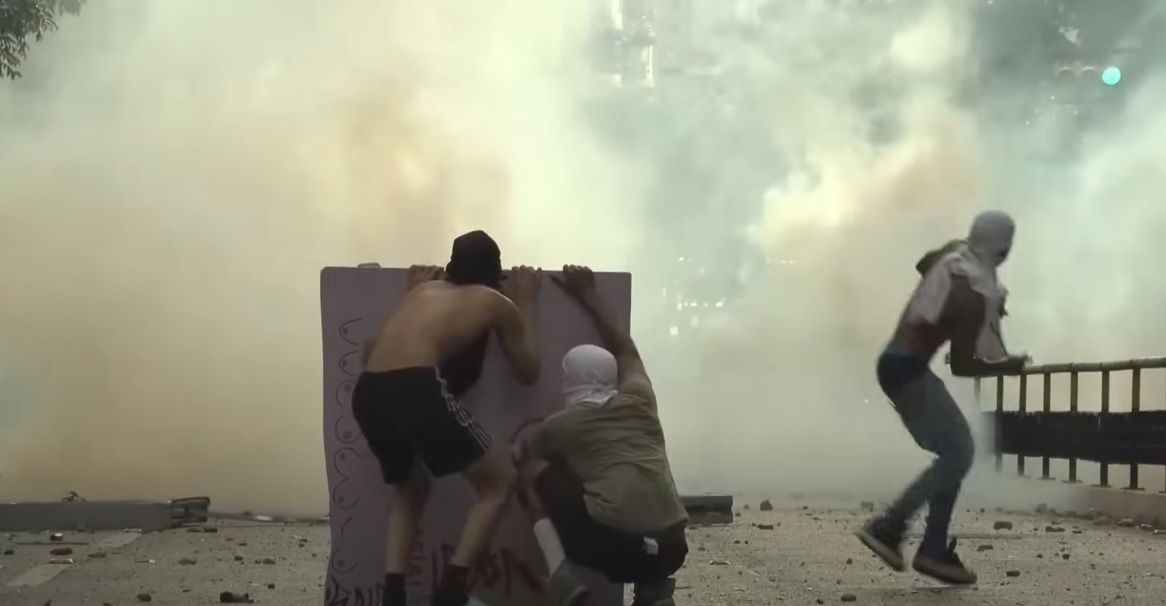
Civiles de la resistencia se enfrentan a policías y militares del gobierno de Nicolás Maduro por presunto fraude electoral.

  - Civiles de la resistencia se enfrentan a policías y militares del gobierno de Nicolás Maduro por presunto fraude electoral.En Venezuela, se realizan las elecciones presidenciales para el período 2025‑2031. El presidente Nicolás Maduro es declarado ganador contra el candidato opositor Edmundo González Urrutia en medio de presuntas irregularidades, lo que provocó que numerosos estados sudamericanos se negaran a reconocer los resultados o suspender las relaciones diplomáticas con el gobierno de Maduro y provocaran protestas en todo el país.[182]
  - Masoud Pezeshkian, toma posesión como Presidente de Irán para el período 2024‑2028.
- 30 de julio:
  - En Venezuela la oposición política denuncia la detención de uno de sus líderes, Freddy Superlano, exprecandidato presidencial y también exdiputado de 48 años.[183]
  - Se producen disturbios de extrema derecha en todo el Reino Unido en respuesta a un apuñalamiento masivo en Southport, Inglaterra.
  - Israel lleva a cabo un ataque en el suburbio de Dahieh de Beirut, anunciando el asesinato del comandante de Hezbolá, Fuad Shukr, acusado de ordenar el ataque de Majdal Shams.[184]
- 31 de julio:
  - En Teherán, Irán, es asesinado por un ataque israelí Ismail Haniya, líder político de Hamás.
  - Moussa Dadis Camara, ex gobernante militar de Guinea, es declarado culpable de «crímenes contra la humanidad» por las masacres ocurridas en 2009 y es condenado a veinte años de prisión por un tribunal guineano.[185]

### Agosto
- 1 de agosto: 26 personas son liberadas del aeropuerto Esenboğa de Ankara en el mayor intercambio de prisioneros entre Estados Unidos y Rusia desde la Guerra Fría.[186]
- 2 de agosto: En México, una fuerte inundación, tras las fuertes lluvias de ese día, provoca una severa devastación en varias colonias y calles del municipio de Chalco, Estado de México. La devastación provocaría posteriormente una emergencia sanitaria y humanitaria que se extendería durante varias semanas.[187]
- 3 de agosto: Venezuela amenaza a Estados Unidos y a sus aliados con cancelarles la entrega de bloques de petróleo y gas y dárselos en su lugar a Rusia, China, Brasil, India y Sudáfrica si «cometen el error de su vida», en el contexto de las denuncias de fraude de la oposición política venezolana en las elecciones presidenciales del 28 de julio cuyos resultados dieron como ganador al presidente Nicolás Maduro en vez de a Edmundo González.[188]
- 5 de agosto: se suscita una caída del mercado de valores, siendo el primer «Lunes Negro» desde el ocurrido en 1987.[189]

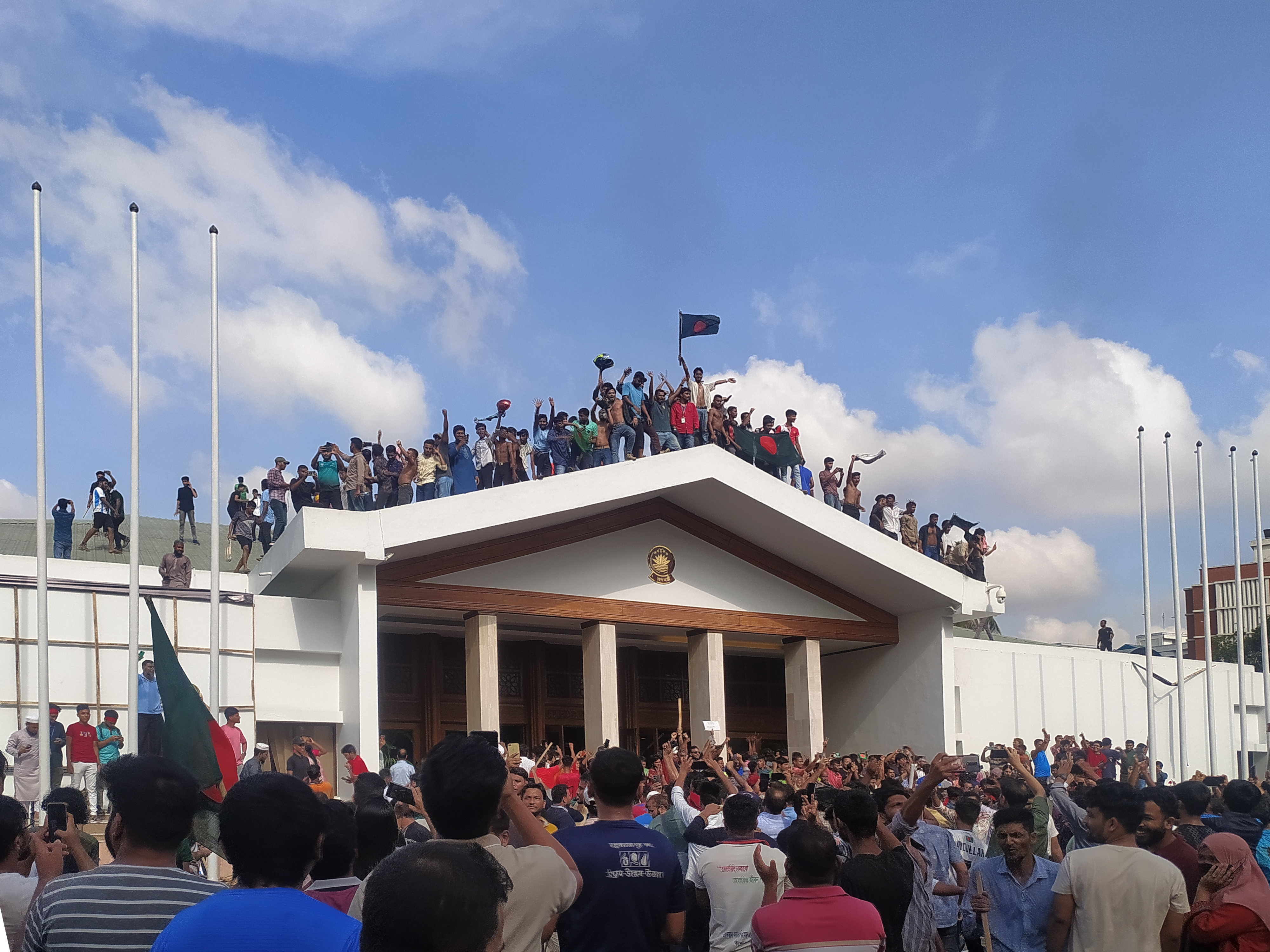
Gente celebrando frente a la oficina del primer ministro tras la renuncia de Sheikh Hasina.

- 5 de agosto: Gente celebrando frente a la oficina del primer ministro tras la renuncia de Sheikh Hasina.La primera ministra de Bangladés Sheikh Hasina anuncia su renuncia y huye a la India después de 3 semanas de protestas generalizadas en todo el país.
- 6 de agosto: El ejército ucraniano comienza una ofensiva transfronteriza sorpresa dentro del óblast de Kursk, en el oeste de Rusia. Según el gobierno ruso, unas 76 000 personas han sido evacuadas de la región. La acción es considerada el mayor avance de un ejército extranjero en territorio ruso desde el final de la Segunda Guerra Mundial.[190]
- 7 de agosto: El Partido Avanzar se disuelve y el Tribunal Constitucional de Tailandia prohíbe a Pita Limjaroenrat, junto con otros políticos de alto rango del partido.[191]
- 7 de agosto: en Sudáfrica, el sistema de alerta de impacto ATLAS (asteroid terrestrial-impact last alert system: ‘sistema de última alerta de impacto terrestre de asteroides’) descubre el asteroide 2024 PT5, de 11 metros de diámetro. Este pequeño viajero espacial será capturado temporalmente por la gravedad de la Tierra, convirtiéndose en lo que se conoce como una «miniluna» durante un período de 57 días entre el 29 de septiembre y el 25 de noviembre de 2024.
- 8 de agosto: en la isla de Kyushu (Japón) se registra un terremoto de 7,1 en el mar Hyūga frente a la costa de la prefectura de Miyazaki, dejando 16 personas heridas y varios edificios destruidos y dañados. Posteriormente, se observaron olas de tsunami de medio metro de altura en la prefectura de Miyazaki.[192]
- 8 de agosto: El premio Nobel Muhammad Yunus presta juramento como asesor principal de un gobierno interino formado después de la renuncia de Sheikh Hasina en Bangladés.[193]
- 9 de agosto: en la ciudad libanesa de Sidón, fallece en un bombardeo israelí Samer al Hajj, comandante de Hamás.
- 9 de agosto: en Vinhedo (estado de São Paulo, en Brasil) sucede el accidente aéreo del vuelo 2283 de Voepass Linhas Aéreas, fallecen sus 62 ocupantes a bordo.
- 11 de agosto: en París (Francia) finaliza la  XXXIII edición de los Juegos Olímpicos.
- 11 de agosto: en Kíev (Ucrania), el presidente Volodímir Zelenski anuncia que el ejército ucraniano está llevando a cabo una ofensiva transfronteriza dentro del óblast occidental ruso de Kursk. Rusia dice que 76 000 personas han sido evacuadas de la región.[194]
- 13 de agosto: en Estados Unidos, Avon Products, Inc. (empresa líder en el ramo de la belleza y la cosmética) se declara en bancarrota de forma voluntaria ante el Tribunal de Quiebras del Distrito de Delaware para acogerse al Capítulo 11 de la Ley de Quiebras de los Estados Unidos.[195]
- 14 de agosto: la Organización Mundial de la Salud (OMS) declara la viruela símica como una emergencia de salud pública de importancia internacional por segunda vez en dos años, tras la propagación del virus en los países africanos.[196]
- 14 de agosto: la Corte Constitucional de Tailandia destituye al primer ministro Srettha Thavisin por nombrar ilegalmente para su gabinete a un ministro que había sido condenado a prisión.[197]
- 15 de agosto: Suecia notifica el primer caso de la nueva variante de la viruela símica fuera de África en un paciente de Estocolmo.[198]
- 16 de agosto: En la ciudad de Santo Domingo (República Dominicana), Luis Abinader toma posesión como presidente para el período 2024‑2028.
- 17 de agosto: En Indonesia, se funda la nueva capital Nusantara, la cual reemplazó a Yakarta, capital desde 1945.[199]
- 18 de agosto: Un fuerte terremoto de 7,0 sacude la península de Kamchatka desencadenando una erupción en el volcán Shiveluch.
- 21 de agosto: El jugador de futbol Cristiano Ronaldo anuncia su canal de YouTube llamado UR Cristiano al público y alcanza los 10 millones de suscriptores en menos de 12 horas
- 23 de agosto: En un festival de Solingen (Alemania), ocurre un apuñalamiento masivo donde un hombre mata a 3 personas y hiere a 10 más. El atacante huyó del lugar con las autoridades declarando un estado de emergencia.

Fundado en 1989 por los políticos Cuauhtémoc Cárdenas, Porfirio Muñoz Ledo e Ifigenia Martínez, el PRD llegó a convertirse en la segunda fuerza política en México que permitió romper la hegemonía del PRI y convertirse en una de las primeras alternancia políticas en décadas.

- 26 de agosto: Un terremoto de 5,4 se siente en Portugal y España.
- 27 de agosto: Tras 35 años de historia, desaparece el partido mexicano de izquierda, el Partido de la Revolución Democrática (PRD), al no alcanzar el 3 % de la votación nacional para conservar su registro, en las elecciones federales del pasado 2 de junio.[200]
- 28 de agosto: en París (Francia) se inaugura la XVII edición de los Juegos Paralímpicos.
- 28 de agosto: en Argentina es arrestado el político mileísta Germán Kiczka junto con su hermano por su participación en una red internacional de pedofilia.
- 30 de agosto: en Brasil, el enfrentamiento entre el Poder Judicial (STF) y la empresa X (Twitter) lleva al cierre de esta red social en toda la nación.
- 30 de agosto: un apagón generalizado afecta a la mayor parte de Venezuela, y el gobierno del presidente Nicolás Maduro lo atribuye al sabotaje de la oposición.[201]
- 31 de agosto: en la Ciudad de México se inaugura el segundo tramo del tren interurbano El Insurgente, desde Lerma hasta Santa Fe. Con esto, se inicia el proceso de apertura, tras 10 años de obras. Se espera que se abran al público el tramo restante, a finales de 2024 y principios de 2025.[202]

### Septiembre
- 1 de septiembre: Se celebran las elecciones parlamentarias en los estados alemanes de Sajonia y Turingia, en los que muestran grandes avances para el partido populista de derecha Alternativa para Alemania y el partido populista de izquierda Bündnis Sahra Wagenknecht, así como pérdidas para los partidos de izquierda y liberales de la coalición gobernante y para el partido socialista La Izquierda. En Turingia, un partido de extrema derecha queda en primer lugar en unas elecciones estatales por primera vez desde la Segunda Guerra Mundial.[203]
- 2 de septiembre:
  - La Corte Suprema de Brasil confirma la decisión de prohibir la plataforma de redes sociales X (también conocida como Twitter) por lo que el gobierno brasileño determinó que era desinformación desenfrenada y el hecho de que Elon Musk no nombrara a un representante legal en el país.[204]
- 3 de septiembre: En Caripán (Colombia) miembros de la Policía dan de baja a Robinson Oquendo Guisao alias Camilo, cabecilla del Clan del Golfo.
- 4 de septiembre: El presidente venezolano, Nicolás Maduro, anuncia que Venezuela celebrará una Navidad anticipada el 1 de octubre.[205]
- 5 de septiembre:
  - Después de más de 20 años sin ganar un partido oficial, la selección nacional de San Marino gana 1-0 a Liechtenstein en el marco de la Liga de Naciones de la UEFA.[206]
  - Durante el encuentro entre la selección de fútbol de Portugal y la selección de fútbol de Croacia en el marco de la primera jornada de la Liga de Naciones de la UEFA 2024-25, el futbolista portugués Cristiano Ronaldo se convierte en el primer jugador en llegar a la cifra de 900 goles oficiales.[207] Uno de los múltiples incendios forestales que azotaron a Sudamérica durante los meses de septiembre y octubre. Dejando una gran cantidad de damnificados, heridos, daño al ecosistema, fallecidos y sequías en algunos países de la región.

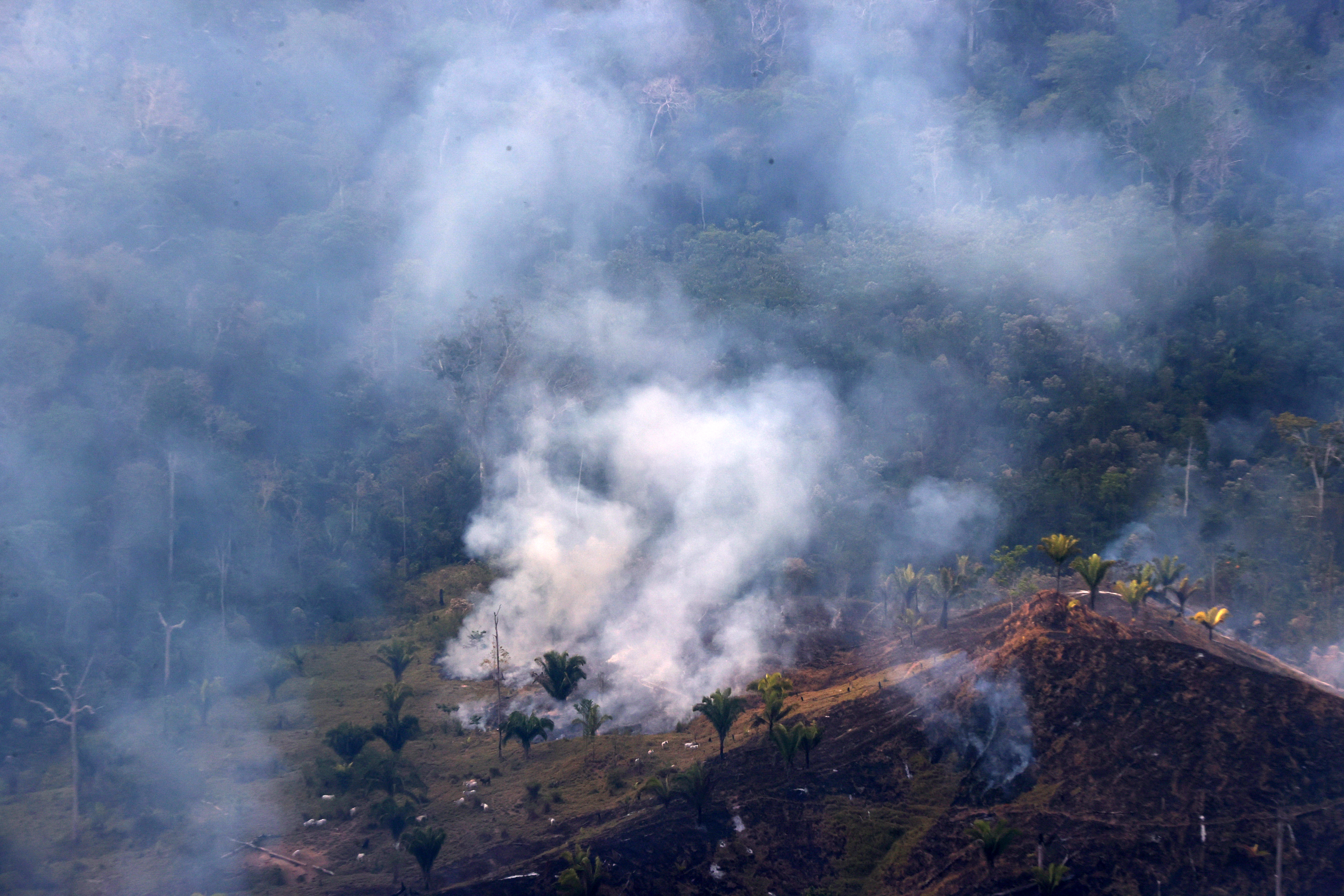
Uno de los múltiples incendios forestales que azotaron a Sudamérica durante los meses de septiembre y octubre. Dejando una gran cantidad de damnificados, heridos, daño al ecosistema, fallecidos y sequías en algunos países de la región.

  - Fuerte ola de Incendios forestales afecta a América del Sur dejando múltiples damnificados, fallecidos y múltiples daños al ecosistema de la región.
- 7 de septiembre:
  - En Venezuela, la policía reinicia el asedio a la embajada de Argentina en Caracas (donde se refugiaban desde el 20 de marzo seis políticos asesores de la líder opositora María Corina Machado, tras dictarse una orden de captura en contra de ellos por demostrarse su implicación en la violencia política desatada durante 2024.
  - En Argelia, se realizan las elecciones presidenciales, el presidente Abdelmadjid Tebboune es reelegido para un segundo mandato.
- 8 de septiembre:
  - En París (Francia) finalizan los Juegos Paralímpicos de 2024.
  - El líder opositor venezolano Edmundo González huye de Venezuela para buscar asilo político en España. El Gobierno español dice que González partió de Venezuela en un avión de la Fuerza Aérea Española a petición propia.[208]
  - En Quito (Ecuador) se inaugura el LIII Congreso Eucarístico Internacional.
  - Finaliza la 79.ª edición de la Vuelta a España.
- 9 de septiembre: En la ciudad de Culiacán (Sinaloa), ocurren diversos actos de violencia relacionados con una disputa entre facciones del Cártel de Sinaloa, iniciando de esta forma una crisis de seguridad en gran parte del estado lo que llevó a la suspensión de actividades en dicha entidad.[209][210]
- 10 de septiembre:
  - En la Ciudad de México, sin ceremonias, se reabre el tramo elevado Velódromo-Pantitlán de la Línea 9 del Metro, tras permanecer cerrada casi 1 año por trabajaos de renivelación y reconstrucción, tras la denuncias recibidas sobre las malas condiciones de esta parte de la línea.[211]
  - En medio de la discusión de la controversial reforma judicial mexicana, varios manifestantes en contra llevaron a cabo irrupciones en el Senado y algunos congresos estatales, provocando que la sesión de la Cámara Alta se suspendiera durante algunas horas y los legisladores se trasladaran a la antigua sede ubicada en el Centro Histórico de la Ciudad de México para continuar con la discusión y posterior aprobación.[212][213]
  - Se realiza el segundo debate presidencial en Estados Unidos, por primera vez en 4 años, con los candidatos Donald Trump del Partido Republicano y Kamala Harris del Partido Demócrata, tras el retiro de Joe Biden por la reelección a la presidencia.[214]
- 11 de septiembre:
  - Fallece el expresidente de Perú Alberto Fujimori después de una larga batalla contra el cáncer.
  - Charly García publica su 14.º álbum de estudio como solista, La lógica del escorpión.
- 15 de septiembre:
  - en Quito (Ecuador) finaliza el LIII Congreso Eucarístico Internacional.
  - Después de varias horas, es arrestado Ryan Wesley Routh, un hombre quien horas antes presuntamente había intentado asesinar al expresidente y candidato presidencial Donald Trump en un campo de golf.
- 16 de septiembre: en Manhattan, es arrestado por investigadores de Seguridad Nacional de Estados Unidos el rapero y productor Sean Diddy Combs, se le acusa de tráfico sexual y crimen organizado.
- 17 de septiembre: Miles de buscapersonas utilizadas por Hezbolá explotan de manera simultánea en Líbano y Siria, dejando al menos 12 muertos y más de 2750 heridos entre militantes de Hezbolá y civiles. Al día siguiente una nueva ola de explosiones dejan al menos 14 personas muertas y más de 450 heridas en todo Líbano. Israel es el principal sospechoso de los atentados.
- 18 de septiembre:
  - Se registra un terremoto de 5,1 en la provincia de Java Occidental (Indonesia), dejando un saldo de 2 muertos y 159 heridos.
  - Tupperware pionera en recipientes para alimentos, se declara en quiebra.[215]
- 19 de septiembre: Se registra un terremoto de 4,1 en Oaxaca (México) sin reportarse daños materiales ni personales.[216][217]
- 20 de septiembre: Disolución del Partido de la Revolución Democrática
- 23 de septiembre:
  - En las islas Izu y Ogasawara (Japón) se registra un terremoto 5,9 sin causar daños graves ni heridos.
  - La Organización Mundial de la Salud anuncia que en lo que va de año se han notificado casi 30 000 casos sospechosos de viruela símica en África, principalmente en la República Democrática del Congo, ya que el número de muertes por viruela símica supera las 800 personas.[218]
  - Un tribunal de Argentina ordena el arresto del presidente venezolano Nicolás Maduro y del ministro del Interior Diosdado Cabello, acusándolos de crímenes de lesa humanidad.[219]
  - El Tribunal Supremo de Venezuela ordena el arresto del presidente argentino Javier Milei luego de que Argentina detuviera una aeronave venezolana.[220]
  - El Huracán John de categoría 3 toca tierra en Marquelia, Guerrero, incomunicada y a la vez sin servicio de agua y de luz, inundada también la ciudad costera de Acapulco, que aún se estaba recuperando de los destrozos que provocó el Huracán Otis, en octubre de 2023.
- 24 de septiembre:
  - En la Ciudad de México, se inauguran La 4.ª Sección del Bosque de Chapultepec y la Línea 3 del Cablebús que conecta a las 4 secciones de dicho bosque desde Los Pinos/Constituyentes hasta Vasco de Quiroga.[221]
  - En los suburbios del sur de Beirut (Líbano) fallece en un bombardeo israelí Ibrahim Muhammad Kabisi, comandante de la unidad de misiles del grupo libanés Hezbolá.
- 26 de septiembre:
  - Transportistas realizan múltiples protestas en la Zona Norte de Lima Metropolitana (Perú) debido al aumento de extorsiones y asesinatos de conductores. Esta deja varios heridos, y una cantidad considerable de detenidos. El Gobierno decretó un estado de emergencia en 12 Distritos (Localidades) por la creciente ola de inseguridad.[222]
  - En el estado de Guerrero (México), se registra un terremoto de 5,2 en la escala de Richter que activa las alarmas sísmicas en varios estados del país. No se reportan daños materiales ni muertes.

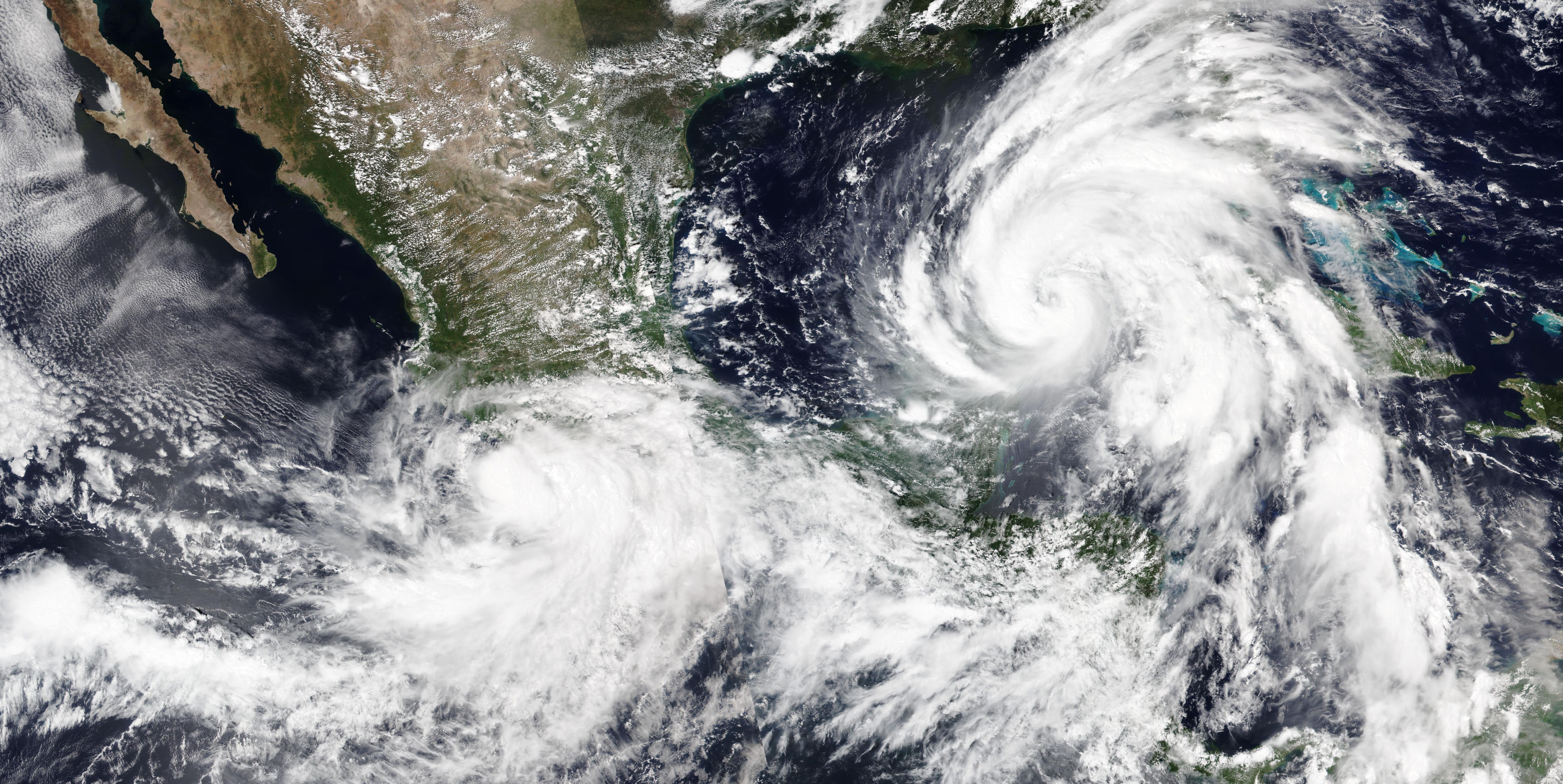
Imagen Satelital del Huracán Helene y de la tormenta tropical Jhon.

  - Imagen Satelital del Huracán Helene y de la tormenta tropical Jhon.El Huracán Helene impacta en el sureste de EE. UU. dejando más de 230 muertos, 100 de ellos en Carolina del Norte. Convirtiéndose en la tormenta más mortífera en Estados Unidos desde Katrina en 2005.[223]
- 27 de septiembre: Israel asesina al líder de Hezbolá, Hasán Nasralá, tras un bombardeo en el sur de Líbano, dejando a otras 6 personas muertas y al menos 91 heridas.
- 29 de septiembre:
  - Cerca de la ciudad de Vichada (Colombia) cae un helicóptero Bell Huey II de la Fuerza Aérea Colombiana cuando realizaba una misión humanitaria: fallecen sus ocho ocupantes.
  - Cerca de la villa colombiana de San Francisco (departamento de Antioquia), hombres de la policía colombiana matan al exmilitar y criminal Juan Carlos Rodríguez Agudelo, alias Zeus, junto con varios miembros del Clan del Golfo.
  - La gravedad del planeta Tierra captura temporalmente al asteroide 2024 PT5, de 11 metros de diámetro, descubierto hace un mes y medio, y lo convierte en lo que se conoce como una «miniluna» durante un período de 57 días entre el 29 de septiembre y el 25 de noviembre de 2024.[224]

### Octubre
- 1 de octubre:

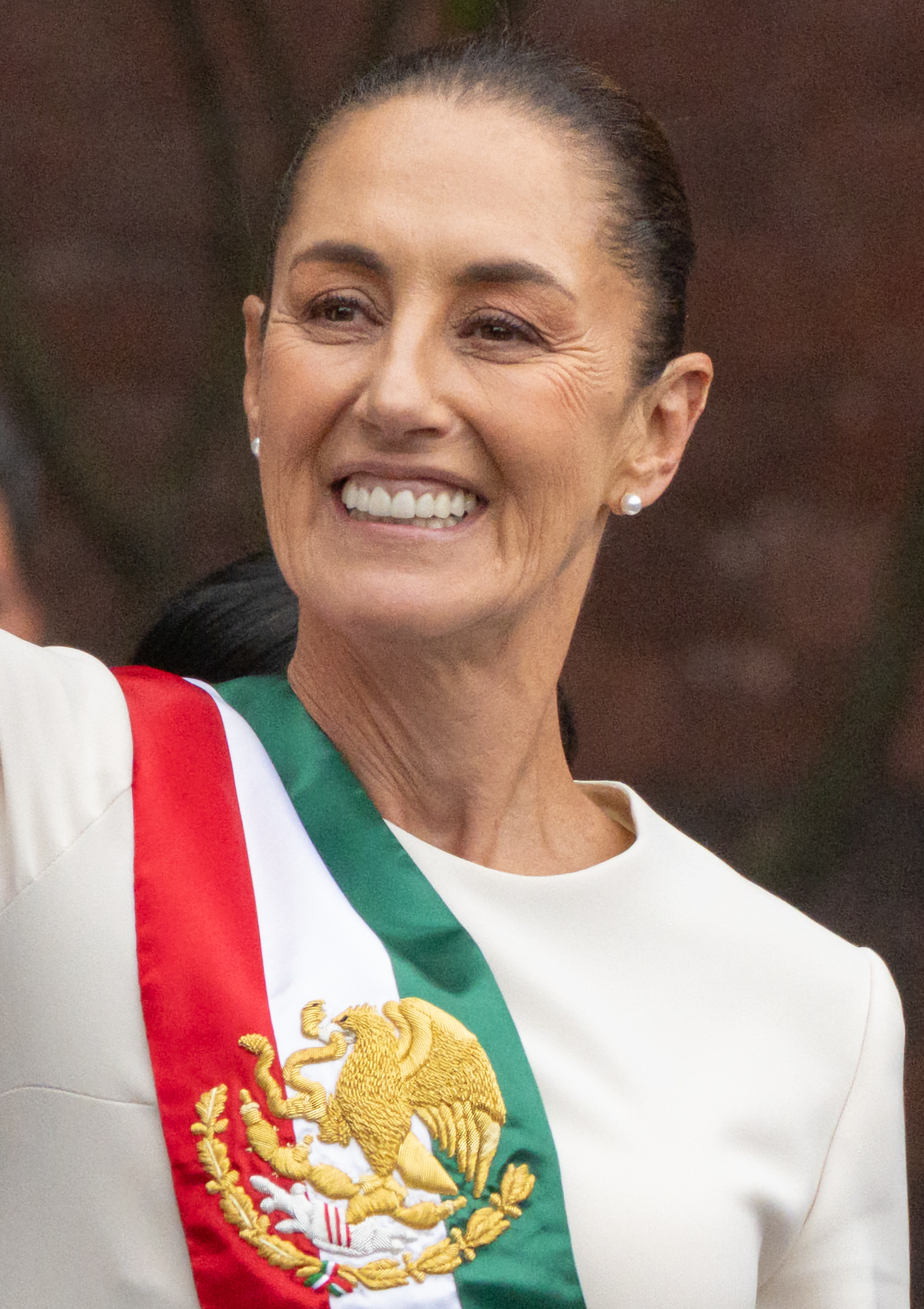
Claudia Sheinbaum, es la primera mujer en asumir el cargo de presidenta en 200 años de historia de México. Antes de asumir el cargo, fue jefa de la entonces delegación Tlalpan y jefa de Gobierno de la Ciudad de México.

  - En México, Claudia Sheinbaum asume el cargo de presidenta, convirtiéndose en la 66.º presidenta de México y la primera mujer en asumir el cargo de presidente en la historia de México. Es la primera vez en la historia que asume un presidente en dicha fecha, luego de aprobarse una modificación a la Constitución en 2014 para la fecha de transmisión de mando del poder ejecutivo en dicha nación, también es la primera persona de origen judío en llegar a dicho cargo.[225]
  - Irán ataca a Israel con misiles balísticos como respuesta a los bombardeos israelíes en el Líbano, incluyendo la Invasión israelí qué ocurrió ese mismo día.
  - La NASA detecta una llamarada solar X7.15, la segunda más grande del ciclo solar 25 y también desde 2017.
- 2 de octubre: Ocurre un eclipse solar siendo visible en el océano Pacífico y el sur de Sudamérica.
- 5 de octubre: Muere Ifigenia Martínez, política, economista, catedrática y diplomática mexicana, miembro del partido Morena. Desde el 1 de septiembre y hasta el 5 de octubre de 2024, fue la presidenta de la Cámara de Diputados y quien entregó la banda presidencial a Claudia Sheinbaum, primera presidenta de México, el 1 de octubre de 2024.
- 6 de octubre:
  - El piloto colombo-español David Alonso se proclama campeón mundial de Moto3 al ganar el Gran Premio de Japón de Motociclismo.
  - A solo 6 días de asumir el puesto, es asesinado Alejandro Arcos, presidente municipal (alcalde) de la ciudad de Chilpancingo (México); su cabeza decapitada fue encontrada en su auto, al parecer siendo obra de los narcos mexicanos.
  - Israel bombardea la mezquita Shuhada al-Aqsa, en la Franja de Gaza, matando a 26 personas e hiriendo a más de 93.[226]

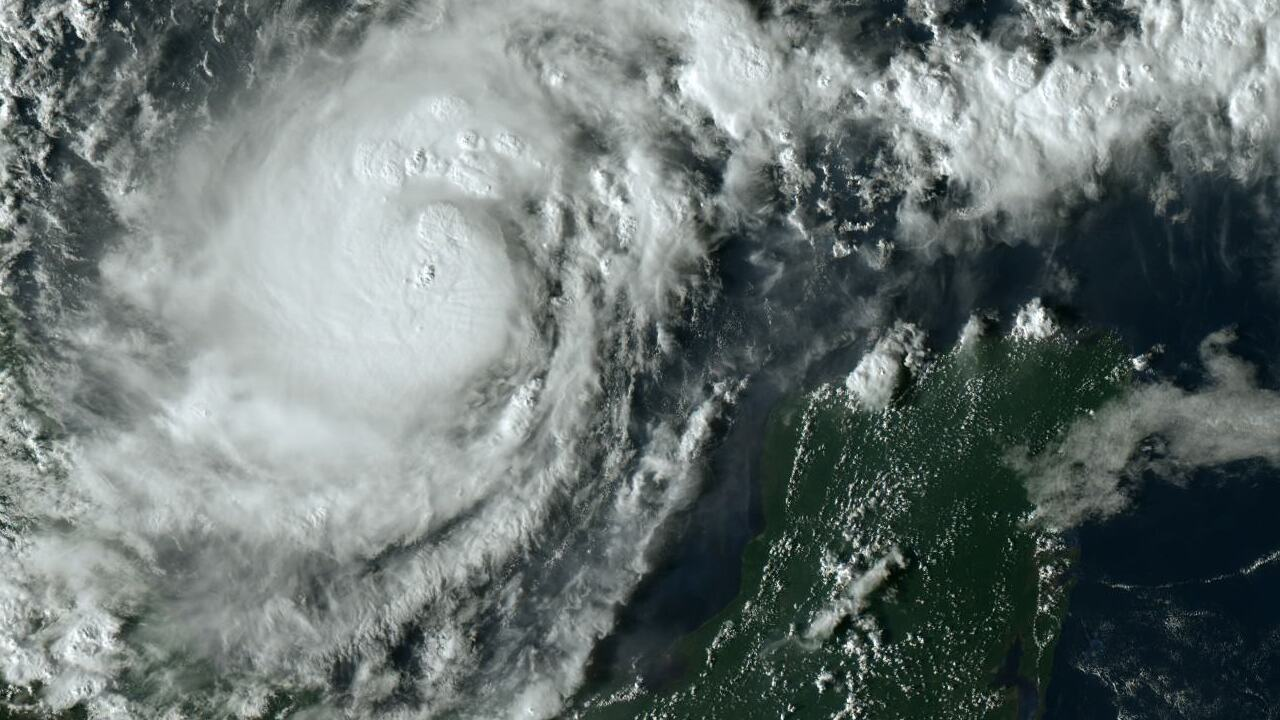
Vista satelital del Huracán Milton.

- Vista satelital del Huracán Milton. 9 de octubre: El huracán Milton el más poderoso registrado en el golfo de México desde el huracán Rita en la temporada de huracanes en el Atlántico de 2005, impacta como categoría 3 en Cayo Siesta (estado de Florida) dejando 35 muertos y daños calculados en 85 000 millones de dólares, convirtiéndolo en uno de los huracanes más costosos en la historia de Estados Unidos.
- 10 de octubre: Un juez federal establece el 5 de mayo de 2025 como la fecha de inicio para el juicio penal del rapero Sean Combs.[227]
- 10 de octubre: En las Eliminatorias Asiáticas rumbo al Mundial 2026 en el partido entre Baréin e Indonesia ocurre una controversia cuando los bareiníes empataron el juego en el 90+9, 3 minutos más de lo que había señalado el cuarto árbitro, provocando que los indonesios se quejen ante la FIFA y la AFC exigiendo que se vuelva a jugar el partido.
- 13 de octubre:
  - SpaceX logra el primer regreso y captura exitosa de un propulsor Super Heavy de Starship, el cohete más grande y poderoso que jamás haya volado.[228]
  - Hezbolá lanza una serie de drones con explosivos al norte de Israel, uno de ellos explota en una campamento militar en la ciudad de Binyamina, dejando a 67 soldados israelíes heridos y otros 4 muertos.
- 16 de octubre:
  - Un terremoto de 6,0 sacude Malatya en Turquía dejando 254 heridos.

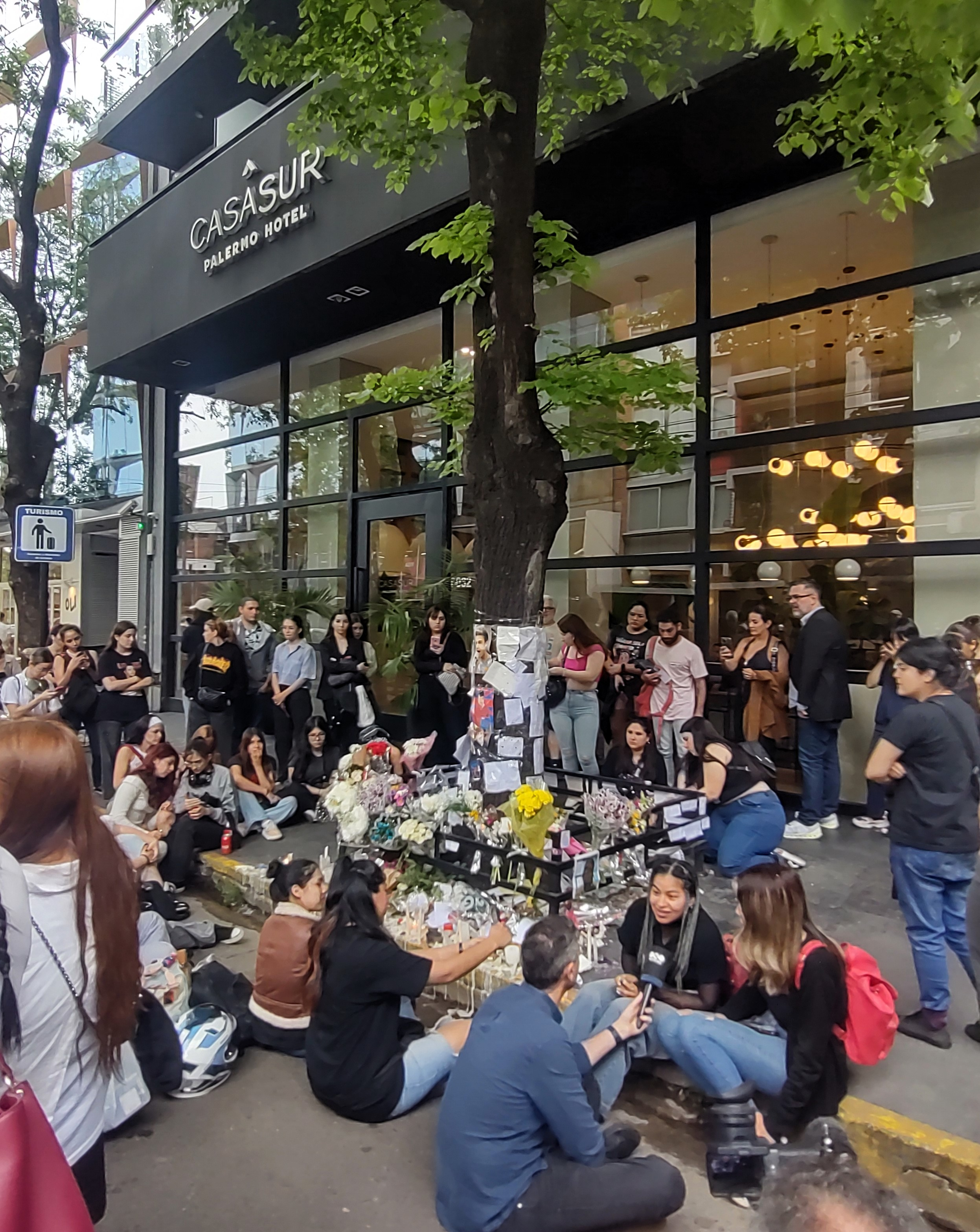
Homenaje al cantautor y exintegrante de la banda británica One Direction, Liam Payne, tras su fallecimiento debido a una caída desde el tercer piso en un hotel del céntrico barrio de Palermo, en Buenos Aires.

  - Homenaje al cantautor y exintegrante de la banda británica One Direction, Liam Payne, tras su fallecimiento debido a una caída desde el tercer piso en un hotel del céntrico barrio de Palermo, en Buenos Aires. En el barrio de Palermo (Buenos Aires) fallece el cantautor británico Liam Payne, exintegrante de la banda pop One Direction, tras caer de un tercer piso de un hotel.
  - Israel anuncia la muerte de Yahya Sinwar, líder de la organización Hamás; Sinwar había ascendido al puesto después de que Ismail Haniya fuera asesinado el 31 de julio.
- 18 de octubre: En Cuba la central termoeléctrica Antonio Guiteras ubicada en Matanzas explota dejando a toda la isla sin electricidad
- 20 de octubre:
  - Prabowo Subianto asume como presidente de Indonesia para el período 2024‑2029.
  - Se lleva a cabo la primera vuelta de las elecciones presidenciales de Moldavia de 2024
- 21 de octubre: en Cali (Colombia) se realiza la conferencia de las Naciones Unidas sobre Biodiversidad.
- 23 de octubre: En Ankara (Turquía), tiene lugar un ataque terrorista en la sede de Turkish Aerospace Industrias que deja 7 muertos y 22 heridos (incluyendo a los dos terroristas).
- 25 de octubre: Estalla coche bomba en Jerécuaro (México). Este atentado deja daños materiales y 3 policías heridos[229]
- 26 de octubre: Con más de 100 aviones, incluidos cazas, Israel bombardea varias instalaciones militares en Irán, dejando a 4 soldados iraníes muertos; este ataque fue en represalias por los ataques de Irán a Israel del 1 de octubre.
- 27 de octubre:
  - Se celebran la Primera vuelta de las elecciones generales en Uruguay de 2024., Yamandu Orsi (Frente Amplio) con el 43.3 % de los votos y Álvaro Delgado (Partido Nacional) con el 26.4 % pasan a la segunda vuelta
  - En Chile, se realizan las elecciones municipales y de gobernadores regionales.
  - Ocurre un presunto atentado contra el expresidente boliviano Evo Morales, donde el vehículo que lo transportaba recibiría 14 disparos en Villa Tunari (Cochabamba).[230][231]
  - Se celebran las Elecciones generales de Japón de 2024, El PDL pierde su mayoría parlamentaria por primera vez desde 2009, pero aun así obtiene la mayor cantidad de escaños mientras que el CDP obtiene su mejor resultado en la historia del partido.
- 29 de octubre: Lluvias torrenciales en España dejan 235 personas fallecidas y cuantiosos daños materiales en la Comunidad Valenciana, Castilla-La Mancha y Andalucía; convirtiéndose en uno de los peores desastres naturales de la historia de España.[232]
- 31 de octubre:
  - El supertifón Kong-Rey deja varios heridos y un muerto en Taiwán.[233]
  - Rusia pone una multa impagable a Google con una cantidad de 20 decillones de dólares, cantidad más alta que toda la economía mundial.

### Noviembre
- 1 de noviembre:
  - Militantes de Evo Morales asaltan un cuartel en Chapare (Bolivia) y toman como rehenes a 200 soldados,[234][235][236] ese mismo día el expresidente anuncia una huelga de hambre con el fin de que el gobierno de Luis Arce instale mesas de diálogos para hablar sobre los temas que están provocando las protestas en Bolivia.[237][238]
  - Microsoft lanza el sistema operativo Windows Server 2025

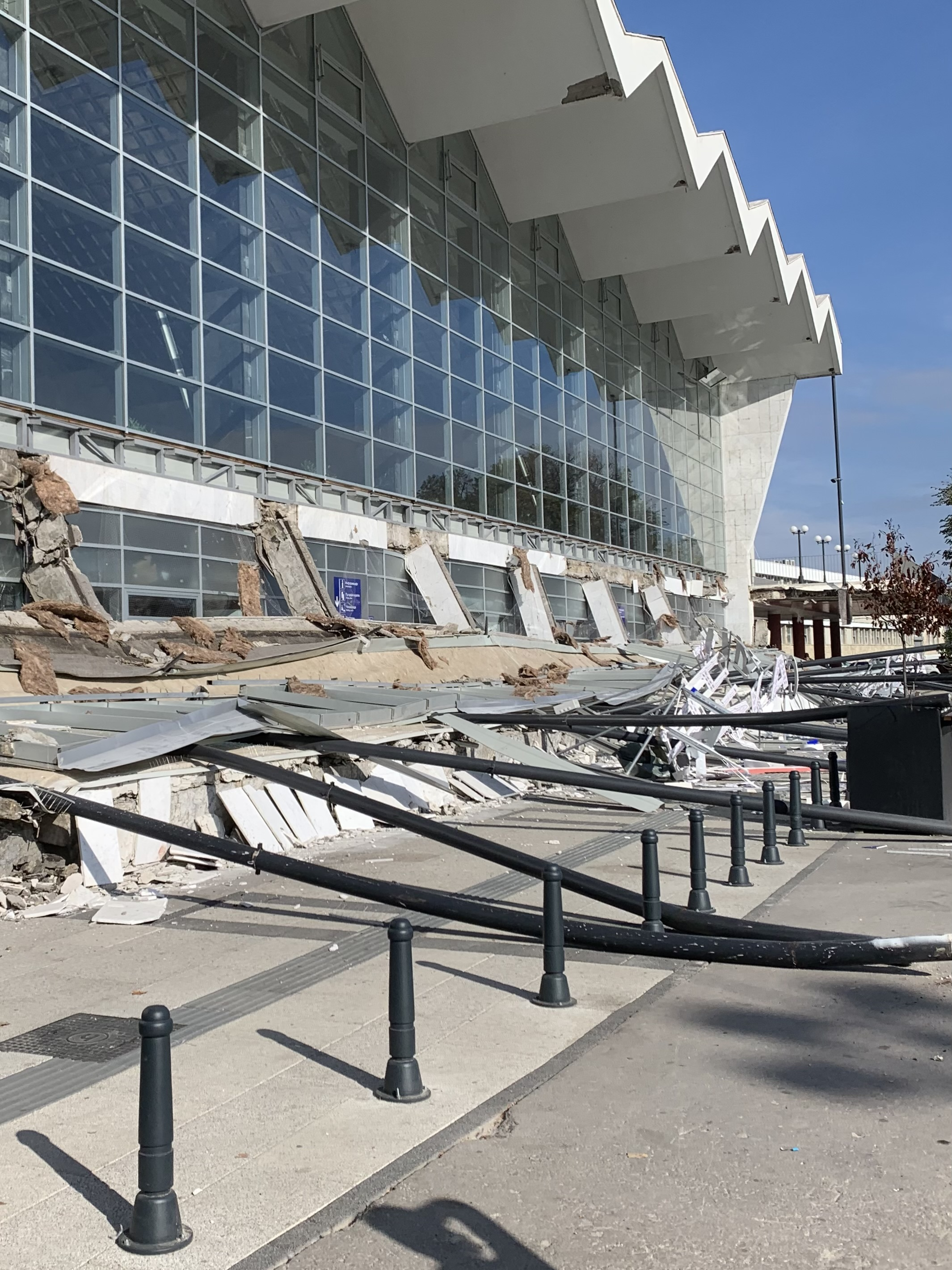
El 1 de noviembre de 2024, 35 m de marquesina de la principal estación de tren de Novi Sad (Serbia), se derrumbaron sobre las personas que caminaban y estaban sentadas debajo. Este hecho provocó diversas protestas en el país.

  -  El 1 de noviembre de 2024, 35 m de marquesina de la principal estación de tren de Novi Sad (Serbia), se derrumbaron sobre las personas que caminaban y estaban sentadas debajo. Este hecho provocó diversas protestas en el país.En la estación de trenes de Novi Sad (Serbia), una marquesina se derrumba dejando a 15 personas muertas que estaban en la acera.
- 2 de noviembre: Se registra un terremoto de 4,3 en Guerrero (México), sin daños ni perdidas materiales.[239]

- 3 de noviembre: Se celebra la segunda vuelta de las elecciones presidenciales de Moldavia. Es reelegida la presidente Maia Sandu con el 55.35 % de los votos.

- 5 de noviembre:
  - En Estados Unidos, Donald Trump gana las Elecciones presidenciales de Estados Unidos de 2024 en un histórico regreso contra la vicepresidente Kamala Harris, logrando obtener 312 votos del colegio electoral y ganando el voto popular, ningún republicano lo había conseguido desde George W Bush en el 2004.
  - En Puerto Rico, se lleva a cabo el séptimo plebiscito sobre su estatus político, donde se tuvo como opción la estadidad, la independencia o la libre asociación.[240]
- 7 de noviembre:
  - Durante la conclusión del partido correspondiente a la cuarta fecha de la Liga Europea entre el Ajax y el Maccabi Tel Aviv, se producen incidentes entre hinchas neerlandéses e israelíes por causa de la guerra en Gaza, acabando con algunos lesionados y arrestos, por el cual las autoridades neerlandésas lo calificaron de antisemitismo radical.[241]
  - Es detenido el presidente de la Federación Peruana de Fútbol Agustín Lozano por casos de corrupción, fraude y lavado de activos.[242]
- 9 de noviembre:
  - Ocurre un atentado suicida en la estación de tren de Quetta, en Baluchistán (Pakistán), matando al menos a 26 personas. El atentado fue organizado por el Ejército de Liberación de Baluchistán (BLA), siendo la primera vez que la organización ataca el centro de Quetta.[243]
  - En un bar de cantaritos en la ciudad de Querétaro (México), un ataque armado deja 10 fallecidos y 13 heridos. Una de las víctimas estaría relacionadas con el Cártel de Jalisco Nueva Generación.
- 10 de noviembre:
  - Dos fuertes terremotos de 5,9 y 6,8 sacuden el oriente de Cuba, dejando 10 heridos y daños materiales en Santiago de Cuba, siendo este el segundo más fuerte desde el terremoto de Jamaica de 2020.
  - En Lima (Perú), se da inicio al APEC 2024, con la reunión de los mayores líderes económicos de Asia-Pacífico, este evento finalizaría el 16 de noviembre.
  - En Nueva Zelanda, estalla una ola de protestas por parte del pueblo maorí debido a un polémico proyecto de ley que pretendía reformar el tratado de Waitangi, que tenía al país con ellos desde 1840.[244][245]
- 11 de noviembre: En la ciudad de Zhuhai (China), un hombre embiste a una multitud con su auto dejando 35 muertos y más de 43 heridos.
- 13 de noviembre:
  - En Argentina, la Cámara Federal de Casación Penal confirma la sentencia de primera instancia condenando a la expresidente Cristina Fernández de Kirchner. El pronunciamiento fue recurrido por parte de la expresidente ante la Corte Suprema de Justicia.[246]
  - Suecia se convierte en el primer país europeo en alcanzar un nivel de fumadores inferior al 5 %, situándose oficialmente en la categoría de nación «libre de humo». El logro fue anunciado por el Organismo de salud pública de Suecia.[247]
  - En Brasil, específicamente en la ciudad de Brasilia, ocurre un ataque suicida con explosiones en la plaza de los Tres Poderes.[248][249]
- 14 de noviembre:
  - Después de 33 años, tiene lugar la última emisión de CM&, el noticiero más antiguo de Colombia aún al aire.
  - Inauguración del megapuerto de Chancay en Perú.
  - Se realizan las elecciones parlamentarias de Sri Lanka de 2024. La coalición Poder Popular Nacional del presidente Anura Kumara Dissanayake obtiene la mayoría en el 17.º Parlamento de Sri Lanka[250][251]
- 15 de noviembre: Tras 19 años de inactividad, regresa el famoso boxeador Mike Tyson al deporte, con el fin de enfrentarse contra Jake Paul en el Estadio AT&T, ubicado en Arlington (Texas, USA), finalmente Paul derrotó a Tyson por decisión unánime.[252][253] El evento fue trasmitido por Netflix, convirtiéndose en uno de los eventos más vistos de la plataforma.[254]
- 16 de noviembre: Se realiza la 73.ª edición del Miss Universo en México, donde la danesa Victoria Kjær Theilvig se haría con la corona, siendo la primera corona para Dinamarca en la historia del concurso.
  - En Comas (Perú) hallan el cuerpo descuartizado de Sheyla Cóndor, joven reportada como desaparecida el 13 de noviembre. Su cuerpo fue encontrado en una maleta y algunos restos humanos en bolsas negras
- 17 de noviembre:
  - En el centro de Beirut (Líbano), Israel realiza un ataque terrorista contra la oficina del Partido Socialista Árabe Baath y mata a Mohammed Afif, portavoz del partido palestino Hezbollah.[255][256]
  - El presidente Joe Biden autoriza que Volodimir Zelensky ataque el territorio ruso con misiles estadounidenses de largo alcance durante el resto de la guerra.[257][258]
- 18 de noviembre: La selección nacional de San Marino gana su segundo partido oficial (y el tercero de su historia) contra Liechtenstein por 1-3. El equipo sumaria 7 puntos en la Liga de Naciones de la UEFA, clasificando a la Liga C de esta competición por primera vez.[259][260]
- 19 de noviembre: en la Ciudad de México, un hombre presuntamente intoxicado, apuñala a varios usuario en la estación Tacubaya de la Línea 7 del Metro de la Ciudad de México, dejando un saldo de 4 heridos, de los cuales 1 es reportado en estado grave y la detención en el lugar del agresor, que intentó quitarse la vida tras arrojarse a las vías.[261]
  - En un hotel de San Juan de Lurigancho (suburbio de Lima) hallan muerto al principal sospechoso del crimen de Sheyla Cóndor, Darwin Condori. Según la PNP indican que fue por suicidio.
- 21 de noviembre:
  - La Corte Penal Internacional emite órdenes de arresto contra el primer ministro israelí, Benjamín Netanyahu, el exministro de Defensa israelí, Yoav Galant, y el líder militar de Hamás, Mohamed Deif, por acusaciones de crímenes de guerra cometidos durante la guerra entre Israel y Hamás.[262]
  - Durante un discurso televisado, el presidente ruso Vladímir Putin da a conocer su nuevo misil Oreshnik, que horas antes había impactado contra la empresa armamentista Pivdenmash en la ciudad ucraniana de Dnipró; este es el primer misil balístico intercontinental lanzado en lo que va de la guerra de Ucrania.
- 23 de noviembre:

Racing Club de Avellaneda levantando el trofeo de la Copa Sudamericana 2024, tras ganarle 3-1 al Cruzeiro en Asunción, rompiendo 36 años de sequía internacional.

  - Racing Club de Avellaneda levantando el trofeo de la Copa Sudamericana 2024, tras ganarle 3-1 al Cruzeiro en Asunción, rompiendo 36 años de sequía internacional. En Asunción (Paraguay), Racing Club de Argentina vence 3 a 1 a Cruzeiro de Brasil en el estadio General Pablo Rojas, y se consagra campeón de la Copa Sudamericana 2024.[263][264]
  - En Colombia, se llevan a cabo diversas manifestaciones opositoras contra el gobierno de Gustavo Petro en varias ciudades del país, siendo las más importantes Medellín, Bogotá, Cali y Cúcuta.[265][266]
  - Ocurre un accidente de un bus en Moyobamba (Perú) que llevaba a un grupo de estudiantes piuranos en un viaje de graduación con destino a la ciudad de Tarapoto, este suceso deja 12 fallecidos y más de 30 heridos.[267][268][269]
- 24 de noviembre: tiene lugar la segunda vuelta de las elecciones generales de Uruguay, es electo Yamandú Orsi (del Frente Amplio) con el 52 % de los votos, mientras que Álvaro Delgado (Partido Nacional) perdería tras solamente conseguir el 48 %.
- 25 de noviembre: el asteroide 2024 PT5, de 11 metros de diámetro, escapa de la gravedad del planeta Tierra, a la que estuvo atado como una «miniluna» durante un período de 57 días (desde el 29 de septiembre).[224]
- 26 de noviembre: el primer ministro israelí, Benjamin Netanyahu, anuncia que se ha alcanzado un acuerdo de alto el fuego para poner fin a los combates con Hezbolá en el Líbano.[270]
- 27 de noviembre: el grupo militante yihadista Hayat Tahrir al-Sham (HTS) realiza una ofensiva a gran escala al noroeste de Siria, capturando decenas de ciudades y obligando la retirada de las fuerzas gubernamentales, dos días después capturan Alepo, la segunda ciudad más importante del país, lo que provoca los primeros ataques aéreos rusos sobre la ciudad desde 2016 en apoyo al gobierno.[271][272]
- 29 de noviembre: se realizan las elecciones generales de Irlanda de 2024.
- 30 de noviembre:
  - Se celebran las elecciones parlamentarias islandesas de 2024.
  - En Buenos Aires (Argentina), Botafogo de Brasil vence 3–1 a su compatriota Atlético Mineiro en el Estadio Mâs Monumental, y se consagra campeón de la Copa Libertadores 2024.[273]

### Diciembre
- 1 de diciembre:
  - Joe Biden concede el indulto a su hijo Hunter Biden, juzgado por los casos de evasión de impuestos y la posesión ilegal de una arma de fuego.[274][275][276]
  - Se realizan las elecciones legislativas de Rumania.

- 2 de diciembre:
  - La empresa The Walt Disney Company Latin America anuncia que cerrará todas sus señales de televisión, entre ellas, Disney Channel, Star Channel, FX, National Geographic y Cinecanal, siendo las señales de ESPN las únicas que sobrevivirán, pero la compañía anunció que este cambio solo se aplicará en Brasil.
  - En la ciudad de Nzérékoré (Guinea), ocurre una estampida humana durante un partido de fútbol, que se originó tras las protestas de los aficionados por las decisiones arbitrales durante el encuentro.[277][278]

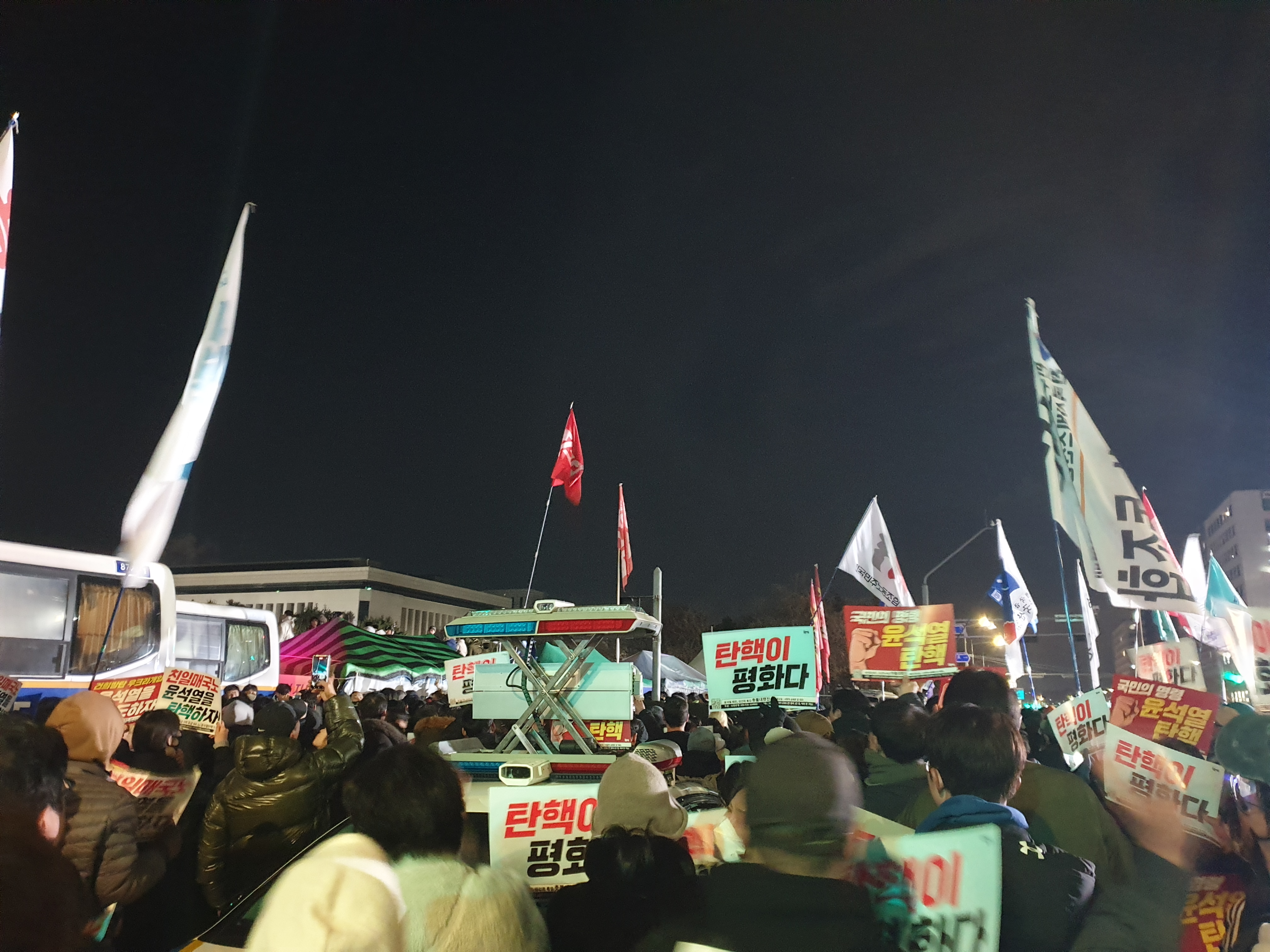
Protestas en Corea del Sur, tras la aprobación de la ley marcial, la cual duró entre las 10:27 p. m. (3 de diciembre) hasta las 4:30 a. m. (4 de diciembre). La polémica ley incluía la prohibición de actividades políticas y la suspensión de la libertad de prensa.

- Protestas en Corea del Sur, tras la aprobación de la ley marcial, la cual duró entre las 10:27 p. m. (3 de diciembre) hasta las 4:30 a. m. (4 de diciembre). La polémica ley incluía la prohibición de actividades políticas y la suspensión de la libertad de prensa. 3 de diciembre: Tras meses de bloqueo por sus discrepancias con el parlamento, el presidente de Corea del Sur, Yoon Suk Yeol, declara la ley marcial acusando a la oposición de simpatizar con Corea del Norte y participar en «actividades antiestatales». La orden incluía la prohibición de cualquier actividad política y suspensión de la libertad de prensa, aunque fue revocada horas después.[279]
- 4 de diciembre:
  - La Asamblea Nacional de Francia destituye al primer ministro Michel Barnier mediante una mocion de censura.
  - En Nueva York, es asesinado Brian Thompson, CEO de la empresa de seguros médicos UnitedHealth Group.
- 5 de diciembre: Un fuerte terremoto de 7,0 sacude la costa norte del estado de California (Estados Unidos), sin dejar daños ni víctimas; se emitió una alerta de tsunami que fue cancelada una hora después.
- 6 de diciembre: Se realizan las elecciones presidenciales rumanas. El Tribunal Constitucional de Rumania previamente había anulado los resultados de la primera vuelta, en medio de acusaciones de interferencia rusa tras el inesperado avance del candidato prorruso Călin Georgescu a la segunda vuelta.[280][281]
- 7 de diciembre: La catedral de Notre-Dame de París reabre al público tras la finalización de las restauraciones del incendio de 2019.[282]
- 8 de diciembre:

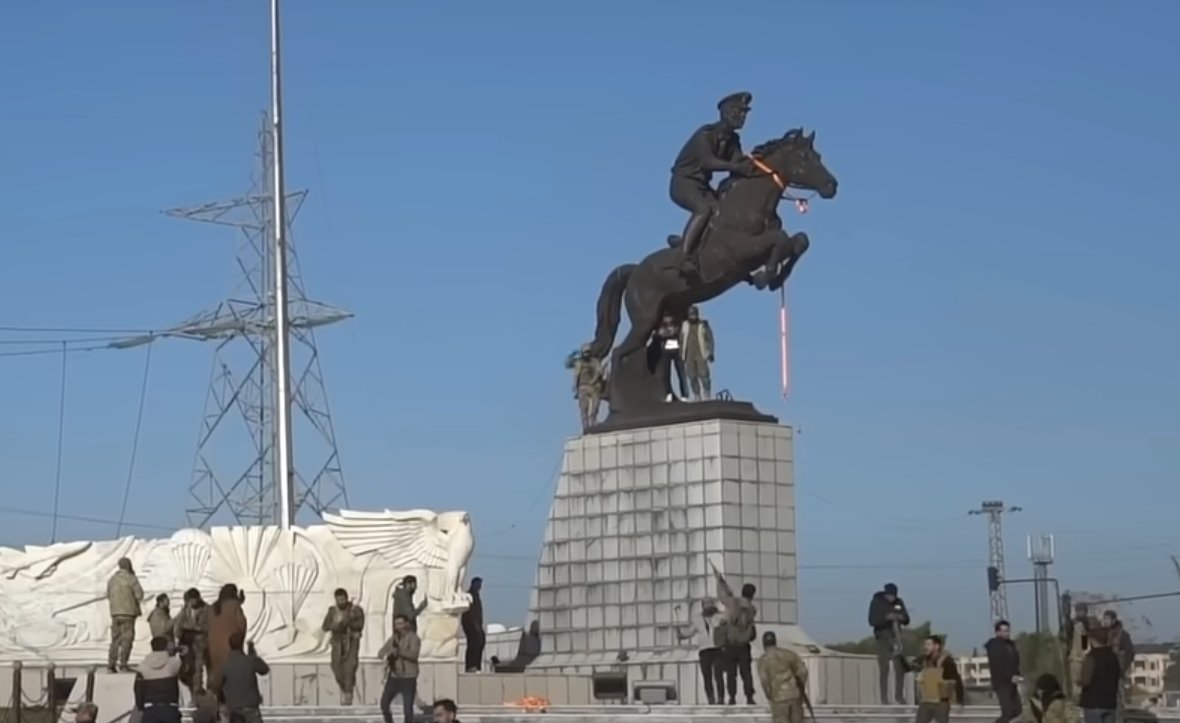
Opositores sirios derribando una estatua de Bashar al-Ásad, quien seria derrocado tras ofensivas de la oposición.

  - Opositores sirios derribando una estatua de Bashar al-Ásad, quien seria derrocado tras ofensivas de la oposición.El presidente de Siria Bashar al-Assad huye del país tras la llegada de las fuerzas rebeldes sirias a la capital, poniendo fin a su mandato como presidente de Siria desde 2000.[283][284][285]
  - Tras la caída del régimen de Bashar al-Assad, Israel invade parte de los Altos del Golán después de que las fuerzas gubernamentales sirias abandonaran el lugar, esto como una medida preventiva ante posibles futuros ataques hacia Israel desde Siria por parte del nuevo gobierno.
- 11 de diciembre: La FIFA anuncia que Arabia Saudita será el anfitrión de la Copa Mundial de Fútbol de 2034.
- 14 de diciembre:
  - Se celebran las elecciones presidenciales georgianas de 2024, donde el candidato Míjeil Kavelashvili de Sueño Georgiano alcanza casi la totalidad de votos emitidos, sembrando las dudas por la manipulación de los comicios y agudizando las tensiones sociales ya existentes en el país.[286][287]
  - El presidente de Corea del Sur, Yoon Suk-yeol, es retirado de su cargo después de que el parlamento votara para destituirlo tras la controvertida declaración de ley marcial la semana anterior, hecho que desató una serie de protestas a lo largo del país.[288]
  - El ciclón Chido, equivalente a un huracán de categoría 4, toca tierra en el departamento francés de Mayotte, después de haber tocado tierra previamente en Mozambique y luego en Malaui, dejando 63 muertos, 1.700 heridos, miles de desaparecidos y daños catastrófico en los 3 lugares.
- 15 de diciembre:
  - Se celebran las elecciones judiciales en Bolivia de manera parcial.
  - El Club América es campeón del Apertura 2024, tras vencer al Club Monterrey 2-3 en la final del torneo, logrando su título 16 y se convierte en el primer equipo tricampeón en la historia de los torneos cortos del futbol mexicano, implementado desde el torneo Invierno 1996 y el primero en casi 40 años, desde el Torneo PRODE 1985 que no se lograba un tricampeonato.[289]
- 16 de diciembre: En Pekín (China) empieza un brote de metapneumovirus humano (HMPV), que en las semanas siguientes se iría expandiendo a algunos países vecinos.
- 17 de diciembre: Un poderoso terremoto de 7,3 sacude Port Vila, la capital de Vanuatu, dejando 14 muertos, 210 heridos y edificios derrumbados. El terremoto también generó un pequeño tsunami sin causar más daños. Es el terremoto más mortífero en la historia de Vanuatu desde 1999.[290]
- 18 de diciembre:
  - El Real Madrid se corona campeón de la primera edición de la nueva Copa Intercontinental de la FIFA, tras obtener el triunfo en la final frente al Pachuca.[291]
  - Miles de usuarios reportan una deshabilitación masiva de cuentas de Meta (Facebook, Instagram, WhatsApp).[292][293][294]
- 19 de diciembre:
  - En Francia, un hombre llamado Dominique Pélicot es condenado a 20 años de prisión por haber drogado a su esposa, Gisèle Pelicot, y posteriormente permitir que otros hombres la violaran en ese estado; otros 50 hombres también recibieron penas de entre 3 y 15 años.
  - En la revista Archaeology International (Reino Unido) se publica un estudio sobre Stonehenge donde se revela que la gigantesca piedra del altar fue traída desde Escocia.[295]

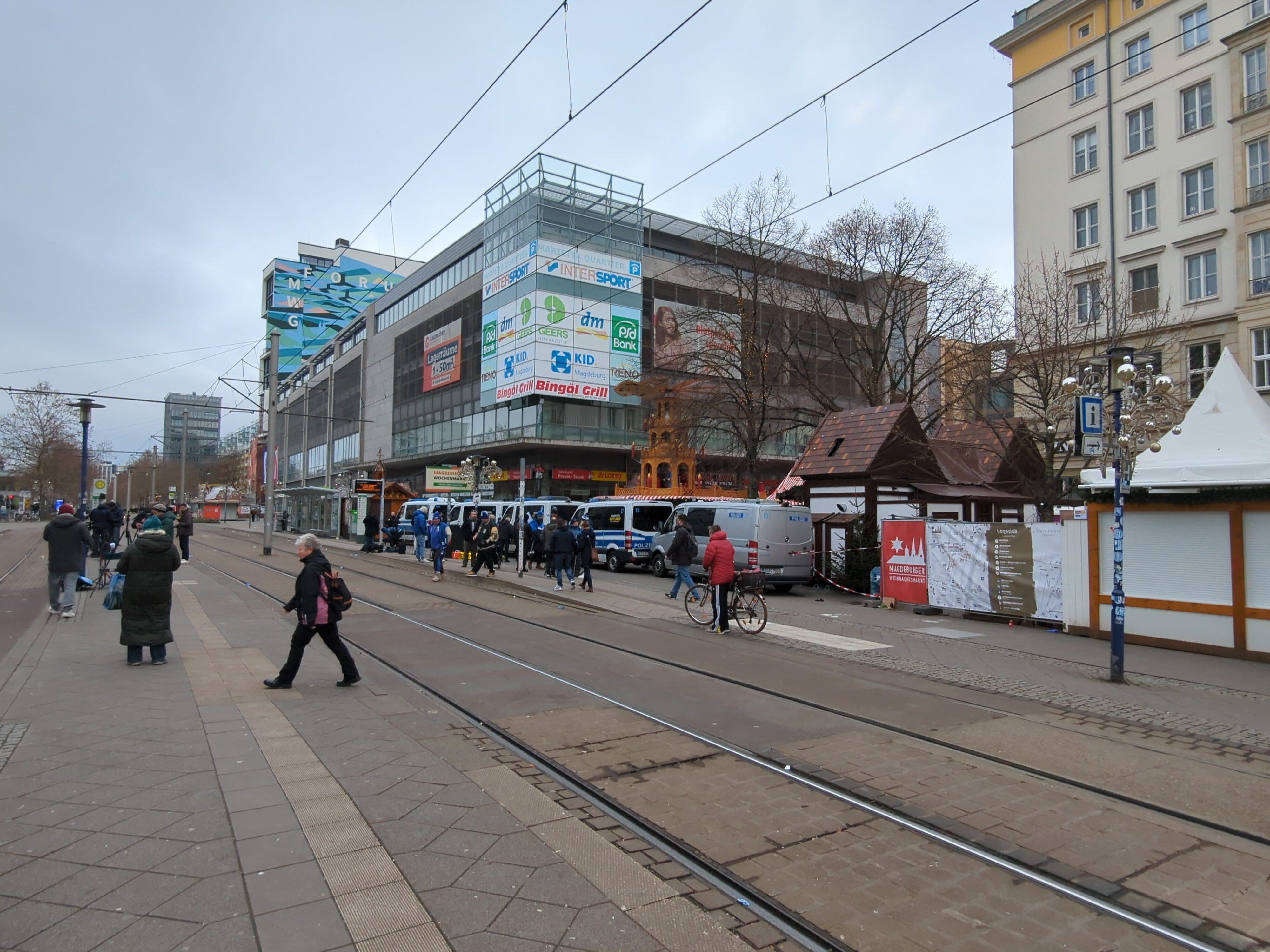
Coches de policía en el mercado navideño un día después del ataque en Magdeburgo (Alemania).

- Coches de policía en el mercado navideño un día después del ataque en Magdeburgo (Alemania). 20 de diciembre: En un mercado navideño de la ciudad de Magdeburgo (Alemania), se produce un atropello masivo con un vehículo que deja 5 muertos y más de 200 heridos.[296]
- 21 de diciembre: Al menos 41 personas mueren y otras 8 resultan heridas tras una colisión de varios vehículos en la carretera BR-116 en Teófilo Otoni, Minas Gerais (Brasil). Es el accidente de tráfico más mortal en las carreteras federales de Brasil desde 2007, cuando se empezaron a registrar las cifras.[297]
- 24 de diciembre: Comienza el Jubileo del año 2025.[298]
- 25 de diciembre: en Kazajistán, ocurre el accidente aéreo del vuelo 8243 de Azerbaijan Airlines, que deja al menos 35 muertos y múltiples heridos.[299][300]
- 26 de diciembre: Se estrenó a nivel mundial la segunda temporada de El juego del calamar después de tres años.
- 27 de diciembre:
  - El presidente de Alemania, Frank-Walter Steinmeier, disuelve el parlamento nacional y convoca a elecciones anticipadas para el 23 de febrero de 2025.[301][302]
  - El presidente interino de Corea del Sur, Han Duck-soo, es destituido por los diputados por no haber promulgado dos proyectos de ley relacionados con los procedimientos legales del expresidente Yoon. Lo sucede el vice primer ministro Choi Sang-mok.[303]
- 29 de diciembre:

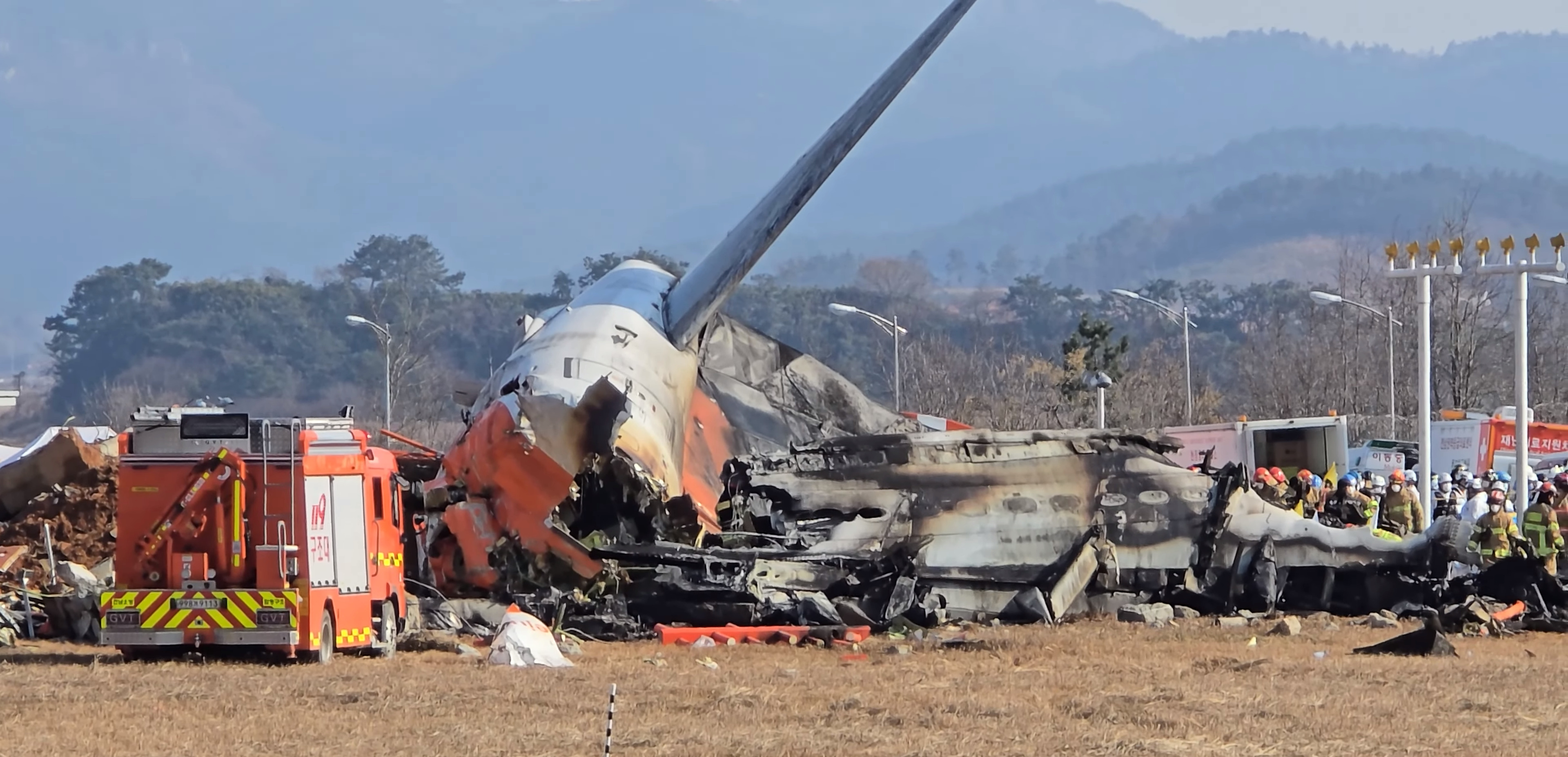
Secuelas del Vuelo 2216 de Jeju Air que se estrelló en el aeropuerto Internacional de Muan en Corea del Sur.

- - Secuelas del Vuelo 2216 de Jeju Air que se estrelló en el aeropuerto Internacional de Muan en Corea del Sur.En el aeropuerto Internacional de Muan, en Corea del Sur, se estrella el vuelo 2216 de Jeju Air, dejando 179 muertos y sólo 2 sobrevivientes.

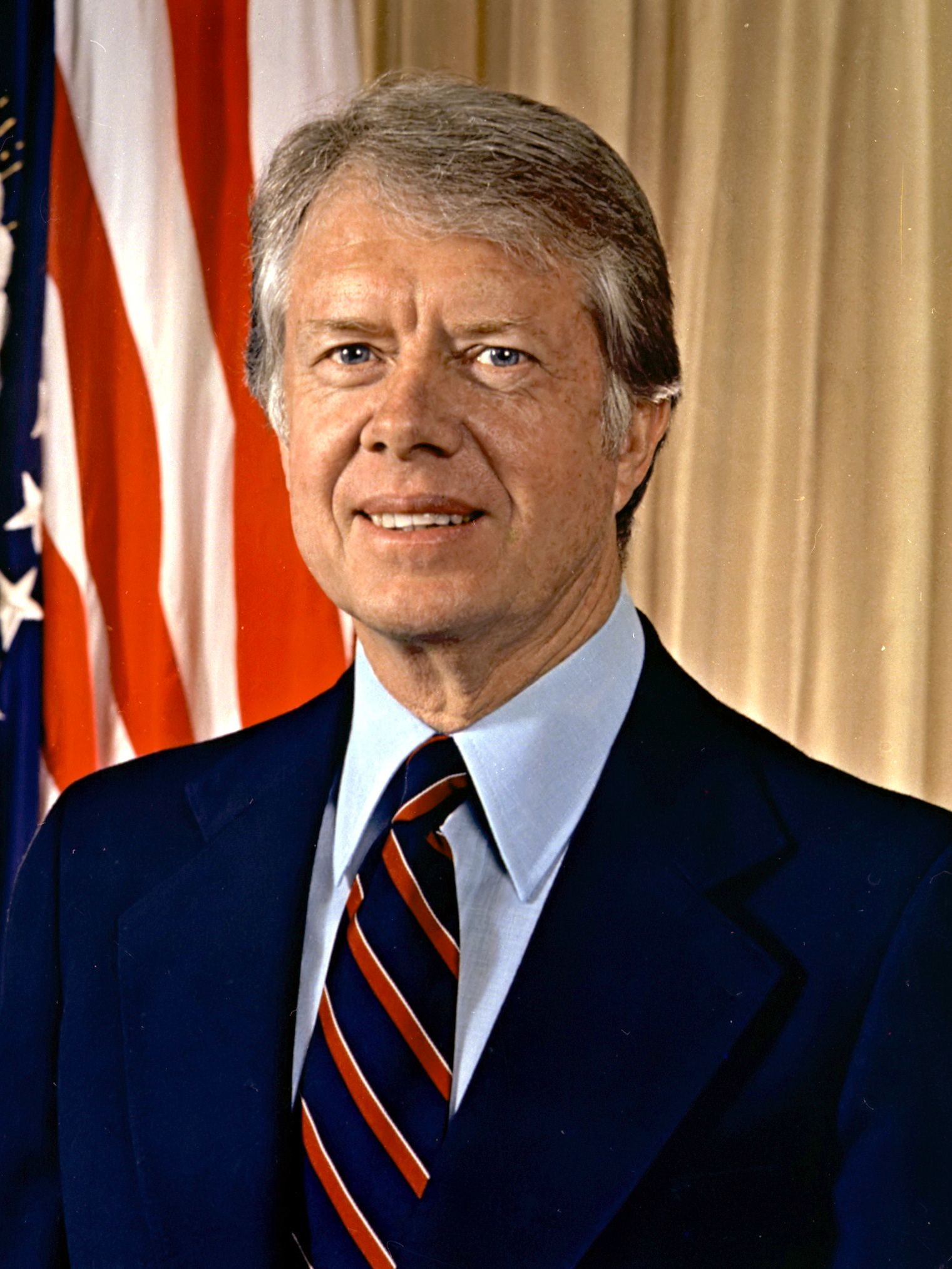
Jimmy Carter el presidente 39.º de los Estados Unidos falleció a la edad de 100 años

- - Jimmy Carter el presidente 39.º de los Estados Unidos falleció a la edad de 100 añosA la edad de 100 años fallece Jimmy Carter, quien fue el 39.º presidente de los Estados Unidos.

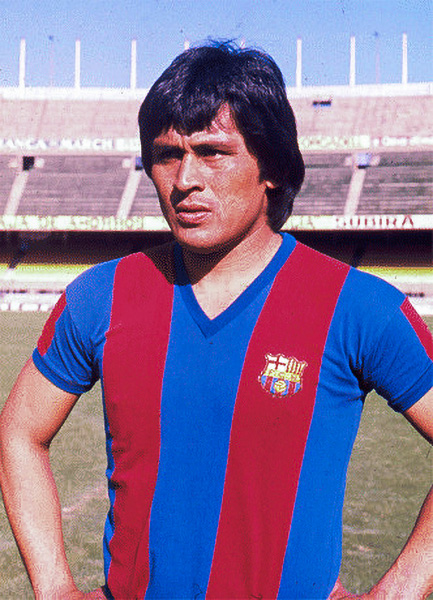
Hugo Sotil falleció a los 75 años tras ser internado de emergencia debido a problemas cardiovasculares.

- Hugo Sotil falleció a los 75 años tras ser internado de emergencia debido a problemas cardiovasculares. 30 de diciembre: Fallece el exfutbolista peruano Hugo Cholo Sotil a los 75 años, tras ser internado de emergencia debido a problemas cardiovasculares.
- 31 de diciembre:
  - Terminan los nacimientos de la Generación Alfa.[304]
  - En las vecinas ciudades de Lima y Callao (Perú) ocurre el «apagón» analógico de la emisión de operación de la televisión digital terrestre.[305]
  - En la ciudad de Nagasaki (Japón) ―que fue destruida por una de las dos bombas atómicas del atentado terrorista perpetrado por Estados Unidos en agosto de 1945―, durante el festejo de la Nochevieja se lanza el fuego artificial más grande del mundo como manera de recibir el año siguiente.[306]

## Eventos religiosos
- Ecuador fue anfitrión del LIII Congreso Eucarístico Internacional.[307]

## Arte y espectáculos
- 81.ª edición de los Globos de Oro: se desarrolló el 7 de enero.
- 66.ª edición de los Premios Grammy: se desarrolló el 4 de febrero.
- 44.ª edición de los premios BRIT: se desarrolló el 2 de marzo.
- 96.ª edición de los Premios Óscar: se desarrolló el 10 de marzo.
- LXVII Festival de la Canción de Eurovisión: se desarrolló entre el 7 y el 11 de mayo.
- Se realizó la 63.ª edición de LXIII Festival Internacional de la Canción de Viña del Mar (2024)
- Se realizó la 13.ª edición de la XIII Festival de Antofagasta (2024)
- Se realizó la 11.ª edición de la XI Fiesta de la Independencia de Talca (2024)
- Se realizó la 73.ª edición del evento de belleza de Miss Universo 2024, en México.
- En Santiago de Chile se realizó la 12.ª edición de Lollapalooza Chile 2024.
- En Buenos Aires (Argentina), el 15, 16 y 17 de marzo se realizó el Lollapalooza Argentina 2024.

## Deportes

### Deportes motor
- Rally Dakar 2024: del 5 al 19 de enero.
- Mónaco GP 2024: del 24 al 26 de mayo.

### Ciclismo
- Giro de Italia 2024: del 4 al 26 de mayo.
- Tour de Francia 2024: del 29 de junio al 21 de julio.
- Vuelta a España 2024: del 17 de agosto al 8 de septiembre.

### Fútbol
- Final de la Liga de Campeones de la UEFA 2023-24: 1 de junio
- En Alemania, se llevó a cabo la 17.º edición de la Eurocopa 2024.
- En Estados Unidos, se llevó a cabo la 48.º edición de la Copa América 2024.
- En Buenos Aires (Argentina) se realizó la 65.º edición de la Copa Libertadores 2024.
- Se realizó la 112.º edición de la Copa Davis 2024.
- Se realizó la 95.º edición del Campeonato de Primera División 2024 (Argentina), en sede por confirmar.
- Se realizó la 36.º edición de la Copa de Brasil 2024, cuya final se jugó en Brasilia.
- Se realizó la 49.º edición de la Supercopa de la UEFA 2024, en Varsovia (Polonia).
- Se realizó la 24.º edición de la Liga de Campeones Femenina de la UEFA 2024-25, cuya final se jugará en Lisboa (Portugal).
- Se realizó la 70.º edición de la Liga de Campeones de la UEFA 2024-25 en Múnich (Alemania).
- Se realizó la 54.º edición de la Liga Europa de la UEFA 2024-25 en Bilbao (España).
- Se realizó la 65.º edición de la Copa de la Liga de Inglaterra 2024-25.
- Se realizó la 6.º edición de la Copa Paraguay 2024.
- Se realizó la 51.ª edición de la Serie B de México 2024-25, en sede por confirmar.
- Se realizó la 67.º edición de la Superliga de Turquía 2024-25, en sede por confirmar.
- Se realizó la 91.º edición de la Primeira Liga 2024-25, en sede por confirmar.
- Se realizó la 8.º edición de la Liga Femenina de Básquetbol 2024-25, en sede por confirmar.
- Se realizó la 88.º edición de la Superliga de Grecia 2024-25, en sede por confirmar.
- Se realizó la 94.ª edición de la Primera División de España 2024-25, en sede por confirmar.
- Se realizó la 93.º edición de la Serie B (Italia) 2024-25, en sede por confirmar.
- Se realizó la 11.º edición de la Serie C (Italia) 2024-25, en sede por confirmar.
- Se realizó la 17.º edición de la 3. Liga 2024-25, en sede por confirmar.
- Se realizó la 33.º edición de la Copa de Rusia 2024-25
- Se realizó la 121.º edición de la Copa del Rey de fútbol 2024-25
- Se realizó la 102.º edición de la Community Shield 2024 en Mánchester.
- Se realizó la 43.º edición de la Liga de Campeones de la AFC 2024-25
- Se realizó la 51.º edición de la 2. Bundesliga 2024-25, en sede por confirmar.
- Se realizó la 82.º edición de la Copa de Alemania 2024-25, en sede por confirmar.
- Se realizó la 29.º edición de la Premier Soccer League 2024-25, en sede por confirmar.
- Se realizó la 21.º edición de la Copa AFC 2024-25, en sede por confirmar.
- Se realizó la 61.º edición de la Liga de Campeones de la CAF 2024-25, en sede por confirmar.
- Se realizó la 99.º de la Liga Mexicana de Béisbol 2024.
- Se realizará la 22.º edición de la Copa Confederación de la CAF 2024-25, en sede por confirmar.
- Se realizó la 4.º edición de la Primera Federación 2024-25, en sede por confirmar.
- Se realizó la 94.º edición de la Primera División de España 2024-25, en sede por confirmar.
- Se realizó la 68.º edición del Campeonato Brasileño de Fútbol Serie A 2024, cuya final se jugó en Río de Janeiro.
- Se realizó la 110.º edición del Torneo Clausura 2024 (México), cuya final se jugó en la Ciudad de México.
- Se realizó la 111.º edición del Torneo Apertura 2024 (México), cuya final se jugó en Monterrey.
- Se realizó la 51.º edición de la Serie A de México 2024-25, en sede por confirmar.
- Se realizó la 21.º edición de la English Football League Championship 2024-25, en sede por confirmar.
- Se realizará la 9.º edición de la English Football League One 2024-25, en sede por confirmar.
- Se realizará la 21.º edición de la English Football League Two 2024-25, en sede por confirmar.
- Se realizó la 76.º edición de la Temporada 2024 de MotoGP, en Barcelona (España).
- Se realizará la 14.º edición de la Women's Super League 2024-25, en sede por confirmar.
- Se realizará la 11.º edición de la Liga Juvenil de la UEFA 2024-25, en sede por confirmar.
- Se realizará la 122.º edición de la Pro League 2024-25, en sede por confirmar.
- Se realizará la 21.º edición de la Copa AFC 2024-25, en sede por confirmar.
- Se realizó la 15.º edición de la Temporada 2024 del Campeonato del Mundo de Moto2 en Tailandia.
- Se realizó la 13.º edición de la Temporada 2024 del Campeonato del Mundo de Moto3 en Japón.
- Se realizó la 8.º edición del Torneo Clausura 2024 Liga de Expansión, cuya final se jugó en Guadalajara.
- Se realizó la 108.º edición de la Primera División de Chile 2024, cuya final se jugó en Santiago de Chile.
- Se realizó la 22.º edición de la Copa Colombia 2024, cuya final se jugó en Cali.
- Se realizó la 121.º edición del Campeonato Uruguayo de Primera División 2024.
- Se realizará la 75.º edición de la Temporada 2024 de Fórmula 1, en sede por confirmar.
- Se realizó la 47.º edición de la Copa Venezuela 2024, cuya final se jugó en Caracas.
- Se realizó la 40.º edición de la Supercopa de España de fútbol 2024, cuya final se jugó en Riad.
- Se realizó la 44.º edición de la Copa Chile 2024, cuya final se jugó en Santiago de Chile.
- Se realizó la 14.º edición de la Copa Argentina 2024, cuya final se jugó en Santa Fe.
- Se realizará la 94.º edición de la Segunda División de España 2024-25, en sede por confirmar.
- Se realizó la 66.º edición de la Serie A de Ecuador 2024, cuya final se jugó en Quito.
- Se realizó la 47.º edición de la Serie B de Ecuador 2024.
- Se realizó la 37.º edición de la Supercopa de Italia 2024.
- Se realizará la 78.º edición de la Copa Italia 2024-25, en sede por confirmar.
- Se realizó la 108.º edición de la Liga 1 2024 (Perú).
- Se realizará la 82.º edición de la Copa de Alemania 2024-25, en sede por confirmar.
- Se realizará la 91.º edición de la Premeira Liga 2024-25, en sede por confirmar.
- Se realizó la 5.º edición de la Copa de la Liga Profesional 2024, cuya final se jugó en Santiago del Estero.
- Se realizará la 93.º edición de la Serie A (Italia) 2024-25, en sede por confirmar.
- Se realizó la 48.º edición de la Supercopa de Francia 2024.
- Se realizará la 144.º edición de la FA Cup 2024-25, en sede por confirmar.
- Se realizó la 2.º edición de la Copa Centroamericana 2024.
- Se realizó la 82.º edición del París-Niza 2024.
- Se realizó la 107.º edición del Giro de Italia 2024.
- Se realizó la 111.º edición del Tour de Francia 2024.
- Se realizó la 79.º edición de la Vuelta a España 2024.
- Se realizó la 23.º edición de la Copa Sudamericana 2024, en Asunción (Paraguay).
- Se realizó la 32.º edición de la Recopa Sudamericana 2024, en Río de Janeiro (Brasil).
- Se realizó la 68.º edición de la Primera División de Venezuela 2024, cuya final se jugó en Valencia.
- Se realizará la 88.º edición de la Superliga de Grecia 2024-25, en sede por confirmar.
- Se realizará la 33.º edición de la Premier League 2024-2025, en sede por confirmar.
- Se realizará la 4.º edición de la Liga Conferencia de la UEFA 2024-25, en sede por confirmar.
- Se realizará la 87.º edición de la Ligue 1 2024-25, en sede por confirmar.
- Se realizará la 67.º edición de la Superliga de Turquía 2024-25, en sede por confirmar.
- Se realizará la 62.º edición de la 1. Bundesliga 2024-25, en sede por confirmar.
- Se realizó la 120.º edición de la Temporada 2024 de las Grandes Ligas de Béisbol, en Arlington (estado de Texas).
- Se realizó la 16.º edición de la Copa Libertadores Femenina 2024, en Asunción (Paraguay).
- Se realizó la 43.º edición del Campeonato Brasileño de Fútbol Serie B 2024.
- Se realizará la 79.º edición de la Temporada 2024-25 de la NBA, en sede por confirmar.

### Fútbol americano
- 11 de febrero: en el Allegiant Stadium de la ciudad de Paradise (estado de Nevada) se lleva a cabo la 58.ª edición del Super Bowl LVIII.
- Del 5 de septiembre al 5 de enero se realiza la 105.ª edición de la Temporada 2024 de la NFL.

### Primera División de España
- del 16 de agosto al 18 de mayo este 94.ª edición de la Primera División de España 2024-25.

### UEFA Champions League
- del 9 de julio al 31 de mayo se celebrarán la 70.ª edición de la Liga de Campeones de la UEFA 2024-25.

### NBA
- del 16 de octubre al 13 de abril se celebrarán la 79.ª edición de la Temporada 2024-25 de la NBA.

### Lucha libre profesional
- En las noches del 6 y el 7 de abril, en la ciudad de Filadelfia (estado de Pensilvania) se realiza el evento de lucha Libre WrestleMania XL en el Lincoln Financial Field.

### Multideportivo
- Juegos Olímpicos de París 2024.
- Juegos Paralímpicos de París 2024.

### Tenis profesional
- Abierto de Australia 2024: del 14 al 28 de enero.
- Torneo de Roland Garros 2024: del 20 de mayo al 9 de junio.
- Campeonato de Wimbledon 2024: del 1 al 14 de julio.
- Abierto de Estados Unidos 2024: del 26 de agosto al 8 de septiembre.

## Cine
- Alien: Romulus
- Anora
- Aún estoy aquí
- Beetlejuice Beetlejuice
- The Brutalist
- Borderlands
- Civil War
- Cónclave
- El conde de Montecristo
- Deadpool & Wolverine
- Despicable Me 4
- Dune: Part Two
- Emilia Pérez
- The Fall Guy
- Flow
- Furiosa: de la saga Mad Max
- The Garfield Movie
- Ghostbusters: Frozen Empire
- Gladiator 2
- Godzilla y Kong: el nuevo imperio
- Heretic
- Inside Out 2
- Joker: Folie à Deux
- Kingdom of the Planets of the Apes
- Kraven the Hunter
- Kung Fu Panda 4
- Madame Web
- MaXXXine
- Megalópolis
- Memorias de un caracol
- Moana 2
- Monkey Man
- Mufasa: el rey león
- Nosferatu
- Paddington in Peru
- A Quiet Place: Day One
- Robot salvaje
- El Señor de los Anillos: la Guerra de los Rohirrim
- Smile 2
- Sonic 3, la película
- La sustancia
- La trampa
- Transformers One
- Twisters
- Venom: El último baile
- Wallace y Gromit: La venganza se sirve con plumas
- Wicked